# Liste der Technik und Bewaffnung in der Bedarfsträgerschaft des Raketen- und Waffentechnischen Dienstes

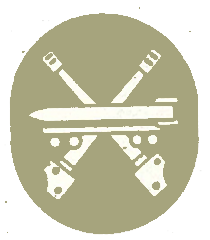
Laufbahnabzeichen des Raketen- und Waffentechnischen Dienstes der NVA

In den folgenden Listen ist Technik und Bewaffnung aufgeführt, die im Katalog K 050/3/016 Bewaffnung in der Bedarfsträgerschaft des Raketen- und Waffentechnischen Dienstes der ehemaligen NVA enthalten ist. Die Bezeichnungen der in dieser Liste richten sich nach den Vorgaben dieser Dokumente. Die in der NVA benutzten Bezeichnungen stimmen nicht immer mit den Bezeichnungen der Hersteller überein. Die Gliederung der Liste folgt dem K 050/3/016 Bewaffnung in der Bedarfsträgerschaft des Raketen- und Waffentechnischen Dienstes, Ausgabe 1989 bzw. 1990. Technik und Bewaffnung, die in diesem Katalog nicht mehr enthalten sind, wurden sinngemäß zugeordnet.
Da die in der NVA genutzte Technik und Bewaffnung keinem einheitlichen Bezeichnungssystem folgten, wurde das Nummernverzeichnis Nr. 50 401 für Bewaffnung des Raketen- und Waffentechnischen Dienstes erstellt. Es ermöglichte, ähnlich wie die in den Streitkräften der NATO genutzte National Stock Number, eine eindeutige Identifizierung von Munition, Fahrzeugen, Waffen und Gerät, unabhängig von den diversen Bezeichnungssystemen der Hersteller, anderer Streitkräfte oder von Tarnbezeichnungen. Jedem Gerät wurde dabei eine sechsstellige Nummer zugewiesen. Wie auch bei dem in der Sowjetarmee verwendeten GRAU-Index wurden die in den Streitkräften genutzte Technik und Bewaffnung nicht vollständig erfasst. Der Katalog bzw. das Nummernverzeichnis enthält nur Technik und Bewaffnung in Bedarfsträgerschaft des Raketen- und Waffentechnischen Dienstes. Munition ist im Nummernverzeichnis ebenfalls enthalten, wird aber in dieser Liste nicht aufgeführt.
Ein Teil der Technik und Bewaffnung der NVA wurde von der Bundeswehr übernommen und weitergenutzt. Dessen ungeachtet ist als Nutzungsende das Jahr der Auflösung der NVA, 1990, eingetragen.

## Raketentechnik
| Bezeichnung                                  | Einführung | Nutzungsende | GRAU-Index | Nummer im Nummernverzeichnis des RWD | NATO-Kodename | Bemerkung                                                                                   |
| -------------------------------------------- | ---------- | ------------ | ---------- | ------------------------------------ | ------------- | ------------------------------------------------------------------------------------------- |
| Taktisches Raketensystem 2K6 LUNA (R30)      | 1962       | 1977         | 2K6        | nicht vergeben                       | Frog-5        |                                                                                             |
| Raketenkomplex 9K52 Luna-M                   | 1968       | 1990         | 9K52       | 75 00 00                             | Frog-M        |                                                                                             |
| Raketenkomplex 9K79 Totschka                 | 1983       | 1990         | 9K79       | 70 00 00                             | SS-21 Scarab  |                                                                                             |
| Operativ-taktisches Raketensystem R170 (R11) | 1962       | 1969         | 8K11       | nicht vergeben                       |               |                                                                                             |
| Operativ-taktisches Raketensystem 9K72       | 1962       | 1990         | 9K79       | 74 00 00                             | SS-1c Scud B  | bis 1968 Startrampe 2P9 auf Chassis ISU-152K ab 1968 Startrampe 9P117M auf Chassis MAZ-543P |
| Raketenkomplex 9K714 Oka                     | 1988       | 1990         | 9K714      | 73 00 00                             | SS-23 Spider  |                                                                                             |

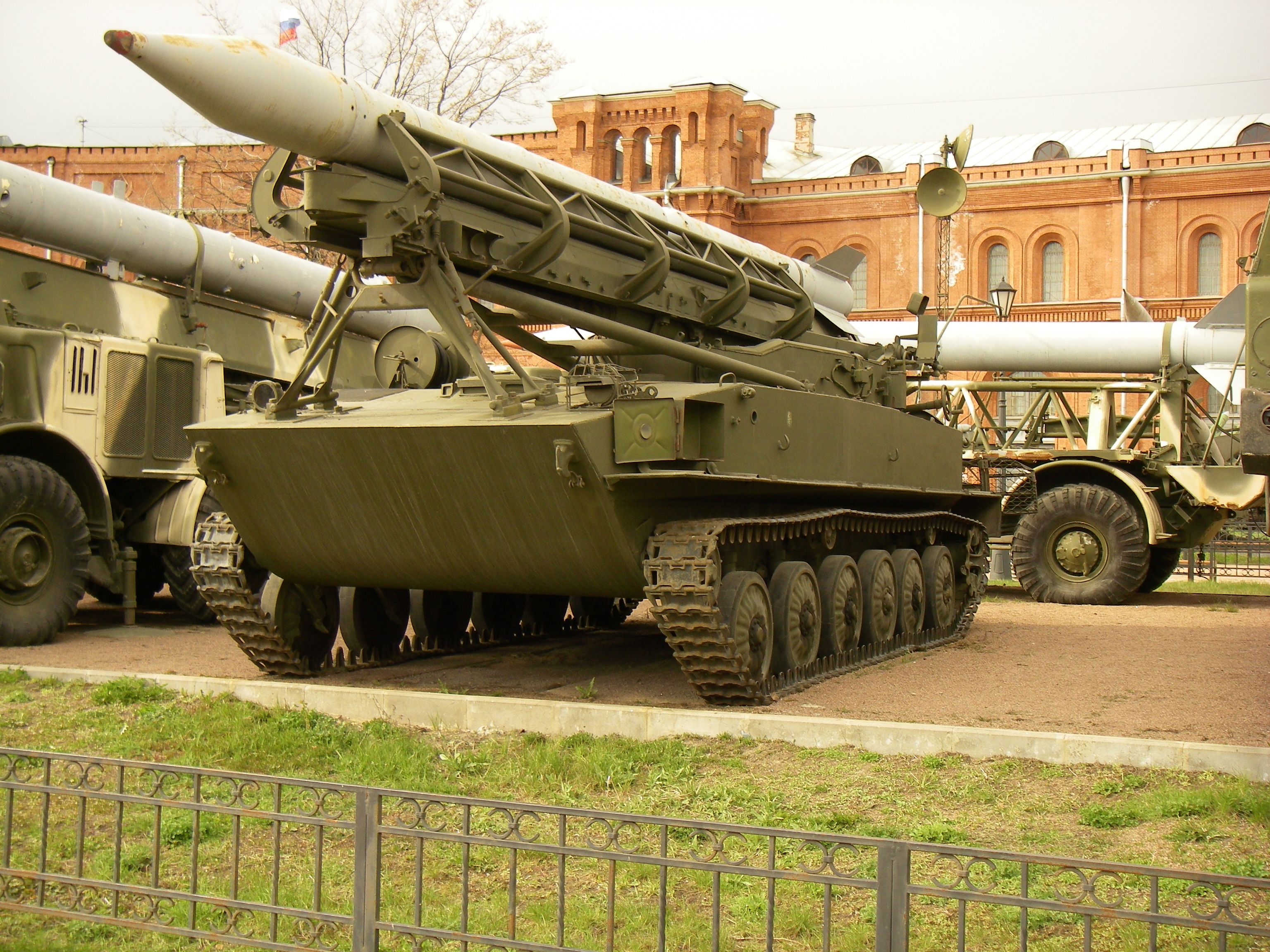
2K6 Luna
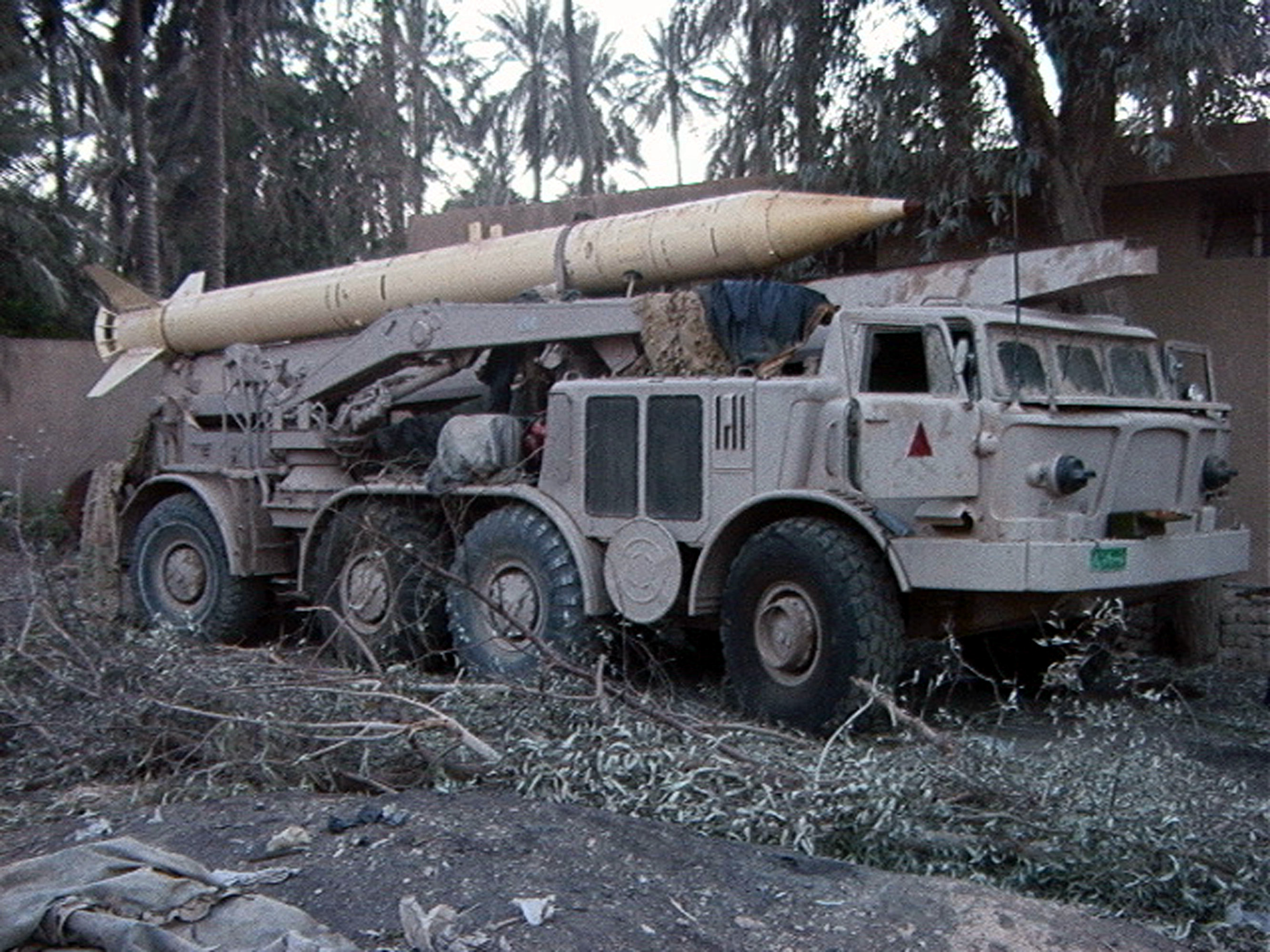
9K52 Luna M
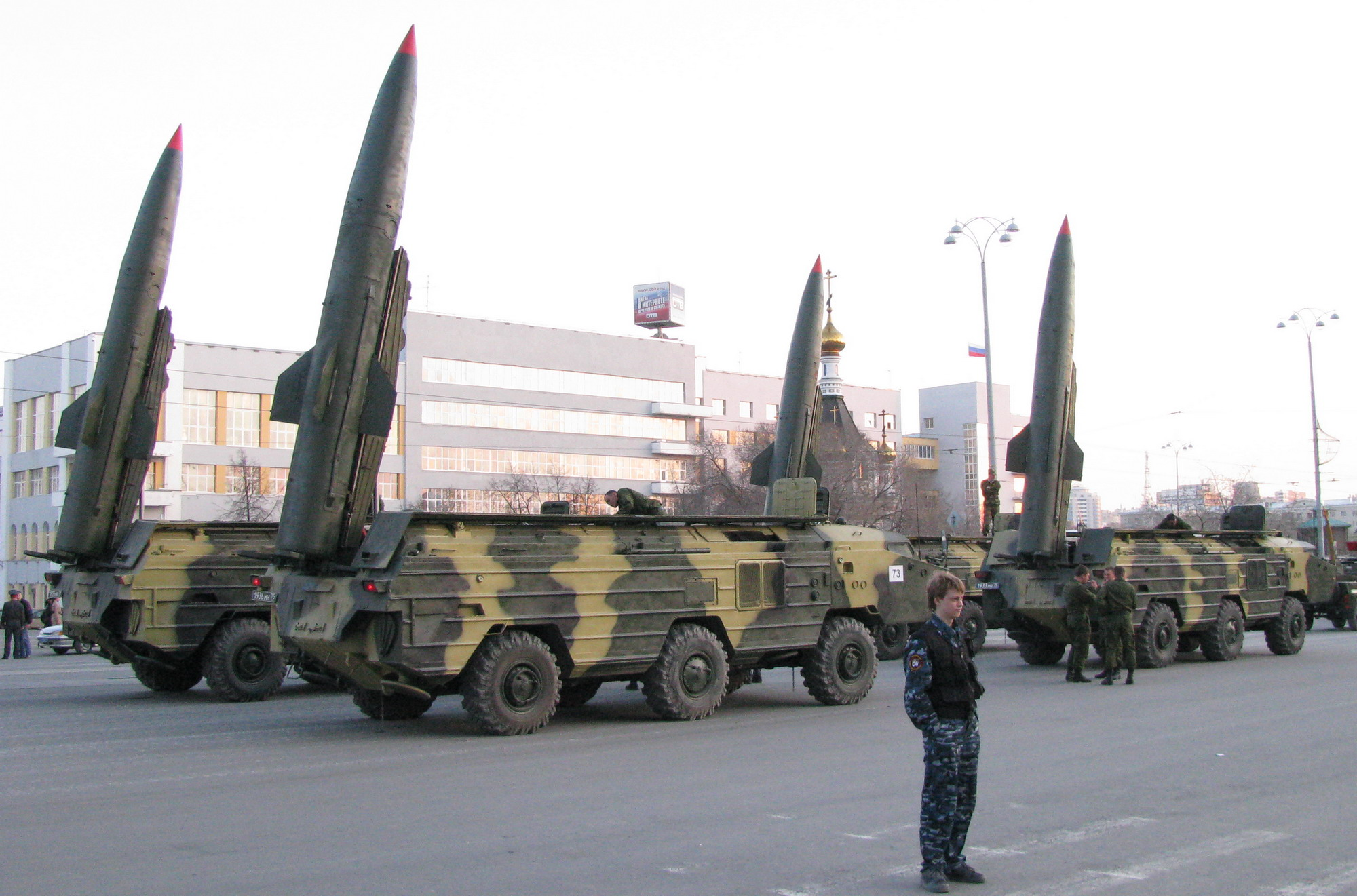
9K79 Totschka
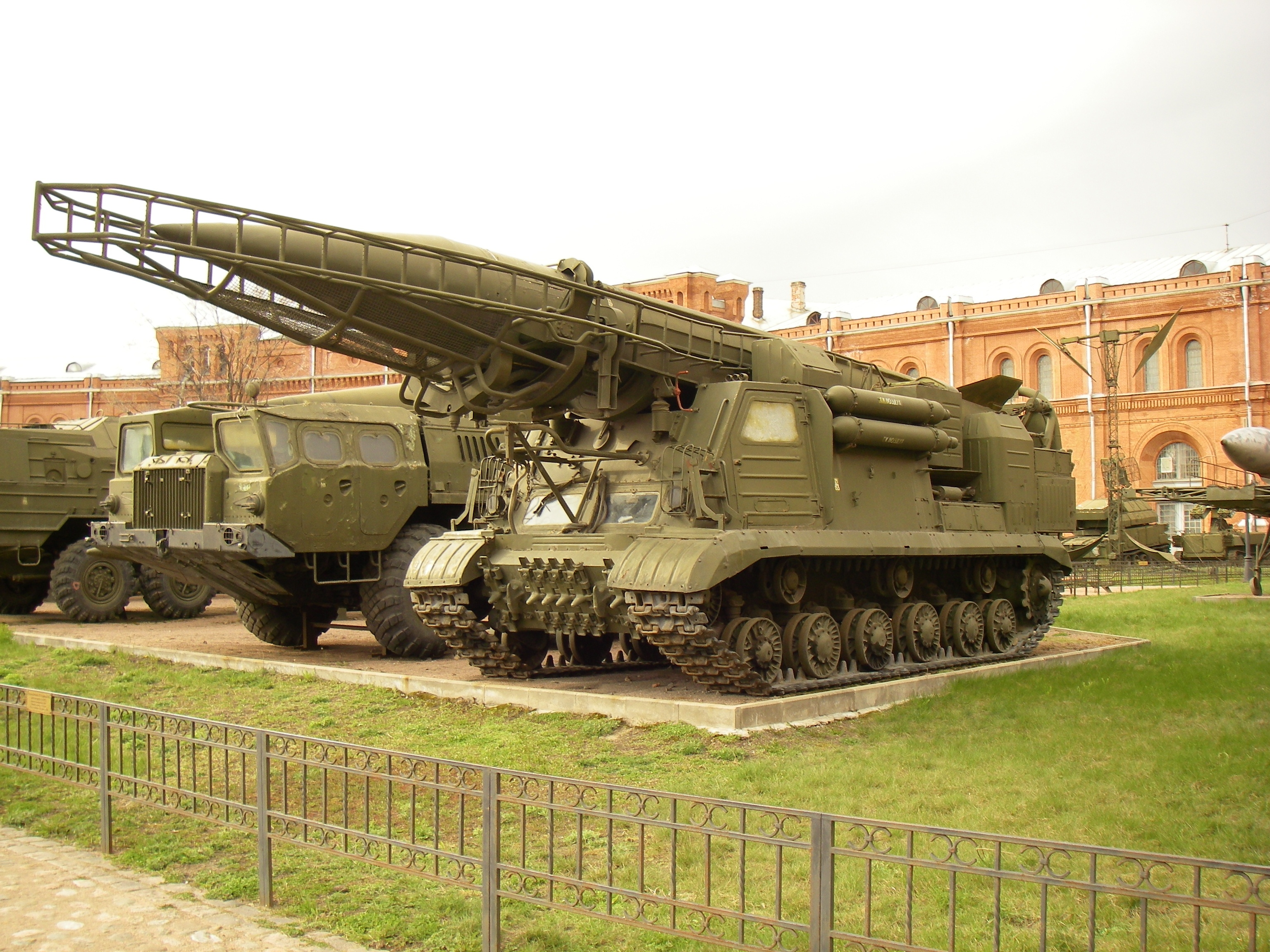
9K72 Elbrus
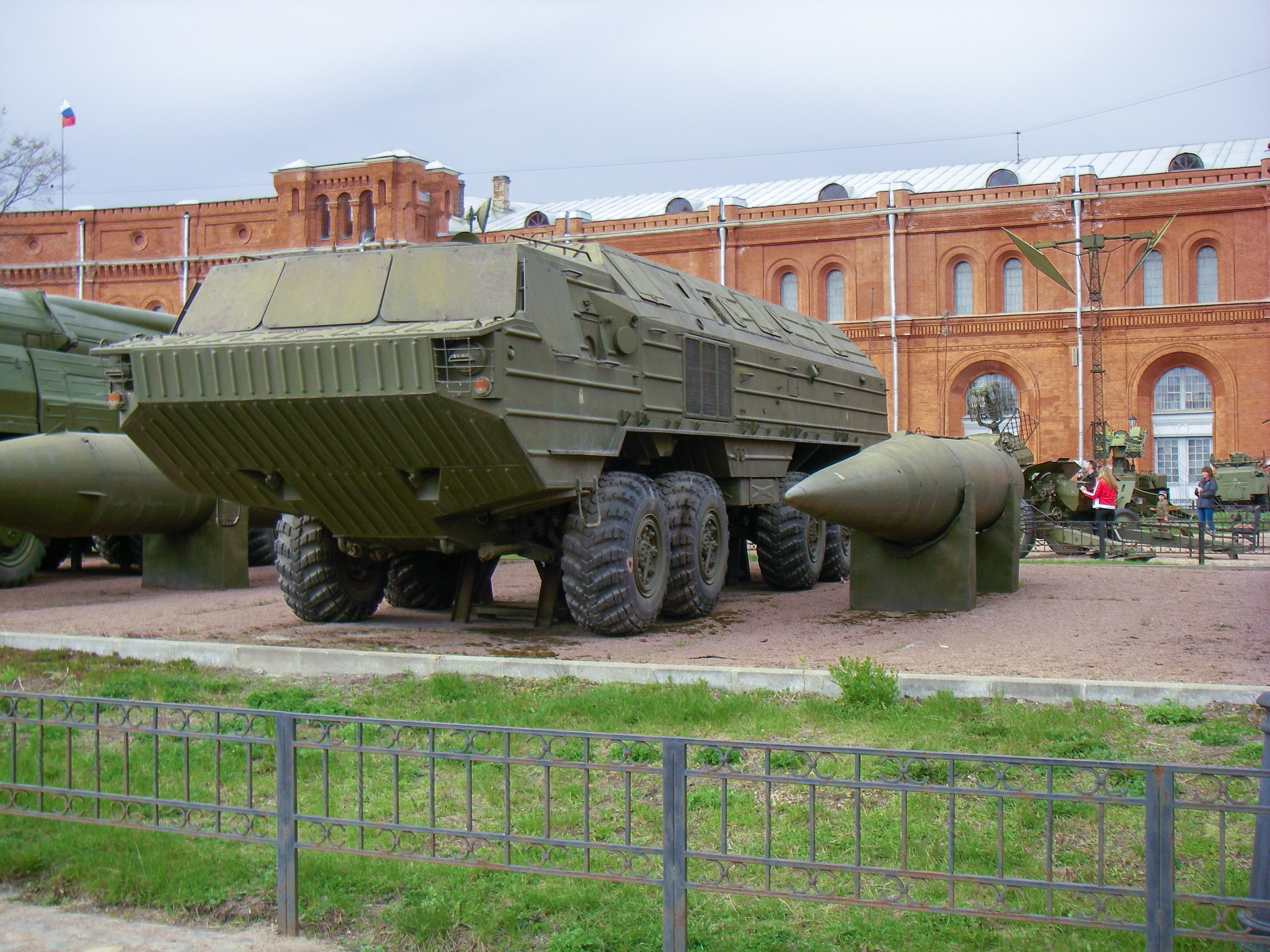
9K714 Oka

## Fla-Raketentechnik
| Bezeichnung                          | Einführung | Nutzungsende | GRAU-Index | Nummer im Nummernverzeichnis des RWD     | NATO-Kodename | Bemerkung                                                         |
| ------------------------------------ | ---------- | ------------ | ---------- | ---------------------------------------- | ------------- | ----------------------------------------------------------------- |
| Fla-Raketenkomplex 2K11 Krug         |            | 1990         | 2K11       | 90 00 00 für Krug-M1 91 00 00 für Krug-M | SA-4 Ganef    | Einsatz in den Fla-Raketenregimentern der Militärbezirke (Armeen) |
| Fla-Raketenkomplex 2K12 Kub          | 1976       | 1990         | 2K12       | 92 00 00 für Kub-M 93 00 00 für Kub-M1   | SA-6 Gainful  | Einsatz in den Fla-Raketenregimentern der Divisionen              |
| Fla-Raketenkomplex 9K33 Osa          | 1984       | 1990         | 9K33       | 94 00 00 für Osa-AK 94 40 00 für Osa-AKM | SA-8 Gecko    |                                                                   |
| Fla-Raketenkomplex 9K31 Strela-1     | 1976       | 1990         | 9K31       | 96 00 00                                 | SA-9 Gaskin   |                                                                   |
| Fla-Raketenkomplex 9K32M Strela-2M   | 1973       | 1990         | 9K32       | 97 00 00                                 | SA-7 Grail    |                                                                   |
| Fla-Raketenkomplex 9K35M Strela-10M  | 1985       | 1990         | 9K35       | 98 00 00                                 | SA-13 Gopher  |                                                                   |
| Fla-Raketenkomplex 9K310-Ä (Igla-1Ä) | 1988       | 1990         | 9K310      | 99 00 00                                 | SA-16 Gimlet  |                                                                   |

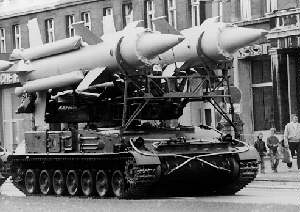
2K11 Krug
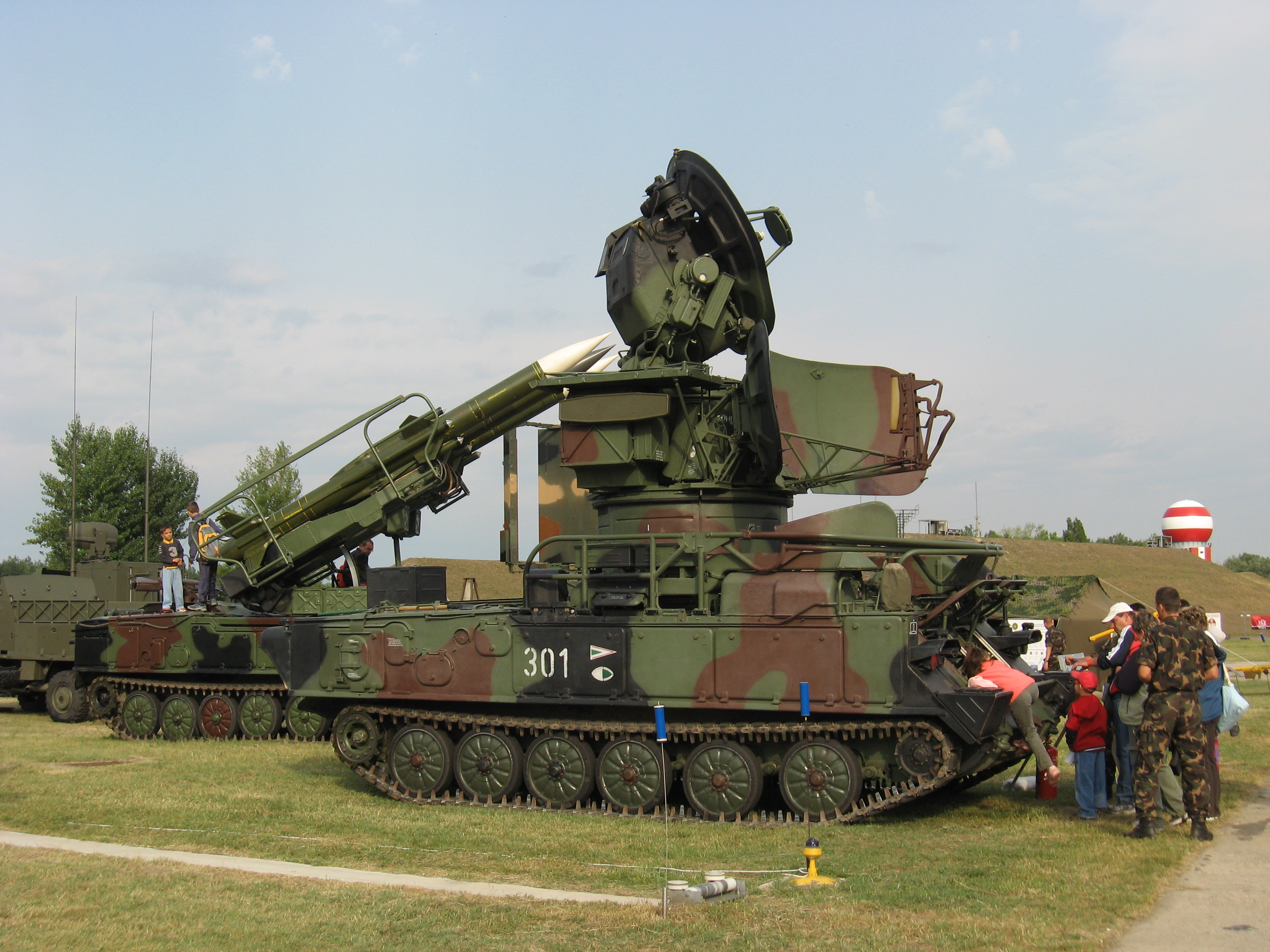
2K12 Kub
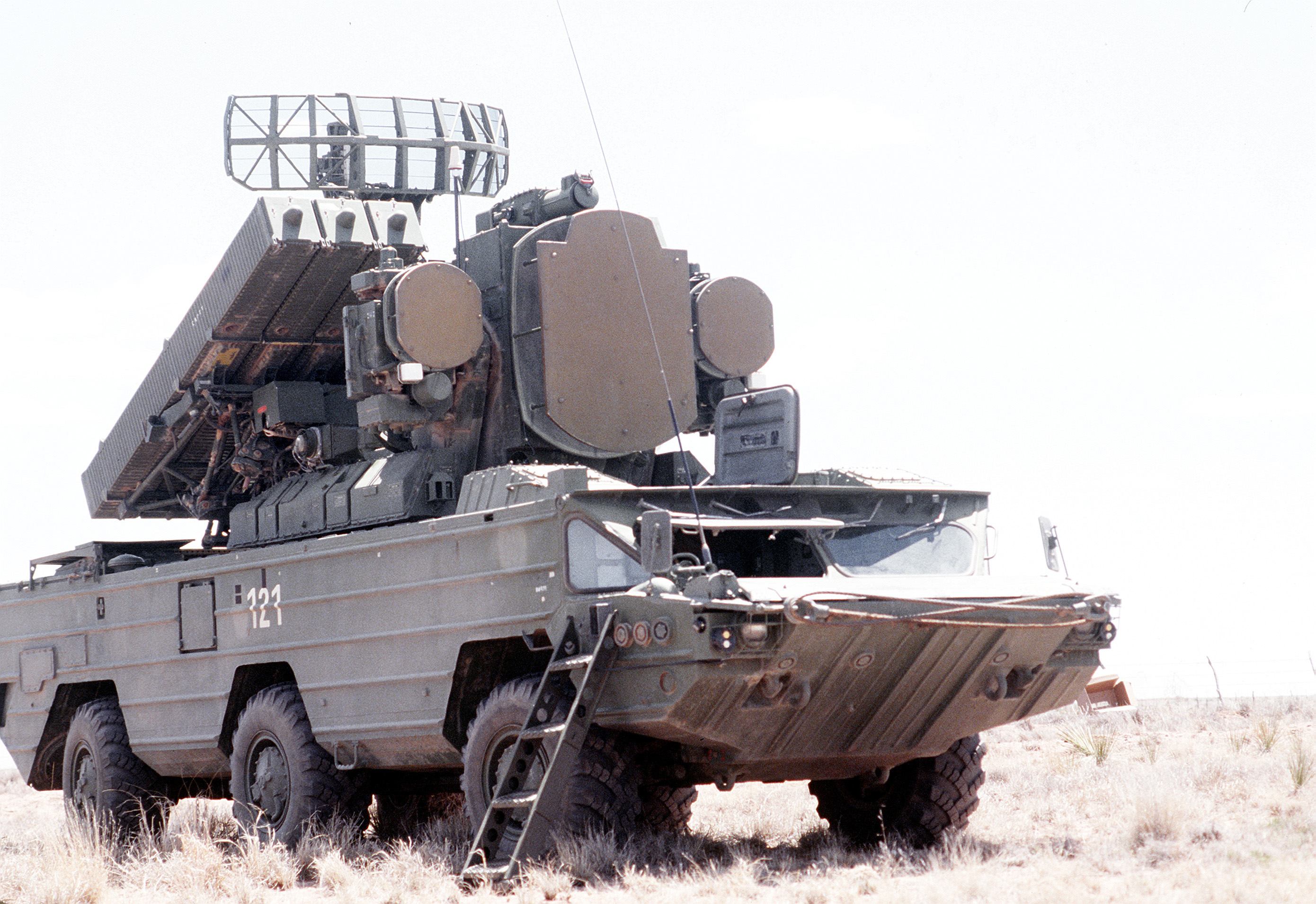
9K33 Osa
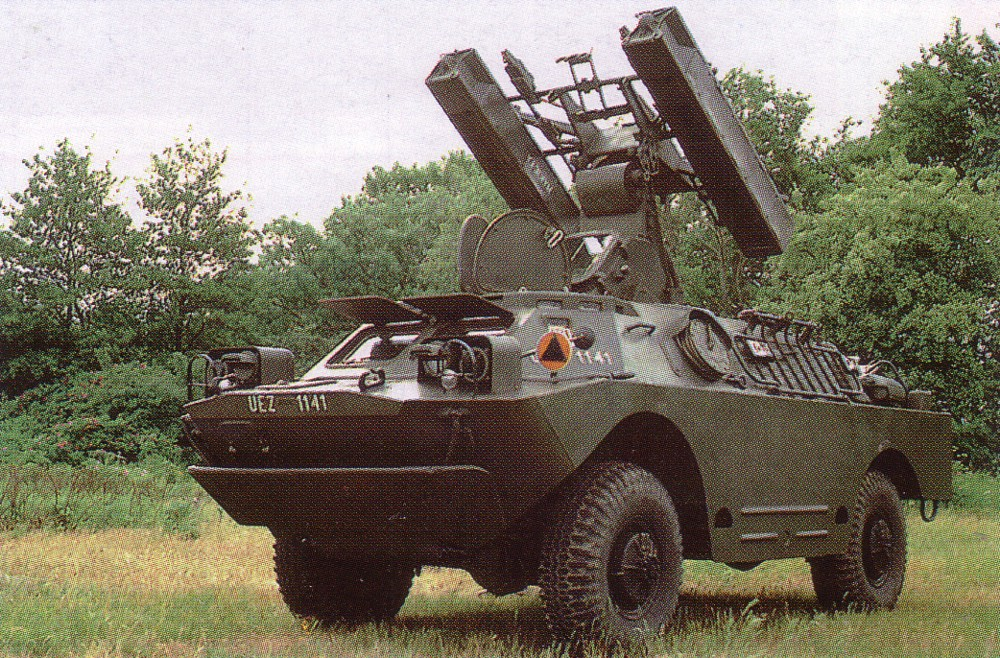
9K31 Strela 1
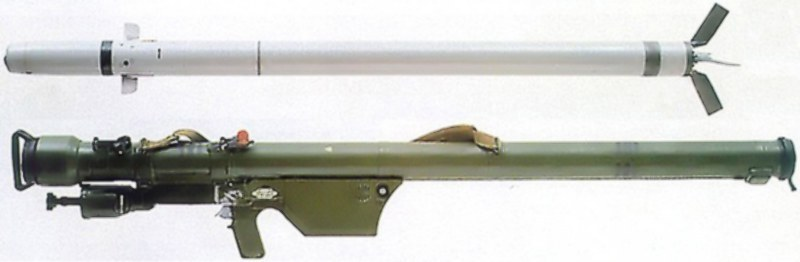
9K32 Strela 2
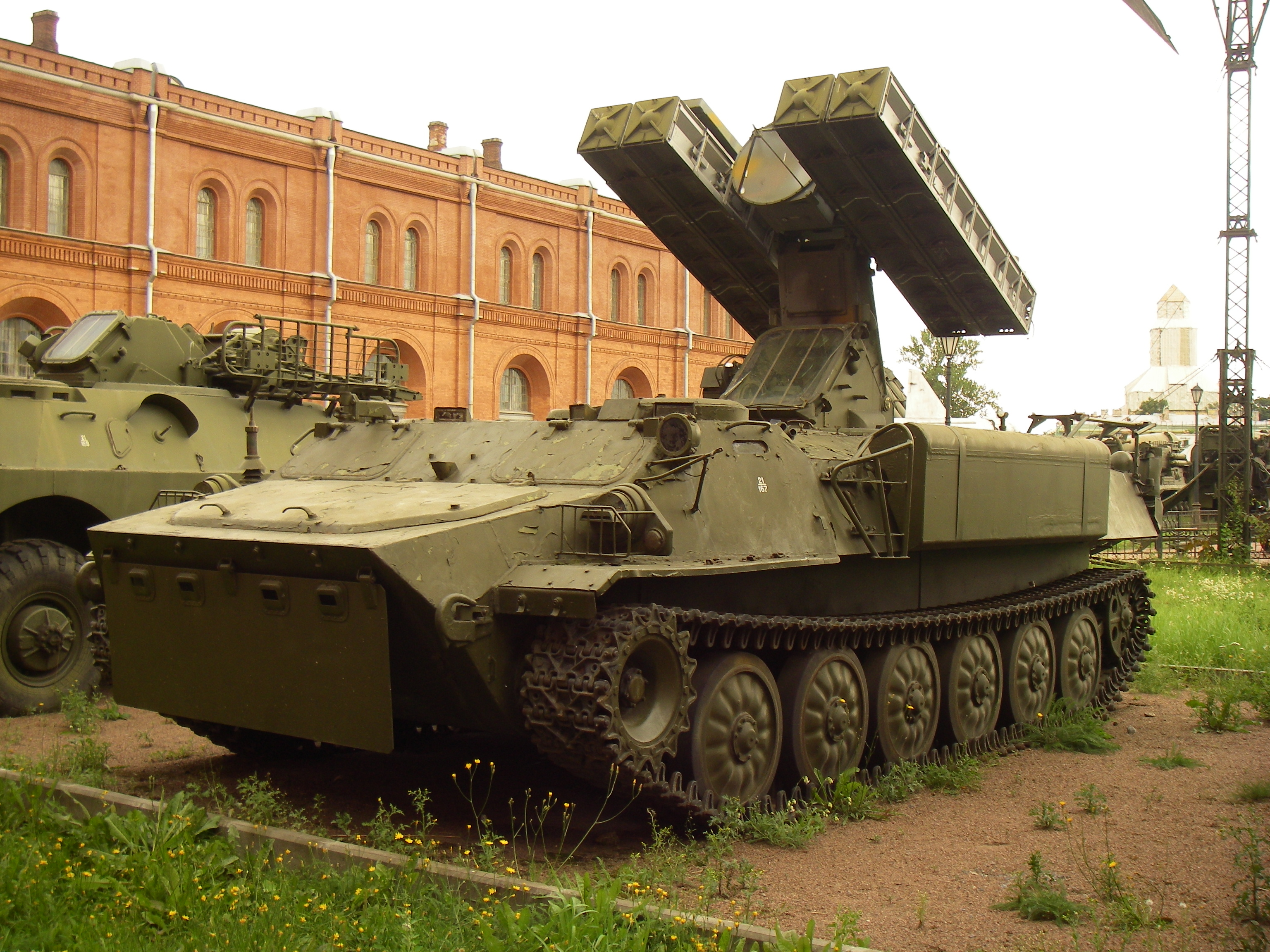
9K35 Strela-10
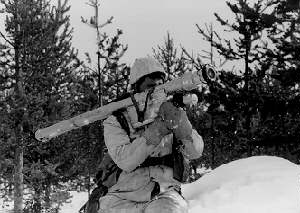
9K310 Igla

## Funkmesstechnik

### Rundblickstationen
| Bezeichnung                                             | Einführung | Nutzungsende | GRAU-Index | Nummer im Nummernverzeichnis des RWD                                                                                          | NATO-Kodename | Bemerkung |
| ------------------------------------------------------- | ---------- | ------------ | ---------- | --- | ------------- | --- |
| Rundblickstation RBS-8                                  | ?          | ?            |            | nicht vergeben | Knife Rest A  | |
| Rundblickstation RBS-10                                 | ?          | ?            |            | nicht vergeben | Knife Rest B  | |
| Rundblickstation RBS-12                                 | ?          | ?            | 1РЛ14      | 51 11 00 | Spoon Rest    | |
| Rundblickstation RBS-15                                 | ?          | 1990         | 1РЛ13      | 51 13 00 RBS-15S 1RL13S 51 14 00 RBS-15M 1RL13M 51 18 00 RBS-15MN 1RL13MN 51 19 00 RBS-15M1 1RL13M1 51 15 00 RBS-15M2 1RL13M2 | Flat Face     | |
| Rundblickstation RBS-18                                 | ?          | 1990         | 1РЛ131     | 51 12 00 | Spoon Rest D  | |
| Rundblickstation RBS-19                                 | 1980       | 1990         | 1РЛ134     | 51 23 00 RBS-19-1 1RL134-1 51 24 00 RBS-19-4 1RL134-4 51 25 00 RBS-19 Sch3-1 1RL134-Sch3-1                                    | Flat Face B   | |
| Rundblickstation RBS-40                                 | ?          | 1990         | 1РЛ128     | 51 20 00 RBS-40 1RL-111D 51 21 00 RBS-40A-1 1RL-128D-1 51 22 00 RBS-40-M1 1RL-128DM1                                          | Long Track    | |
| Aufklärungs- und Zielzuweisungsstation 1S12A            | ?          | 1990         | 1С12       | 1S12A 91 20 00 1S12A1 91 21 00 1S12M1 90 20 00                                                                                | Long Track    | |
| Aufklärungs- und Führungsstelle 9S80 (PPRU-1M) „Sborka“ | 1989       | -            | 9С80       | 50 01 00 | Dog Ear       | Mobiles Luftzielaufklärungs- und Feuerkontrollfahrzeug als Batteriebefehlsstelle für die modernisierte Fla-SFL ZSU 23-4-M4 |
| Aufklärungs- und Zielzuweisungsstation 9S18M „Kupol“    | 1989       | -            | 9С18       | 51 10 00 | Tube Arm      | |
| Funkmessstation 1L13-1 „Nebo-SW“                        | 1989       | -            | 1Л13-1     | |               | |

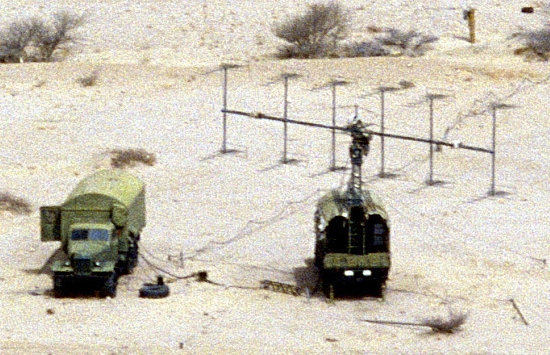
Rundblickstation RBS-12
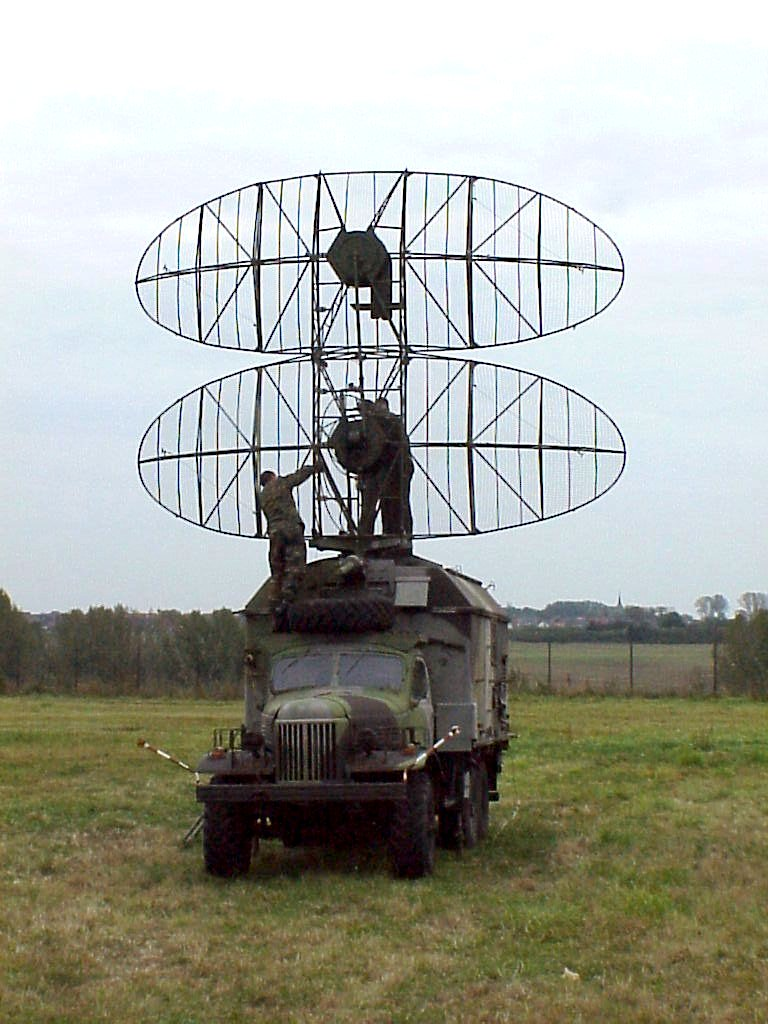
Rundblickstation RBS-15
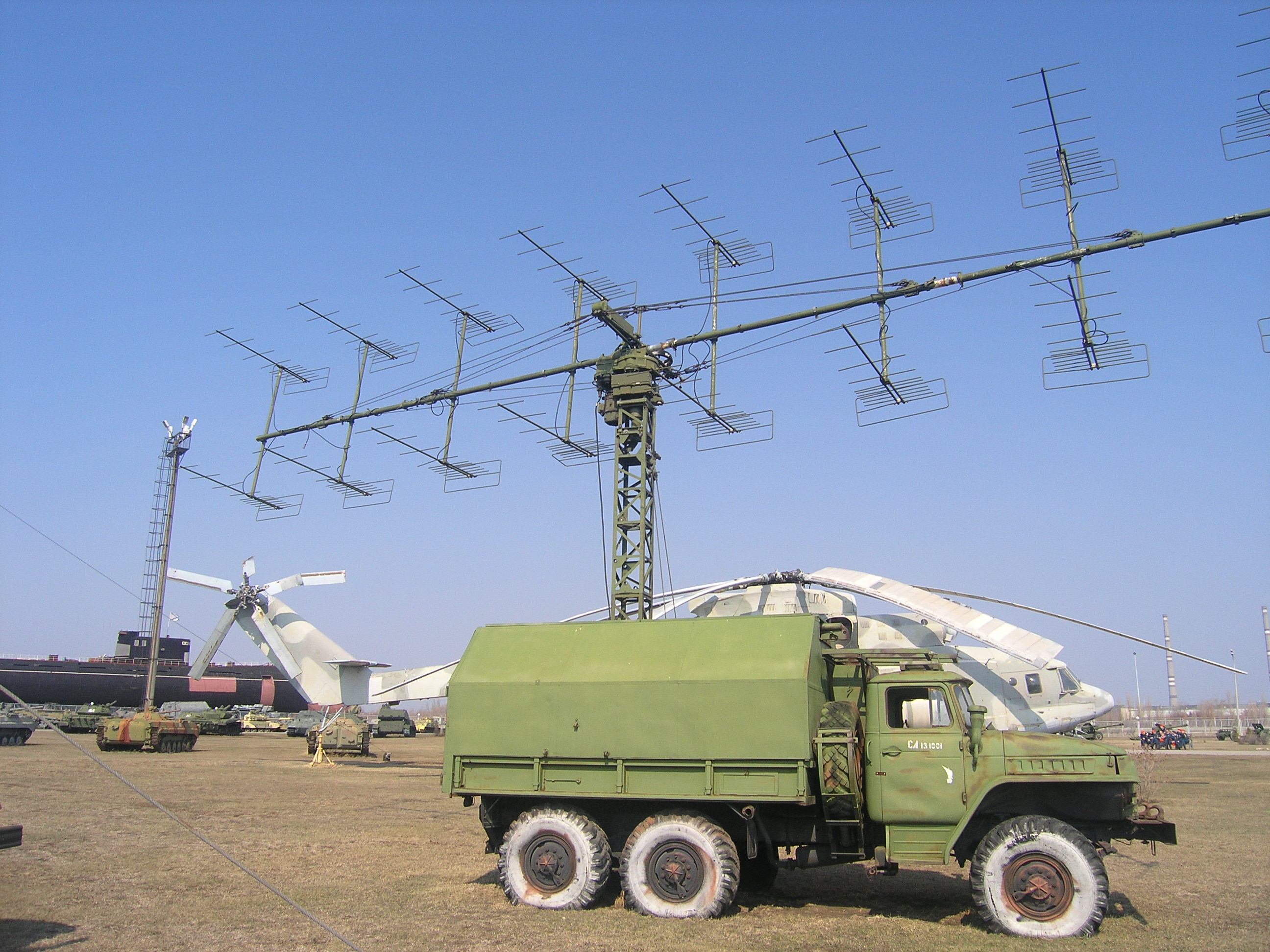
Rundblickstation RBS-18
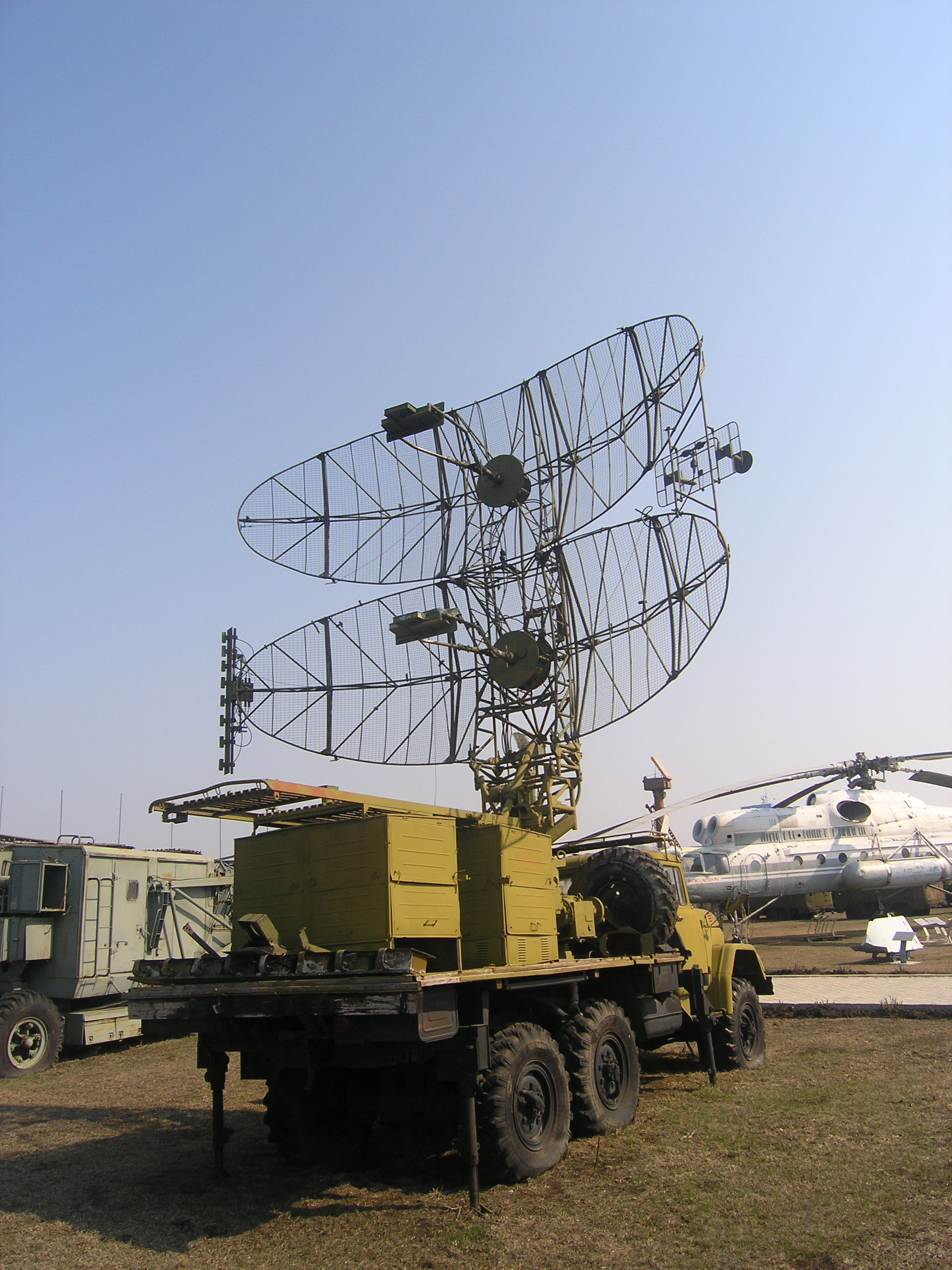
Rundblickstation RBS-19
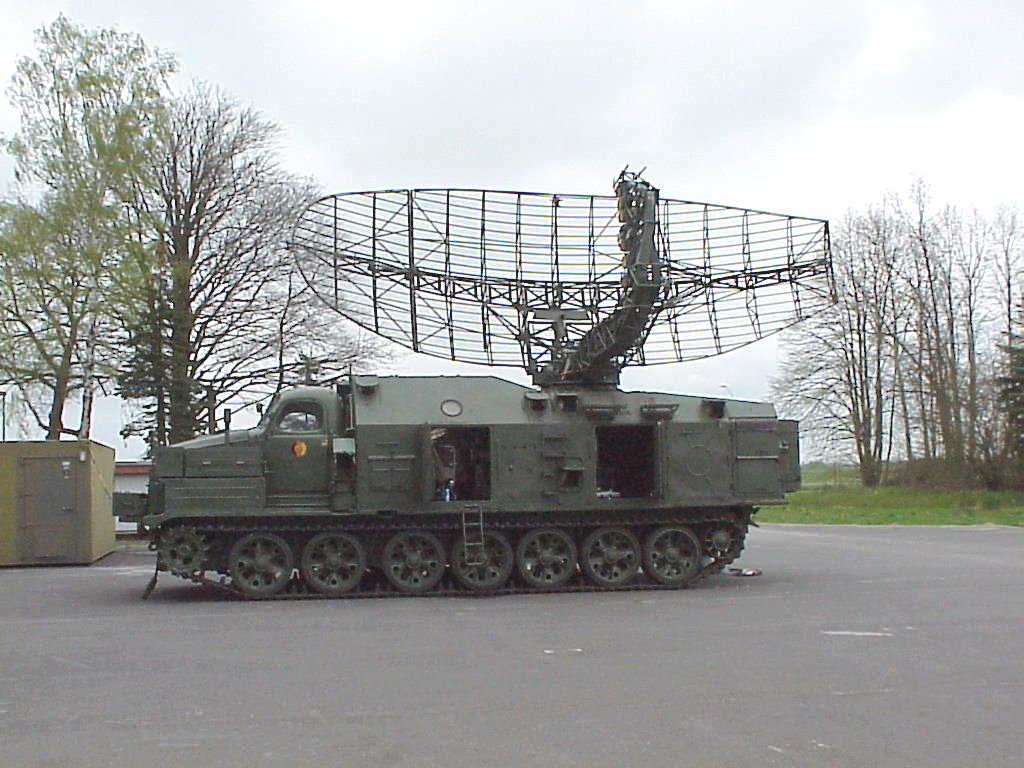
Rundblickstation RBS-40
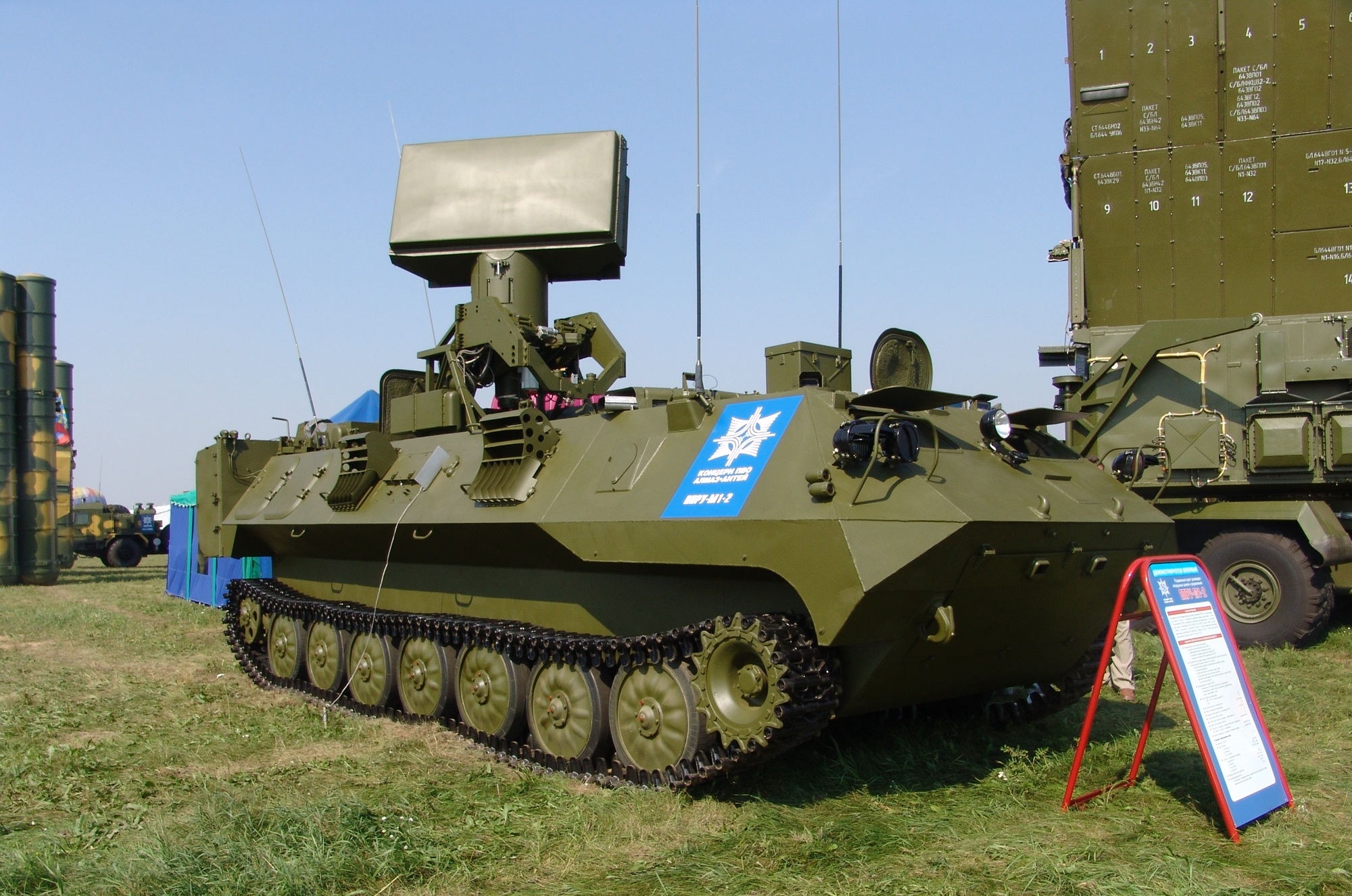
9S80 „Sborka“
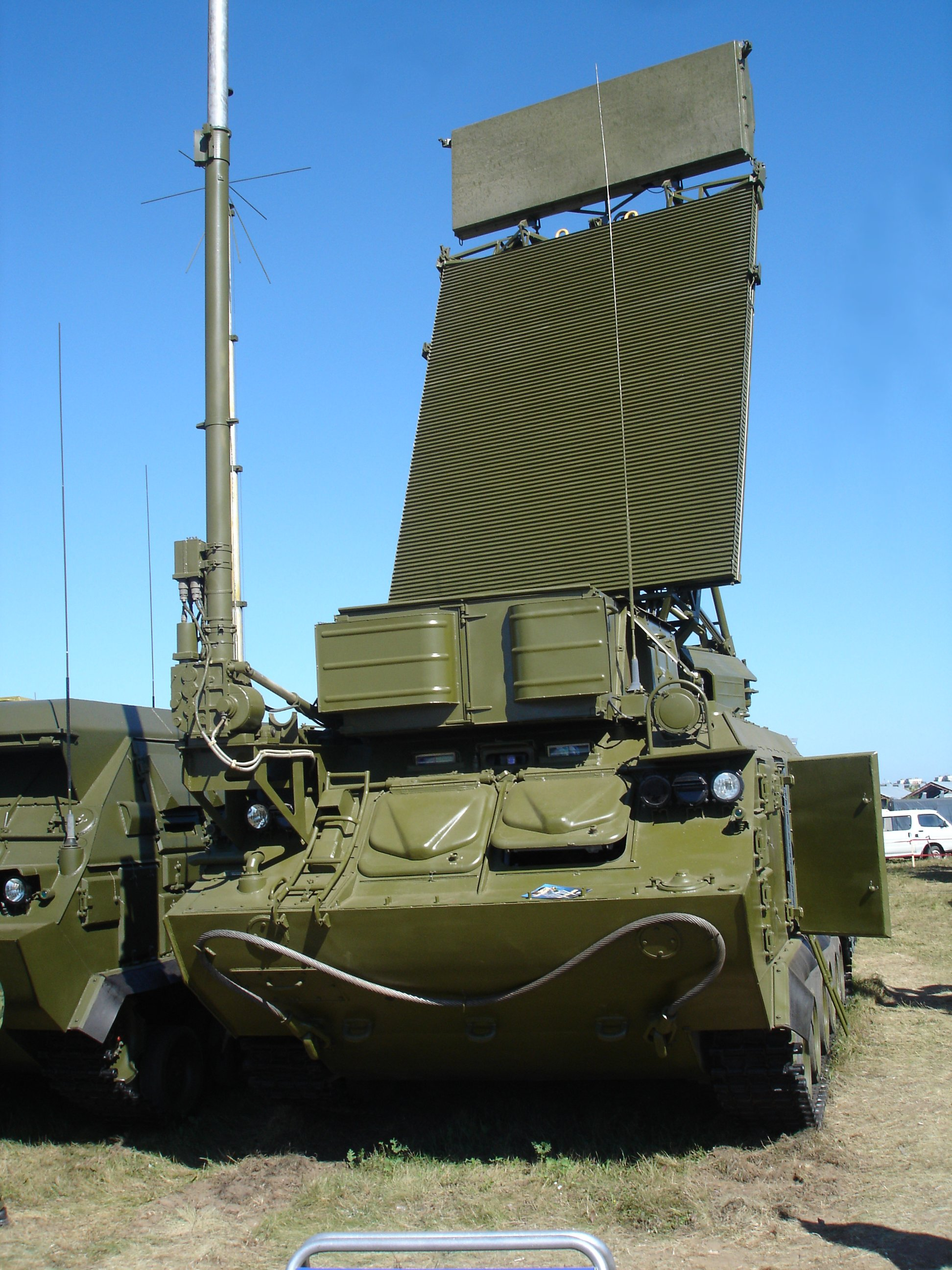
9S18M „Kupol“
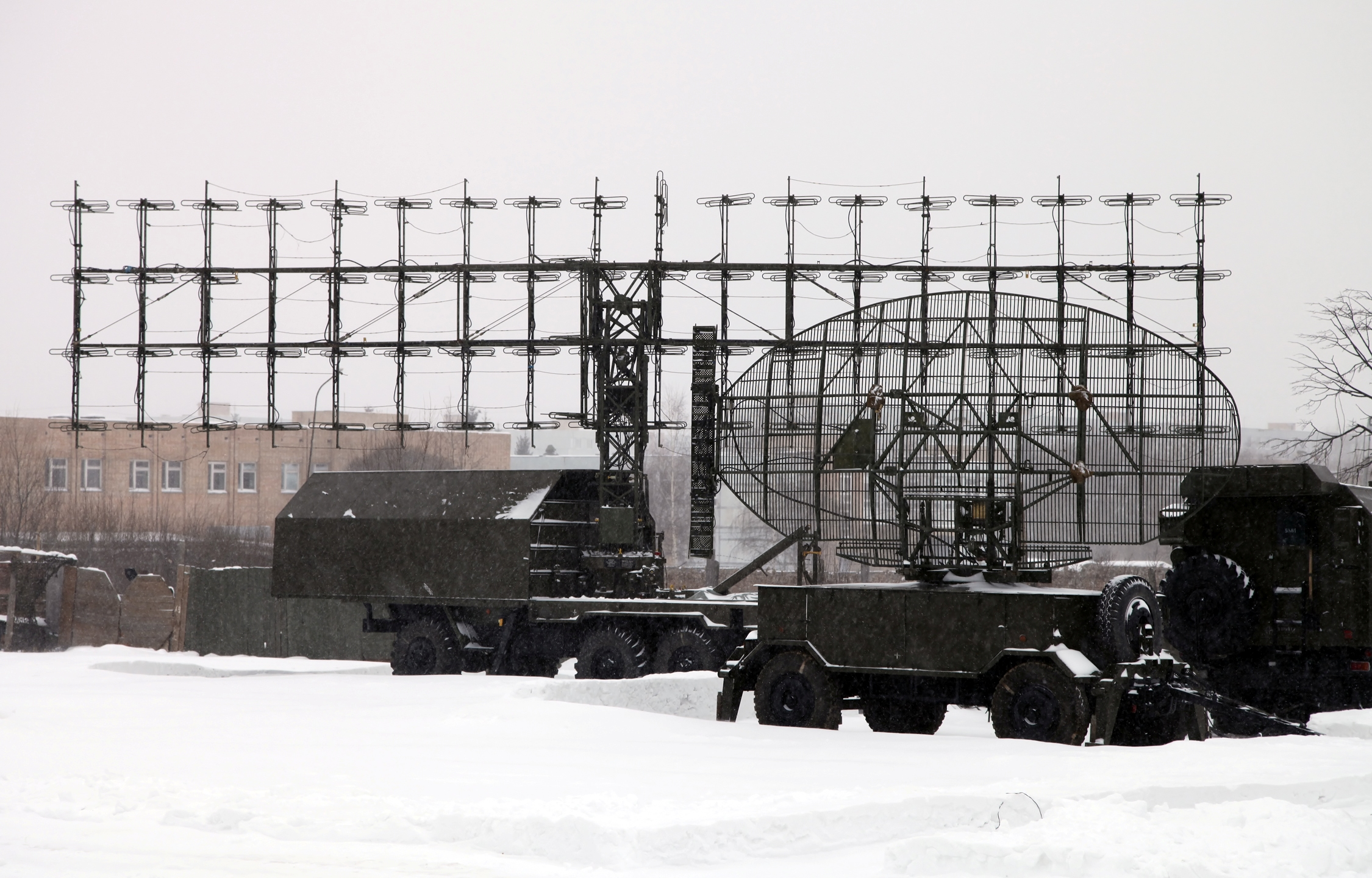
Funkmessstation 1L13-1 „Nebo-SW“

### Höhenfinder
| Bezeichnung                         | Einführung | Nutzungsende | GRAU-Index | Nummer im Nummernverzeichnis des RWD | NATO-Kodename | Bemerkung |
| ----------------------------------- | ---------- | ------------ | ---------- | ------------------------------------ | ------------- | --------- |
| Höhenfinder PRW-9B (1RL19B)         | 1990       | 1990         | 1РЛ19      | 51 41 00                             | Thin Skin A   |           |
| Höhenfinder PRW-10 „Konus“ (1RL-12) | ?          | ?            | 1РЛ12      | nicht vergeben                       |               |           |
| Höhenfinder PRW-16B (1RL132B)       | ?          | 1990         | 1РЛ132     | 51 42 00                             |               |           |

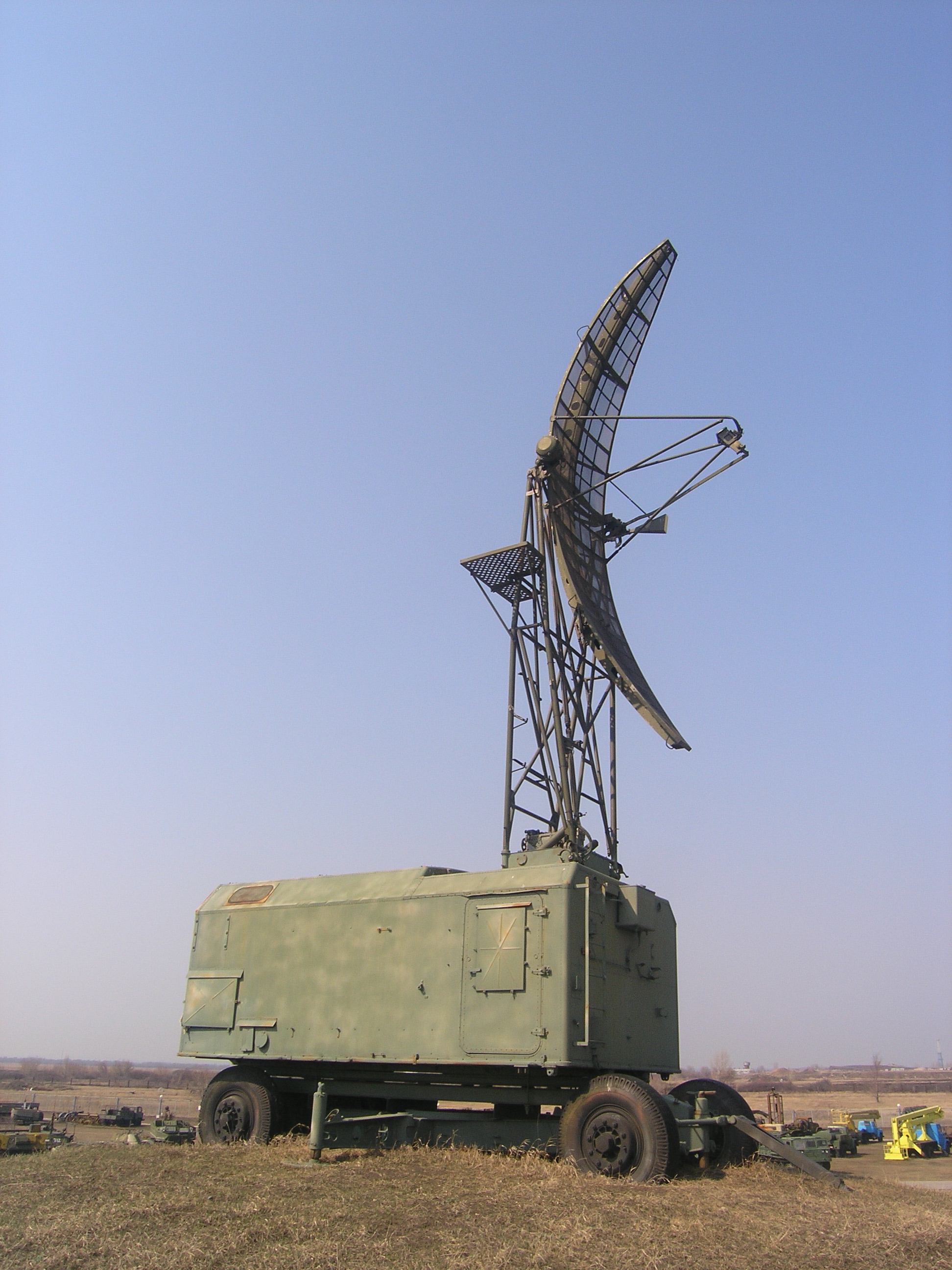
Höhenfinder PRW-9B
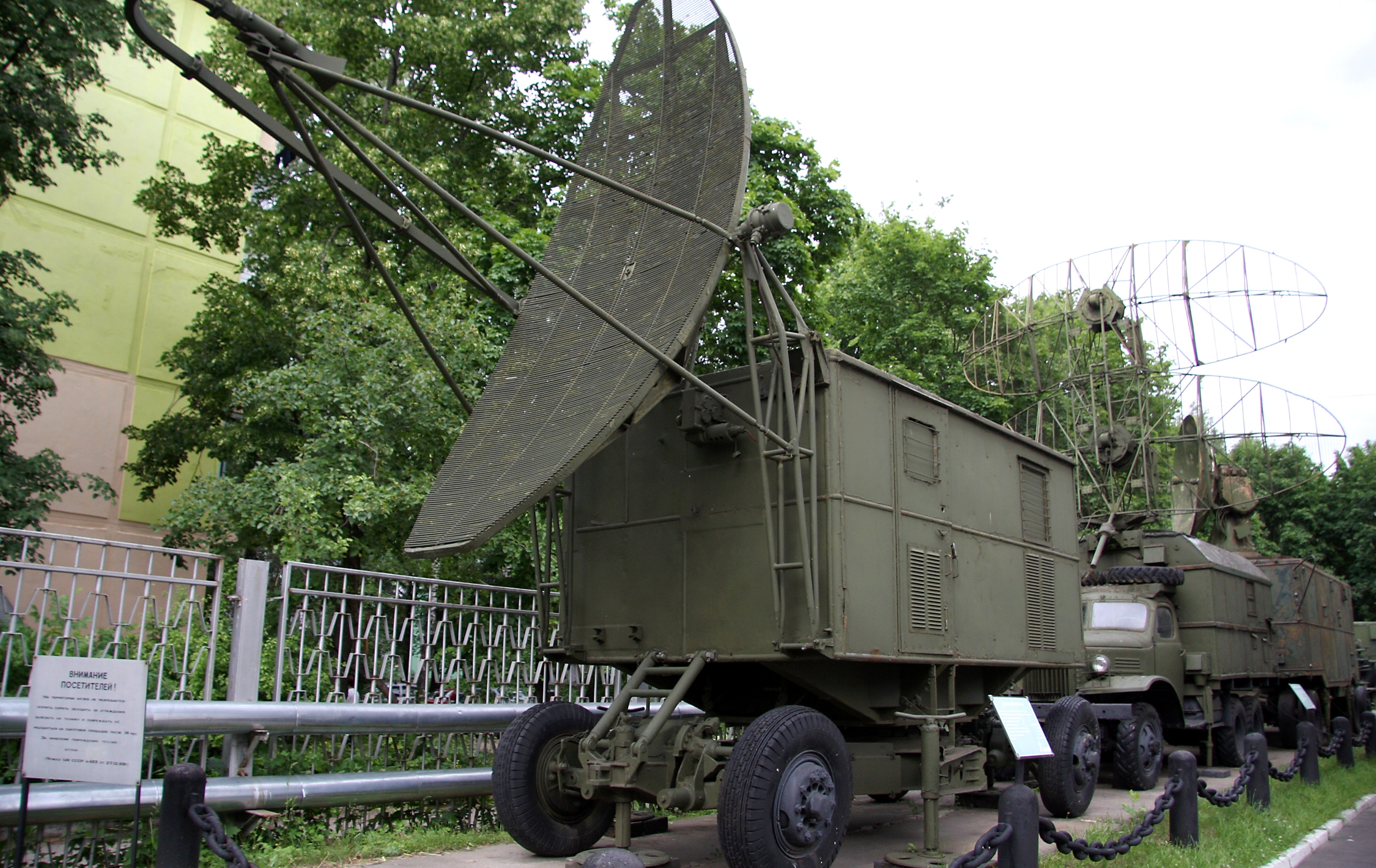
Höhenfinder PRW-10
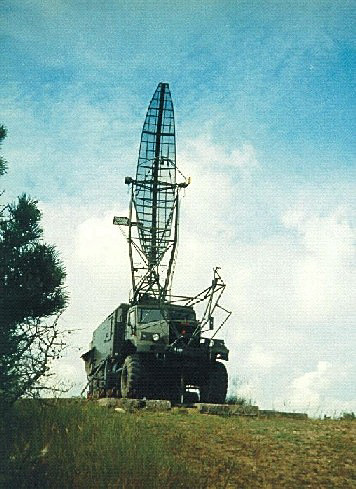
Höhenfinder PRW-16

### Geschützrichtstationen
| Bezeichnung                 | Einführung | Nutzungsende | GRAU-Index | Nummer im Nummernverzeichnis des RWD | NATO-Kodename | Bemerkung                       |
| --------------------------- | ---------- | ------------ | ---------- | ------------------------------------ | ------------- | ------------------------------- |
| Geschützrichtstation GRS-4  | ?          | ?            |            | nicht vergeben                       |               |                                 |
| Geschützrichtstation GRS-9  | 1958       | ?            |            | nicht vergeben                       |               |                                 |
| Geschützrichtstation GRS-9a | 1958       | ?            |            | nicht vergeben                       |               |                                 |
| Imitationsgerät T-49        | ?          | ?            |            | nicht vergeben                       |               | Einführung mit GRS-4 bzw. GRS-9 |

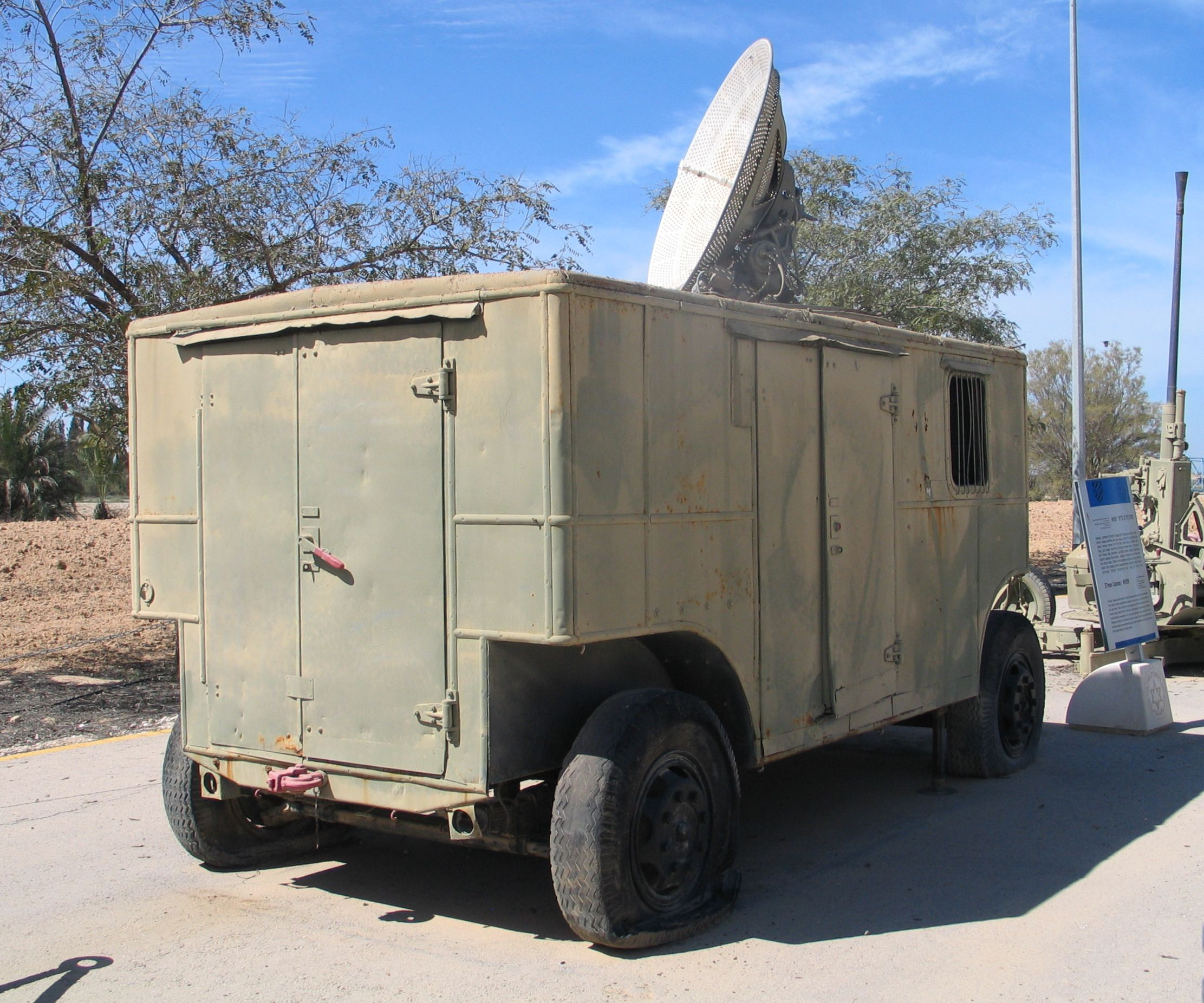
Geschützrichtstation GRS-9

### Kommandogeräte
| Bezeichnung                   | Einführung | Nutzungsende | GRAU-Index | Nummer im Nummernverzeichnis des RWD | NATO-Kodename | Bemerkung                                                               |
| ----------------------------- | ---------- | ------------ | ---------- | ------------------------------------ | ------------- | ----------------------------------------------------------------------- |
| Kommandogerät PUAZO-3         | 1954       | ?            |            | nicht vergeben                       |               | für 85 mm Flak 52-K                                                     |
| Kommandogerät 5               | ?          | ?            |            | nicht vergeben                       |               | für 57-mm Flak S-60                                                     |
| Kommandogerät 6/12            | 1955       | ?            |            | nicht vergeben                       |               | für 85-mm Flak 52-K                                                     |
| Kommandogerät 6/19            | 1955       | ?            |            | nicht vergeben                       |               | für 100 mm Flak KS-19                                                   |
| Kommandogerät 6/60            | 1955       | 1975         |            | nicht vergeben                       |               | für 57 mm Flak S-60                                                     |
| Kommandogerät E2BD            | ?          | ?            |            | nicht vergeben                       |               | für 57 mm Flak S-60                                                     |
| Übungs- und Prüfgerät PTRP-4M | ?          | ?            |            | nicht vergeben                       |               | zur Überprüfung der Arbeitsweise der Kommandogeräte 6-12, 6-19 und 6-60 |

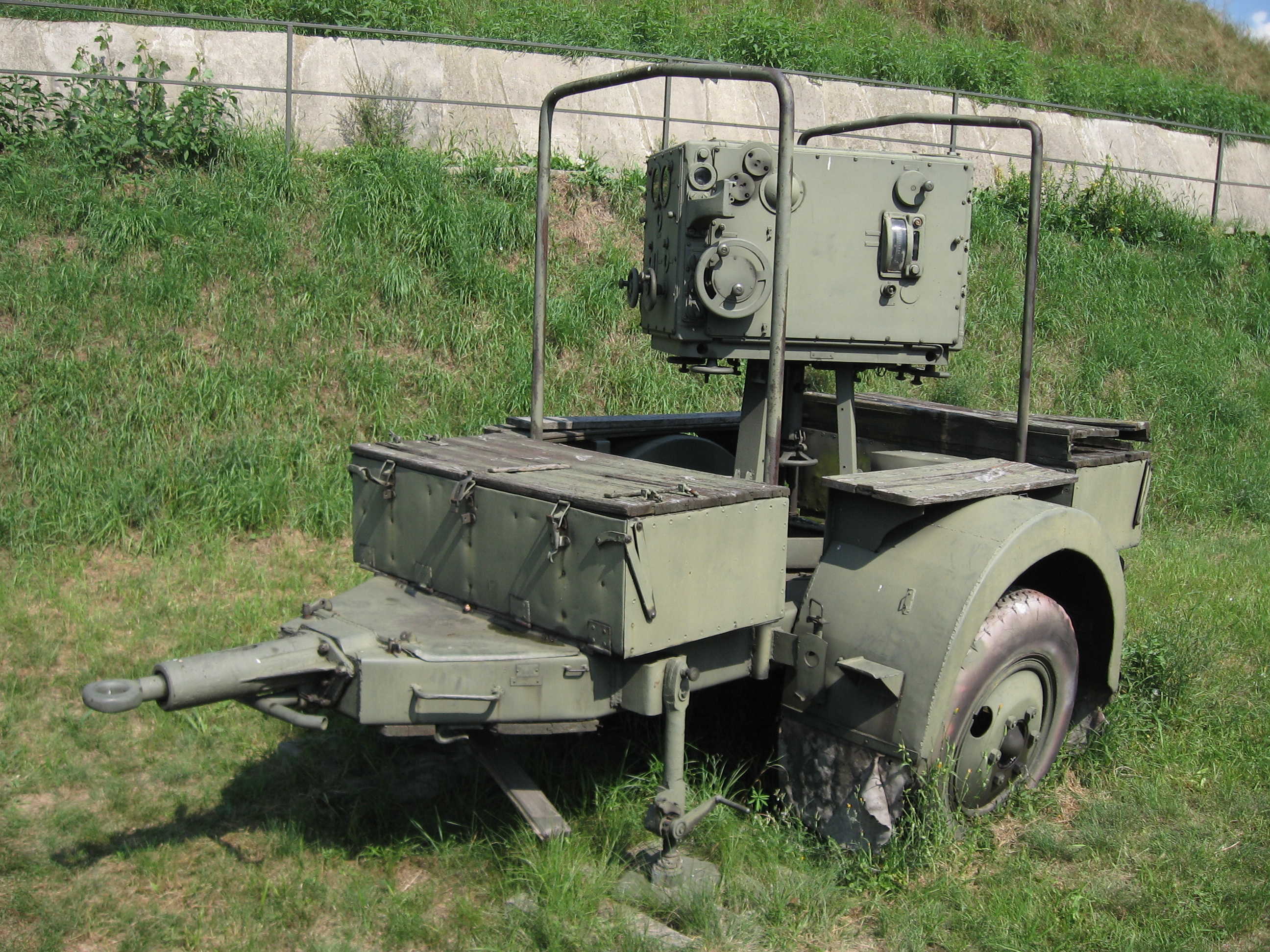
Kommandogerät PUAZO-3
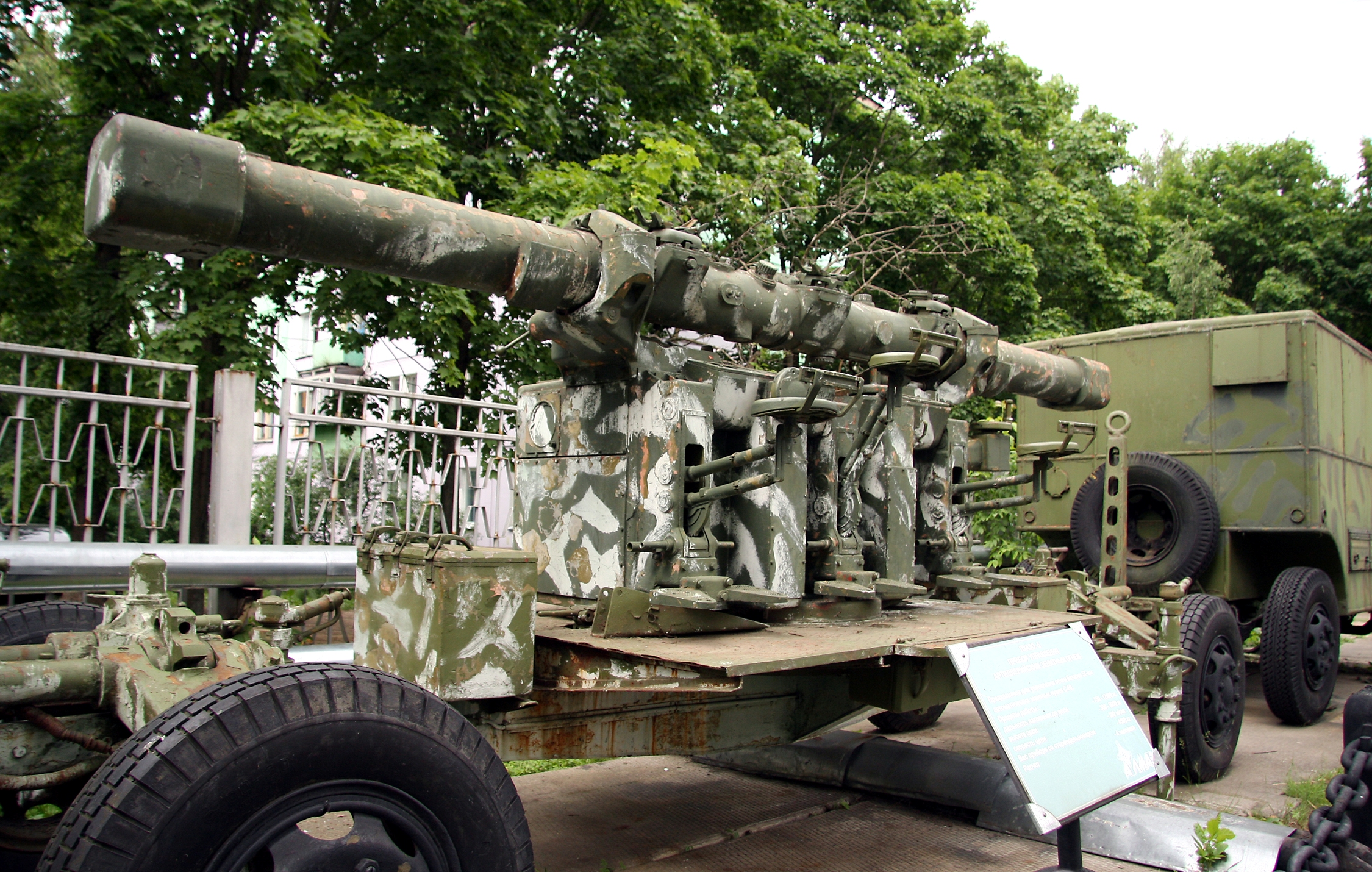
Kommandogerät 5
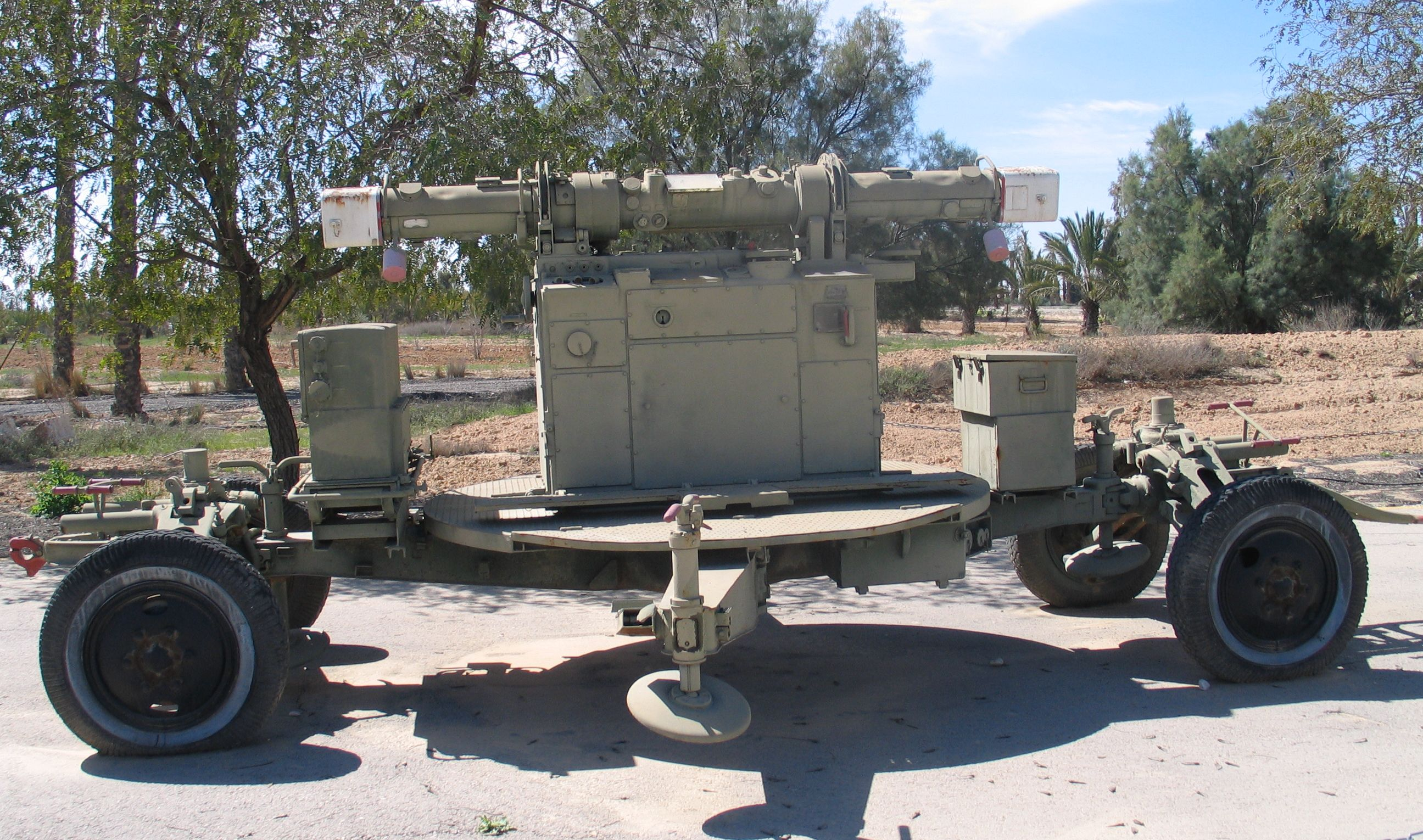
Kommandogerät 6/60

### Feuerleitgeräte
| Bezeichnung          | Einführung | Nutzungsende | GRAU-Index | Nummer im Nummernverzeichnis des RWD                                     | NATO-Kodename | Bemerkung           |
| -------------------- | ---------- | ------------ | ---------- | ------------------------------------------------------------------------ | ------------- | ------------------- |
| Feuerleitgerät RPK-1 | 1961       | 1990         |            | 51 06 00 RPK-1AM 1RL35AM 51 07 00 RPK-1N 1RL35N 51 17 00 RPK-1M1 1RL35M1 |               | für 57 mm Flak S-60 |

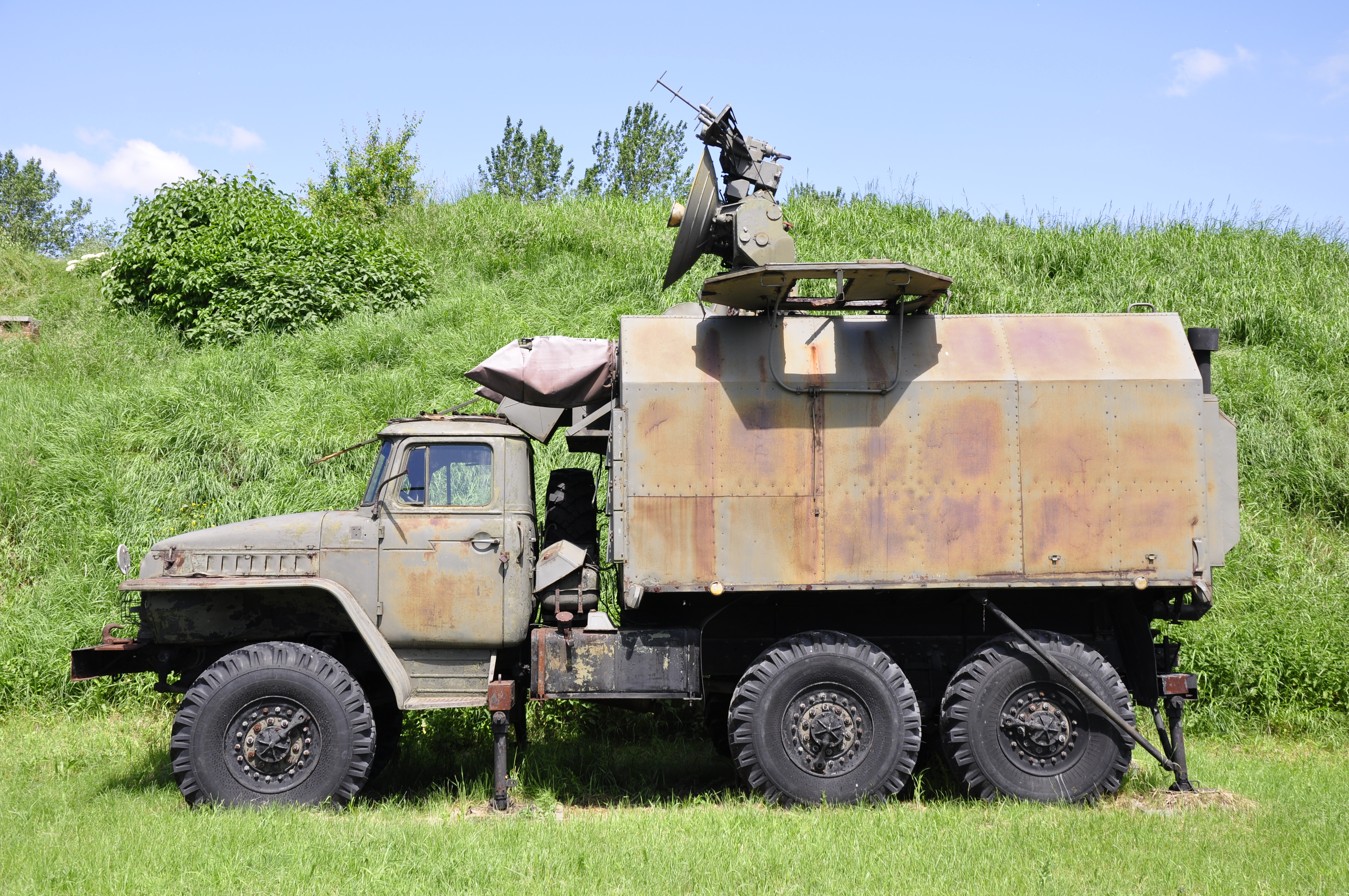
Feuerleitgerät RPK-1

### Artillerieaufkärungstechnik
| Bezeichnung                        | Einführung | Nutzungsende | GRAU-Index | Nummer im Nummernverzeichnis des RWD | NATO-Kodename | Bemerkung |
| ---------------------------------- | ---------- | ------------ | ---------- | ------------------------------------ | ------------- | --------- |
| Artilleriefunkmess-Station AFMS-1  | 1956       | ?            |            | nicht vergeben                       |               |           |
| Artilleriefunkmess-Station AFMS-2  | 1956       | 1990         | 1РЛ11      | 52 01 00                             |               |           |
| Artilleriefunkmess-Station AFMS-6  | 1956       | 1990         | 1РЛ121     | 52 03 00                             |               |           |
| Artilleriefunkmess-Station AFMS-10 | ?          | 1990         | 1РЛ232     | 52 04 00 1RL232 52 05 00 1RL232-1    |               |           |

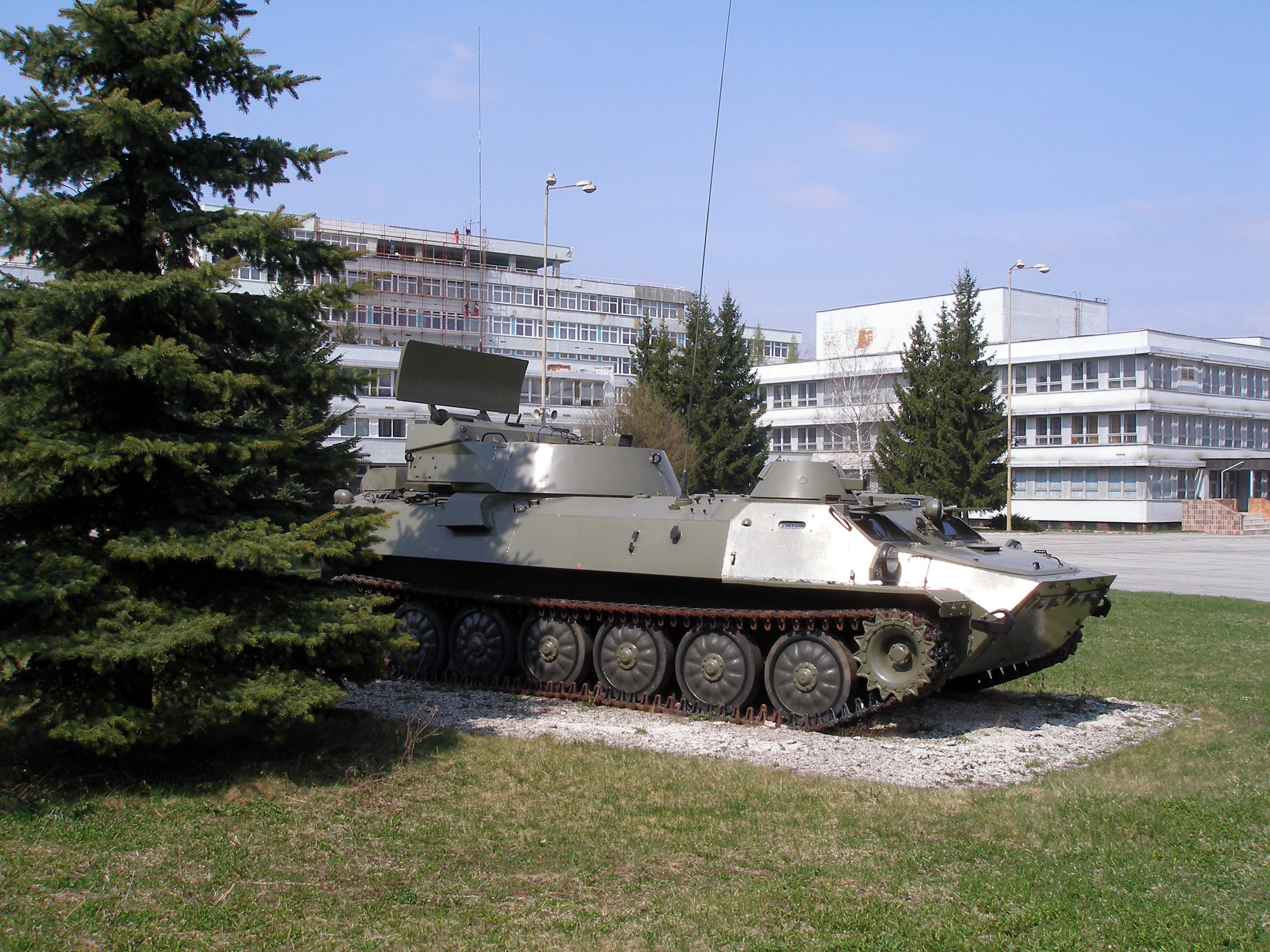
Artilleriefunkmess-Station AFMS-10

### Kennungssysteme
| Bezeichnung                            | Einführung | Nutzungsende | GRAU-Index | Nummer im Nummernverzeichnis des RWD | NATO-Kodename | Bemerkung                                                                                            |
| -------------------------------------- | ---------- | ------------ | ---------- | ------------------------------------ | ------------- | --- |
| Kennungsgerät NRS-9                    | ?          | 1990         |            |                                      |               | Kennungssystem Kremnij 2 für Geschützrichtstation GRS-9/9a                                           |
| Bodenkennungsgerät 1S51                | ?          | 1990         |            |                                      |               | Kennungssystem Kremnij 2 1S51M2-2 für Fla-Raketenkomplex 2K12 1S51M2-3 für Fla-Raketenkomplex 9K33   |
| Kennungsgerät NRS-12                   | ?          | 1990         | 1Л23       | 51 34 00                             |               | Kennungssystem Kremnij 2 für Rundblickstationen RBS-12 und RBS-18                                    |
| Kennungsgerät NRS-15                   | ?          | 1990         |            |                                      |               | Kennungssystem Kremnij 2 für Rundblickstationen RBS-15 und RBS-19                                    |
| Kennungsgerät NRS-15K1MF1 (Tantal K1M) | ?          | 1990         | 1Л225      | 51 33 00                             |               | Kennungssystem Kremnij 2 für Rundblickstationen P-40 und Aufklärungs- und Zielzuweisungsstation 1S12 |
| Kennungsgerät 1L22 (NRZ-4P)            | ?          | 1990         | 1Л22       | 51 35 00                             |               | Kennungssystem Parol Kennungsgerät mittlerer Leistung für Rundblickstationen P-18                    |
| Bodenkennungsgerät NRZ-5P (1L23-6)     | ?          | 1990         | 1Л23       | 51 36 00                             |               | Kennungssystem Parol Kennungsgerät mittlerer Leistung für Rundblickstationen P-15, P-18 und P-40     |
| Kennungsgerät 1L24 (NRZ-6P)            | ?          | 1990         | 1Л24       | 51 37 00                             |               | Kennungssystem Parol Kennungsgerät kleiner Leistung für Fla-Raketensystem 9K33                       |

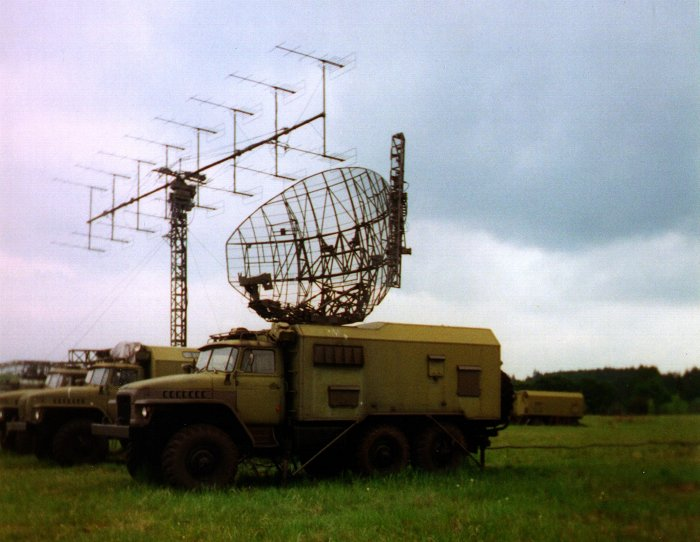
Kennungsgerät 1L22

### Meteorologische FM-Technik
| Bezeichnung                                            | Einführung | Nutzungsende | GRAU-Index | Nummer im Nummernverzeichnis des RWD                                         | NATO-Kodename | Bemerkung                                                |
| ------------------------------------------------------ | ---------- | ------------ | ---------- | ---------------------------------------------------------------------------- | ------------- | -------------------------------------------------------- |
| Meteorologische Funkmeßstation RMS-1                   | ?          | 1990         | 1РЛ36      | 52 20 00                                                                     |               | im Bestand des Artilleriemeteorologischen Komplexes ARMS |
| Meteorologische Funkmeßstation 1B18 MARS-1 (SchKWAL-1) | ?          | 1990         | 1Б18       | 52 02 00                                                                     |               | Einsatz in Raketenabteilungen/-brigaden                  |
| Meteorologische Funkmeßstation MRK-1 1B27              | ?          | 1990         | 1Б27       | 52 07 00                                                                     |               | Einsatz in Raketenabteilungen/-brigaden                  |
| Meteorologische Funkmeßstation RWZ-1A Proba            | ?          | 1990         | 9С81       | 52 21 00 RWZ-1 9S81 52 30 00 RWZ-1A 9S81A 52 31 00 RWZ-1 mit Koppelwerk 9S81 |               | Einsatz in Raketenabteilungen                            |

### Tragbare FM-Technik
| Bezeichnung                              | Einführung | Nutzungsende | GRAU-Index | Nummer im Nummernverzeichnis des RWD                                          | NATO-Kodename | Bemerkung |
| ---------------------------------------- | ---------- | ------------ | ---------- | ----------------------------------------------------------------------------- | ------------- | --------- |
| Funkmeßaufklärungsstation PSNR-1         | ?          | 1990         | 1РЛ125     | 52 13 00                                                                      |               |           |
| Funkmeßaufklärungsstation PSNR-5         | ?          | 1990         | 1РЛ133     | 52 14 00 PSNR-5K (1RL-133-1) 52 15 00 PSNR-5 (1RL-133)                        |               |           |
| Funkmeßaufklärungsstation FARA-1 (SBR-3) | ?          | 1990         | 1РЛ136     | 52 16 00 FARA-1 transportabel (1RL-136-1) 52 17 00 FARA-1 tragbar (1RL-136-1) |               |           |

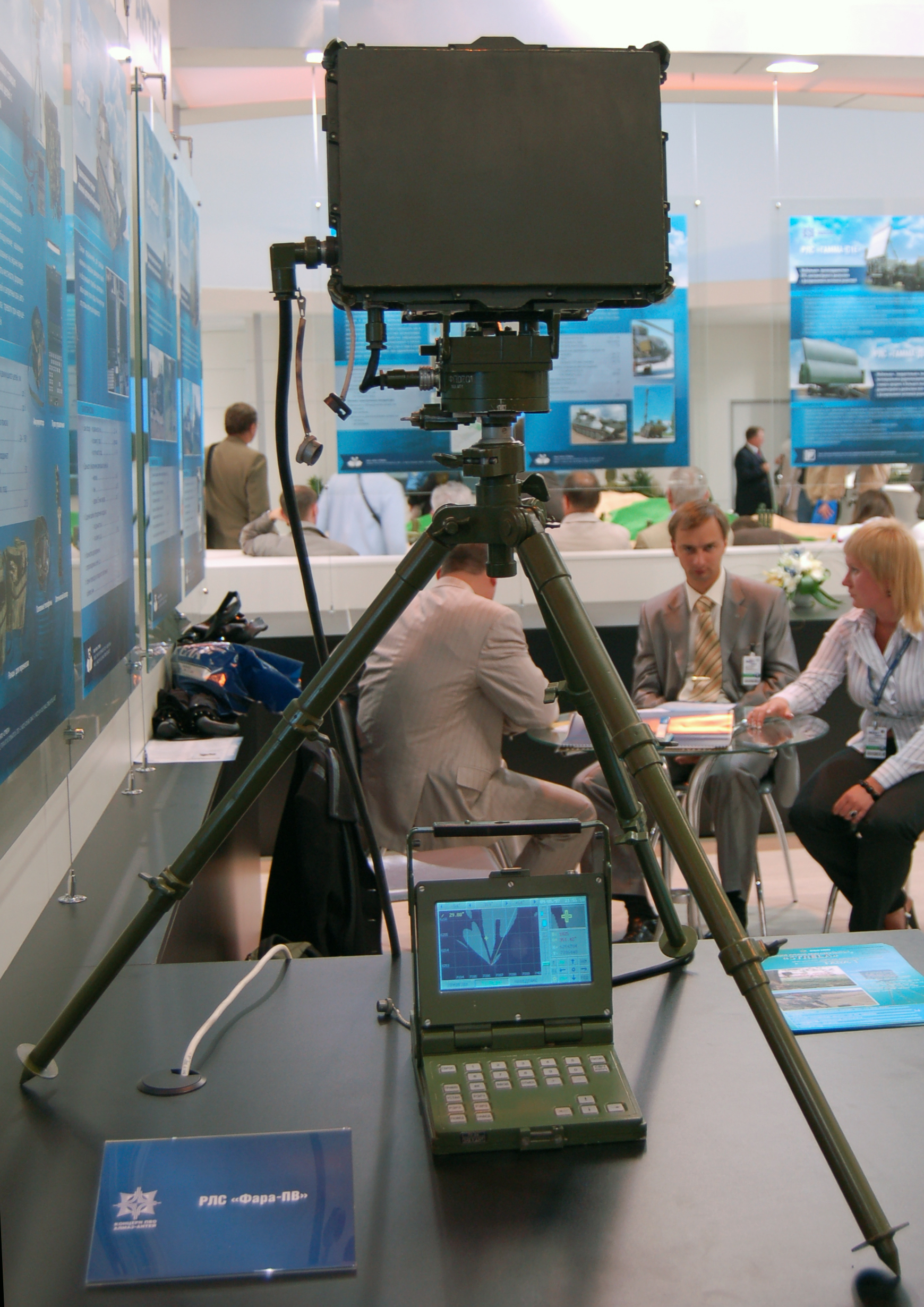
Funkmeßaufklärungsstation FARA

### FM-Ortung
| Bezeichnung                               | Einführung | Nutzungsende | GRAU-Index | Nummer im Nummernverzeichnis des RWD | NATO-Kodename | Bemerkung                   |
| ----------------------------------------- | ---------- | ------------ | ---------- | ------------------------------------ | ------------- | --------------------------- |
| Funkmessaufklärungsstation RPS-1 (FMAS-1) | ?          | ?            |            | nicht vergeben                       |               |                             |
| Funkmeßortungsstation NRS-1               | ?          | 1990         | 1РЛ216     | 52 12 00                             |               |                             |
| Peiler ÄRRS-1                             | ?          | 1990         |            | 52 40 00                             |               | im Aufklärungspanzer BRM-1K |

### Kontroll- und Auswertesysteme
| Bezeichnung                                                            | Einführung | Nutzungsende | GRAU-Index | Nummer im Nummernverzeichnis des RWD | NATO-Kodename | Bemerkung |
| ---------------------------------------------------------------------- | ---------- | ------------ | ---------- | ------------------------------------ | ------------- | --------- |
| Kontrollpaar zur Auswertung des Schießens der Flakartillerie KOPA-72/1 | ?          | 1990         |            | 51 01 00                             |               |           |

## Führungssysteme

### Truppenluftabwehr
| Bezeichnung                                                                  | Einführung | Nutzungsende | GRAU-Index | Nummer im Nummernverzeichnis des RWD                                            | NATO-Kodename | Bemerkung                                                                                           |
| ---------------------------------------------------------------------------- | ---------- | ------------ | ---------- | ------------------------------------------------------------------------------- | ------------- | --------------------------------------------------------------------------------------------------- |
| Führungs- und Kontrollstelle – 85 (FuKS-85)                                  | ?          | 1990         |            | 50 07 00                                                                        |               | |
| Feuerleiteinrichtung FWL-59                                                  | ?          | 1990         |            |                                                                                 |               | |
| Feuerleiteinrichtung FWL-59/1                                                | ?          | 1990         |            |                                                                                 |               | Führungsstelle des – Chef TLA der Division Führungsstelle des Kommandeur Flakregiment/Flakabteilung |
| Führungsstelle des Chefs TLA Armee auf Tatra mit 20-Fuß-Container            | ?          | 1990         |            |                                                                                 |               | |
| Führungsstelle des Funktechnischen Bataillons auf Tatra mit 20-Fuß-Container | ?          | 1990         |            |                                                                                 |               | |
| Führungsstelle der Funktechnischen Kompanie auf Tatra mit 20-Fuß-Container   | ?          | 1990         |            |                                                                                 |               | |
| Führungsstelle auf SPW-40P2                                                  | ?          | 1990         |            | 50 09 00                                                                        |               | |
| Batteriebefehlsstelle 66 (BBS-66)                                            | ?          | 1990         |            | 50 11 00                                                                        |               | |
| Batteriebefehlsstelle 80 (BBS-80)                                            | ?          | 1990         |            | 50 10 00                                                                        |               | |
| System zur objektiven Kontrolle der Luftlage OK-81                           | ?          | 1990         |            | 50 25 00                                                                        |               | |
| Sichtgerätesystem 1A009                                                      | ?          | 1990         |            | 50 26 00                                                                        |               | |
| Automatisierter Feuerleitkomplex 9S44 (K-1)                                  | ?          | 1990         |            | 91 30 00 K-1 für Fla-Raketensystem 2K11 92 30 00 K-1 für Fla-Raketensystem 2K12 |               | |
| Führungsstelle 9S486 (PU-12)                                                 | ?          | 1990         | 9С486      | 50 15 00 PU-12 (9S482) 50 16 00 PU-12M (9S482M)                                 |               | |
| Führungs- und Auswertekomplex 9S467-2 PORI-P2                                | 1989       | -            | 9С467      | 50 03 00                                                                        |               | |
| Automatisiertes Führungssystem POLJANA-D1 9S468M                             | 1989       | -            | 9С468      | 50 05 00                                                                        |               | Ersatz für 9S44, Führungssystem Fla-Raketen-Brigade/-Regiment                                       |

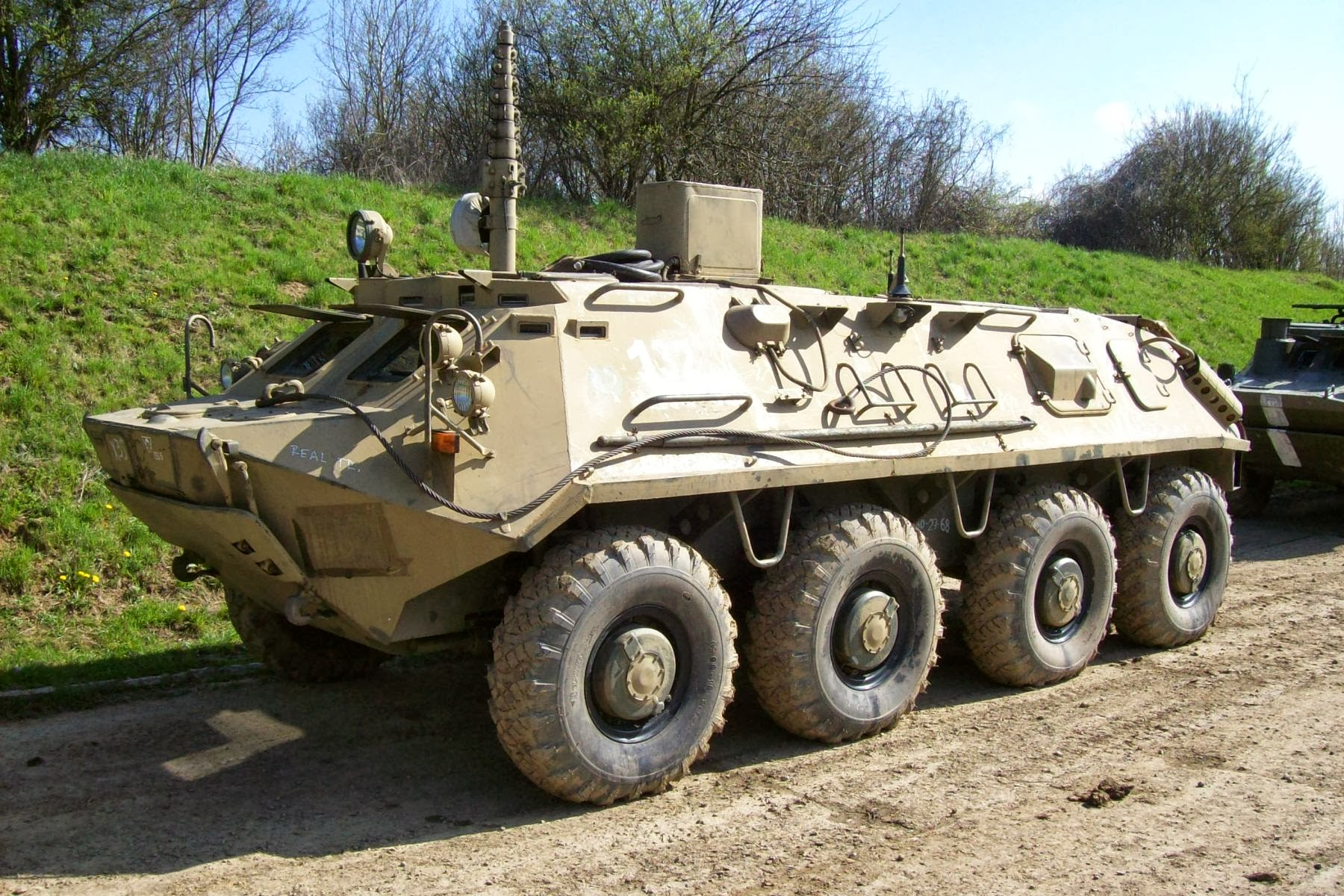
Führungsstelle 9S486 (PU-12)

### Raketentruppen
| Bezeichnung                    | Einführung | Nutzungsende | GRAU-Index | Nummer im Nummernverzeichnis des RWD               | NATO-Kodename | Bemerkung                                                             |
| ------------------------------ | ---------- | ------------ | ---------- | -------------------------------------------------- | ------------- | --------------------------------------------------------------------- |
| Führungsstelle 9S436-1 (PU-1M) | ?          | 1990         | 9С436      | 74 10 00                                           |               | Einsatz in Raketenbrigaden für Operativ-taktisches Raketensystem 9K72 |
| Führungsstelle 9S445M (PU-2M)  | ?          | 1990         | 9С445      | 75 10 00 PU-2M1 (9S445M) 75 11 00 PU-2M2 (9S445M2) |               | Einsatz in Raketenabteilungen für Raketenkomplex 9K52 Luna-M          |
| Kommandoübertragungsgerät 82   | ?          | 1990         |            |                                                    |               | Einsatz in Raketenbrigaden/-abteilungen                               |

### Artillerie
| Bezeichnung                       | Einführung | Nutzungsende | GRAU-Index | Nummer im Nummernverzeichnis des RWD                                                                                      | NATO-Kodename | Bemerkung                                                              |
| --------------------------------- | ---------- | ------------ | ---------- | --- | ------------- | ---------------------------------------------------------------------- |
| Führungsstelle 9S77M (PU-3)       | ?          | 1990         | 9С77       | 09 11 00 9S77M-1 für D-30 09 12 00 9S77M-2 für D-20 09 14 00 9S77M-3 für M-46                                             |               | Führungsstelle der Stabschefs der Abteilungen der gezogenen Artillerie |
| Führungskomplex 1W12-(1) Maschina | ?          | 1990         |            | 09 01 00 1W13 09 02 00 1W14 09 03 00 1W15 09 04 00 1W16 für 152 mm SFL-Artillerie 09 05 00 1W16 für 152 mm SFL-Artillerie |               | Führungskomplex für die SFL-Artillerie-Systeme                         |

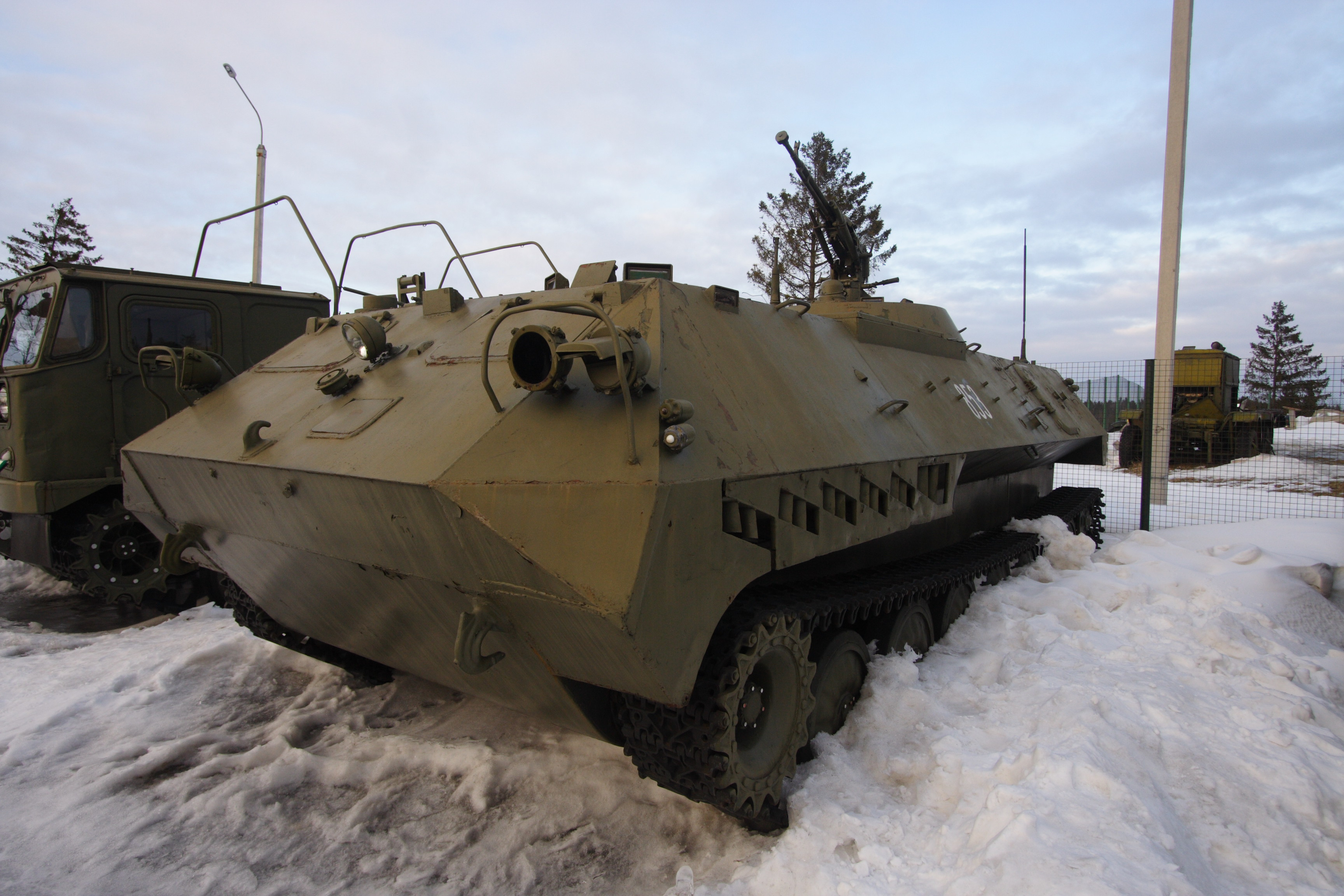
1W13 des Führungskomplexes 1W12
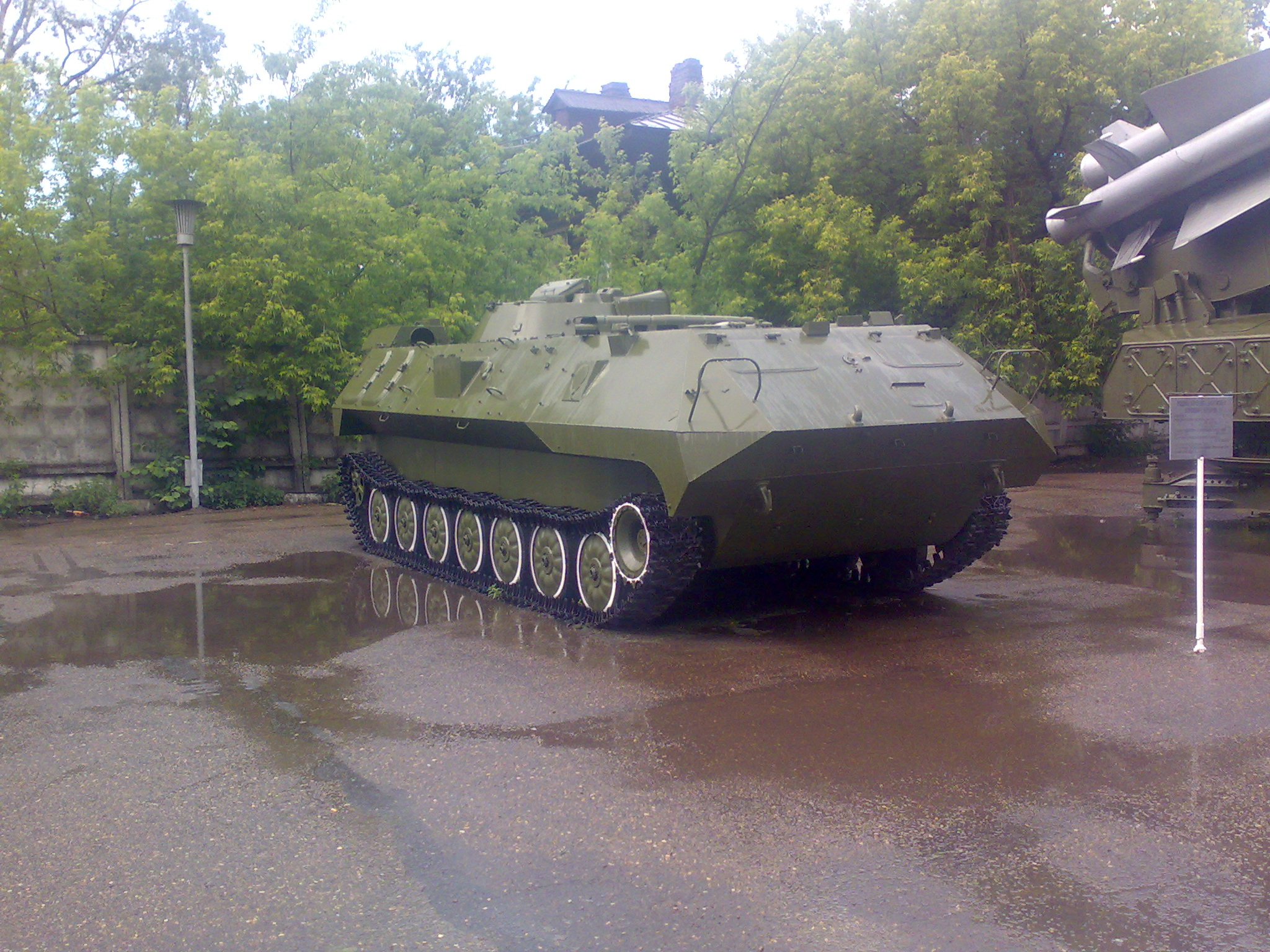
1W15 des Führungskomplexes 1W12

### Funkelektronischer Kampf
| Bezeichnung                                                  | Einführung | Nutzungsende | GRAU-Index | Nummer im Nummernverzeichnis des RWD | NATO-Kodename | Bemerkung |
| ------------------------------------------------------------ | ---------- | ------------ | ---------- | ------------------------------------ | ------------- | --------- |
| Automatisiertes System zur Führung der Störstationen AKUP-22 | ?          | 1990         | 1РЛ233     | 56 08 00                             |               |           |

## Funkelektronische Stör- und Aufklärungsstationen

### Störstationen
| Bezeichnung                              | Einführung | Nutzungsende | GRAU-Index | Nummer im Nummernverzeichnis des RWD | NATO-Kodename | Bemerkung |
| ---------------------------------------- | ---------- | ------------ | ---------- | ------------------------------------ | ------------- | --------- |
| Bombenzielgeräte-Störstation SPO-8M      | 1978       | 1990         | 1РЛ25      | 56 01 00                             |               |           |
| Bombenzielgeräte-Störstation SPN-30      | 1984       | 1990         | 1РЛ237     | 56 02 00                             |               |           |
| Bombenzielgeräte-Störstation SPN-40      | 1984       | 1990         | 1РЛ238     | 56 04 00                             |               |           |
| Funkmesszünderstörstation SPR-1 (1L21/1) | 1988       | 1990         | 1Л21       | 56 08 00                             |               |           |

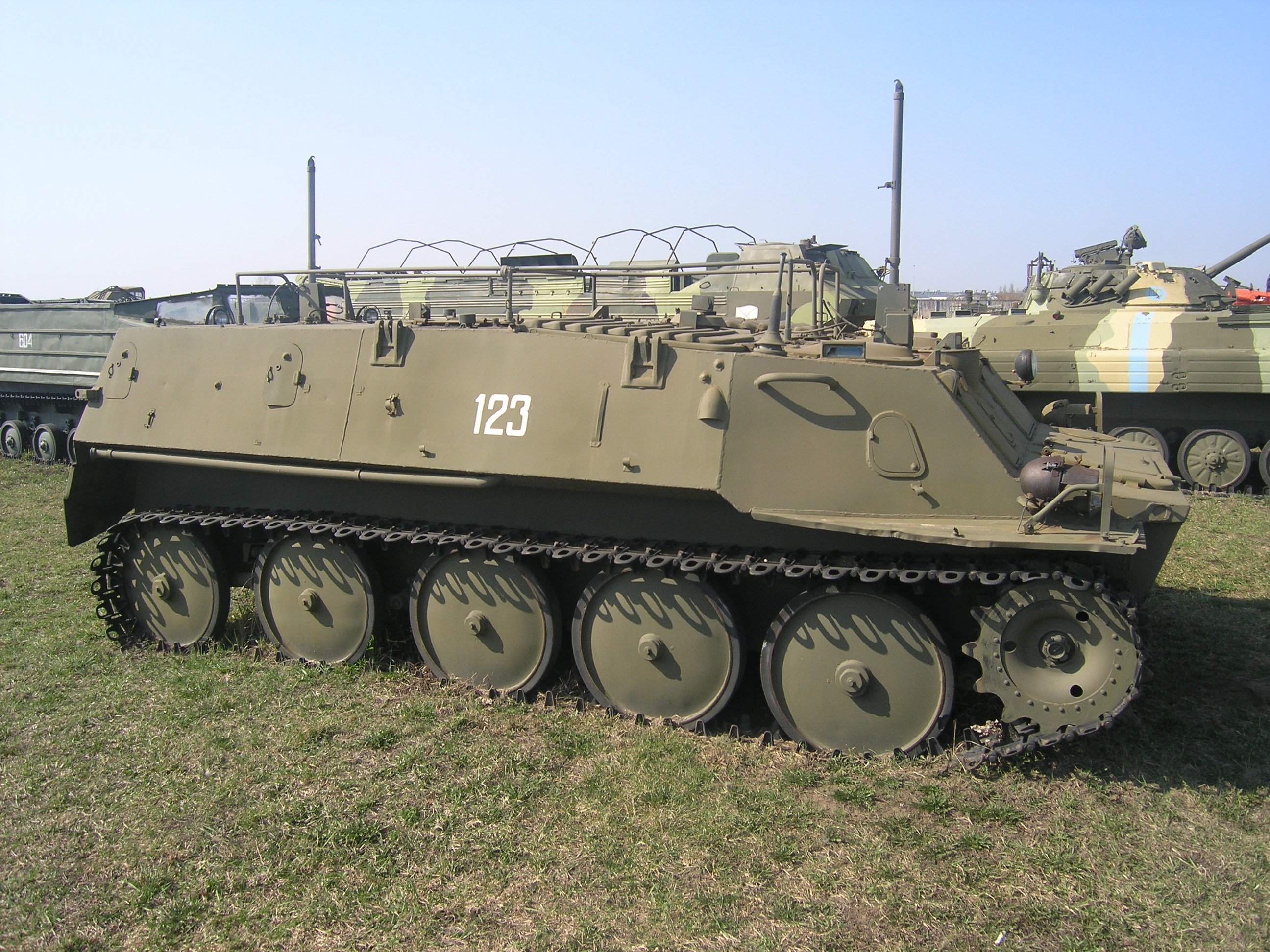
Funkmesszünderstörstation SPR-1

### Aufklärungsstationen
| Bezeichnung                                                         | Einführung | Nutzungsende | GRAU-Index | Nummer im Nummernverzeichnis des RWD | NATO-Kodename | Bemerkung |
| ------------------------------------------------------------------- | ---------- | ------------ | ---------- | ------------------------------------ | ------------- | --------- |
| Funktechnische Aufklärungsstation RPS-6                             | 1977       | 1990         | 1РЛ234     | 56 05 00                             |               |           |
| Funktechnische Kontroll-Aufklärungsstation SRKR-1 „Oktave“ (1L210)  | 1977       | 1990         | 1Л210      | 56 03 00                             |               |           |
| Funktechnische Kontroll-Aufklärungsstation SRKR-2 „Korrida“ (1L211) | 1977       | 1990         | 1Л211      | 56 04 00                             |               |           |

## PALR-Technik
| Bezeichnung                                           | Einführung | Nutzungsende | GRAU-Index | Nummer im Nummernverzeichnis des RWD                              | NATO-Kodename | Bemerkung                                                                     |
| ----------------------------------------------------- | ---------- | ------------ | ---------- | ----------------------------------------------------------------- | ------------- | ----------------------------------------------------------------------------- |
| PALR-Komplex 2K15 Schmel                              | 1964       | ?            | 2К15       | nicht vergeben                                                    | AT-1А Snipper | Startfahrzeug 9P26 auf Chassis GAZ-69                                         |
| PALR-Komplex 2K16 Schmel                              | 1964       | ?            | 2К15       | nicht vergeben                                                    | AT-1А Snipper | Startfahrzeug 9P27 auf Chassis BRDM-1                                         |
| PALR-Komplex 9K11 (M) Maljutka tragbar                | 1966       | 1990         | 9К11       | 76 02 00                                                          | AT-3 Sagger   | Starteinrichtung 9S415                                                        |
| PALR-Komplex 9K11 (M) Maljutka auf Fahrzeug           | 1966       | 1990         | 9К11       | 76 01 00 für Startfahrzeug 9P110 76 10 00 für Startfahrzeug 9P122 | AT-3 Sagger   | Startfahrzeug 9P110 auf Chassis BRDM-1 Startfahrzeug 9P122 auf Chassis BRDM-2 |
| PALR-Komplex 9K11 (M) Maljutka im Hubschrauber Mi-8TB | 1966       | 1990         | 9К11       | -                                                                 | AT-3 Sagger   | Einsatz im Hubschrauber Mi-8TB                                                |
| PALR-Komplex 9K11 P Maljutka-P                        |            | 1990         | 9К11П      | 77 00 00                                                          | AT-3 Sagger   | Startfahrzeug 9P133 auf Chassis BRDM-2                                        |
| PALR-Komplex 9K111 Fagott                             | 1975       | 1990         | 9К111      | 78 00 00                                                          | AT-4 Spigot   | Starteinrichtung 9P135                                                        |
| PALR-Komplex 9K113 Konkurs                            | 1983       | 1990         | 9К113      | 79 00 00                                                          | AT-5 Spandrel | Startfahrzeug 9P148 auf Chassis BRDM-2                                        |
| PALR-Komplex 9K115 Metis                              | 1984       | 1990         | 9К115      | 71 00 00                                                          | AT-7 Saxhorn  | Starteinrichtung 9P151                                                        |
| PALR-Komplex 9K116 Bastion                            | 1988       | 1990         | 9К116      | 79 00 00                                                          | AT-10 Stabber | Lasergelenktes PALR-System für die 100-mm-Kanone des Panzers T-55AM2B         |
| PALR-Komplex 2K8 Falanga                              |            | 1990         | 2К8        | -                                                                 | AT-2 Swatter  | für Einsatz im Hubschrauber Mi-4 bzw. Mi-8                                    |
| PALR-Komplex 9K114 Schturm                            | 1989       | 1990         | 9К114      | 71 7x xx                                                          | AT-6 Spiral   | für Einsatz im Hubschrauber Mi-24                                             |

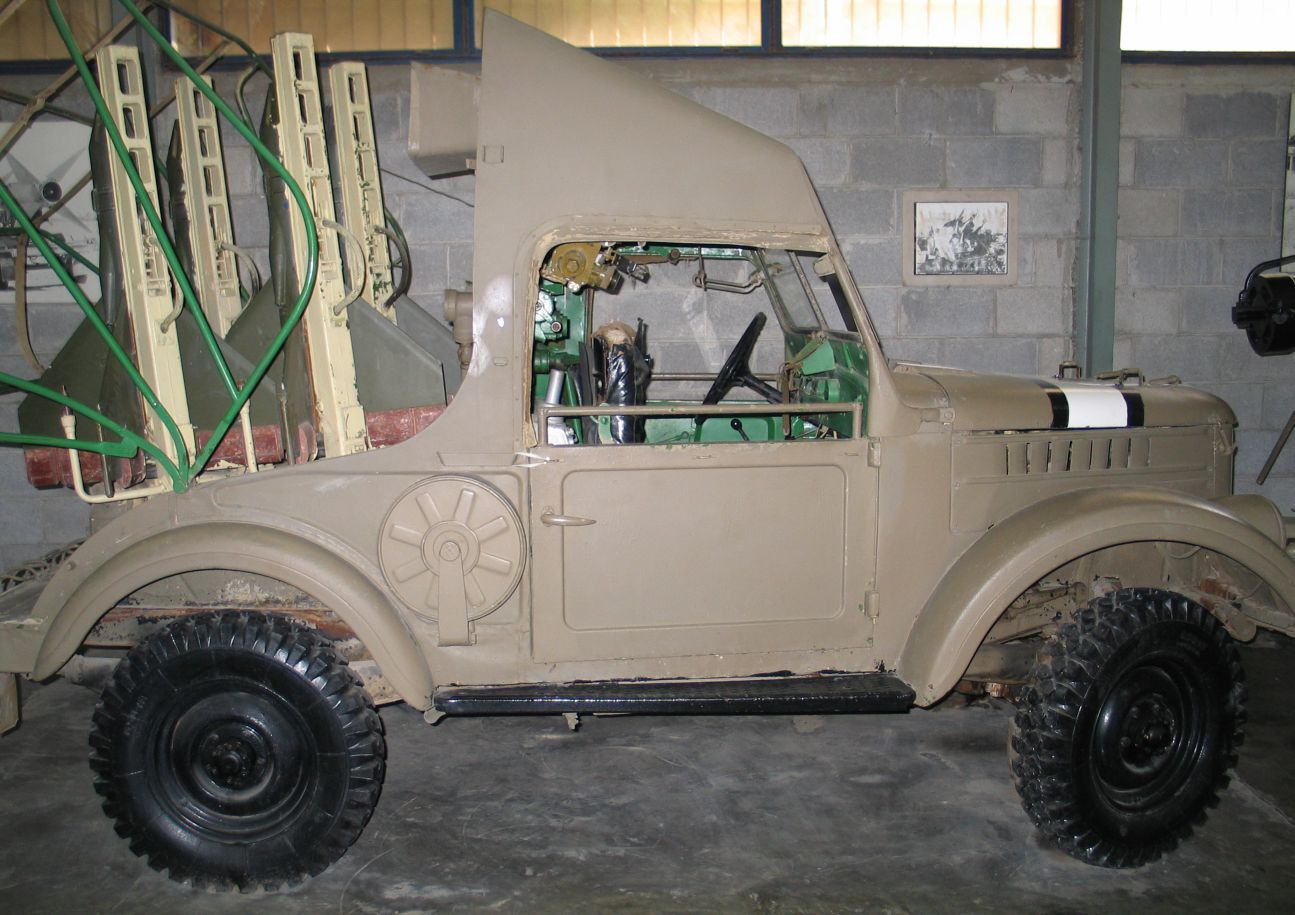
Startfahrzeug 2P26 des PALR-Komplexes 2K15 Schmel
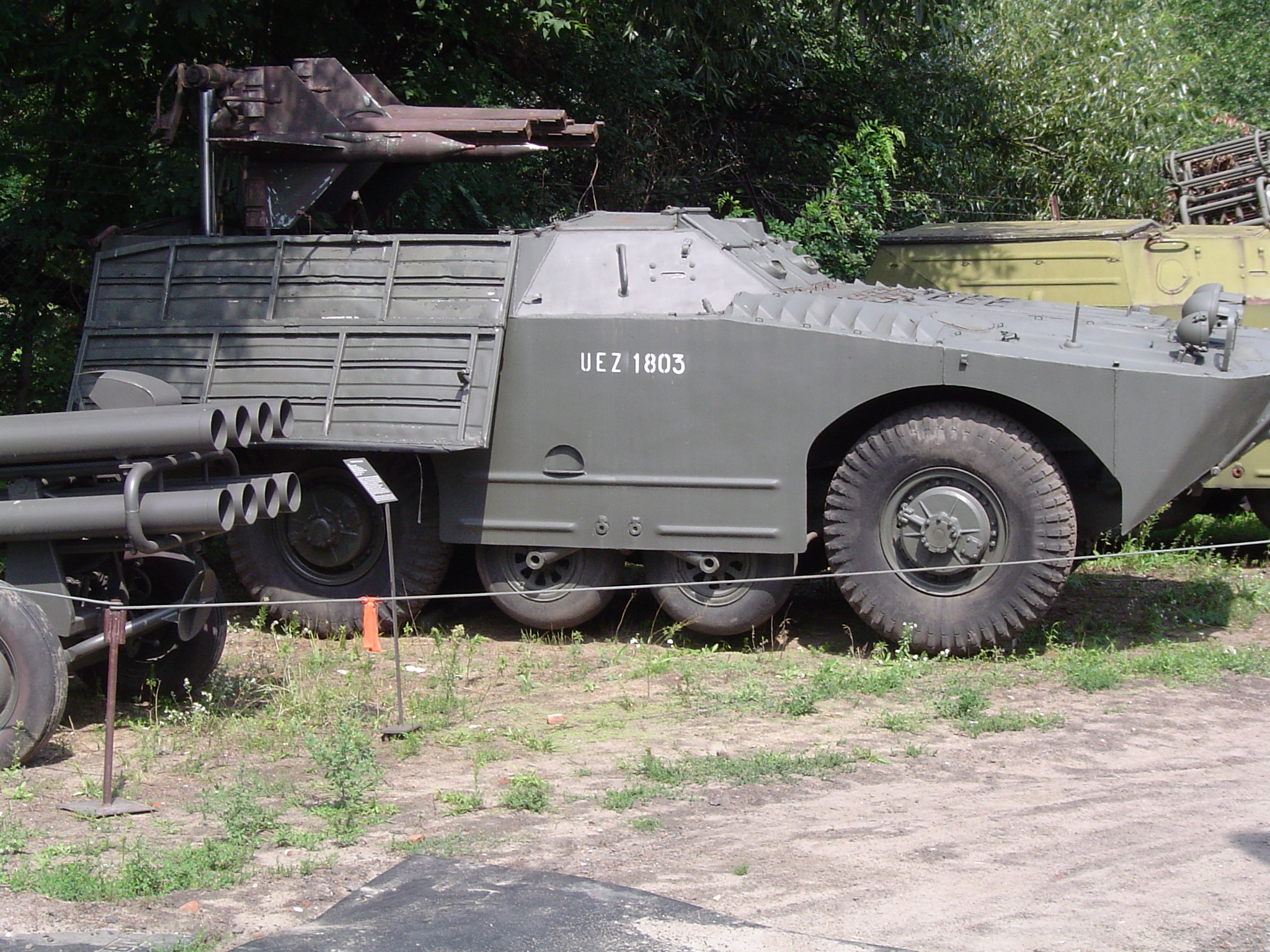
Startfahrzeug 2P27 des PALR-Komplexes 2K15 Schmel
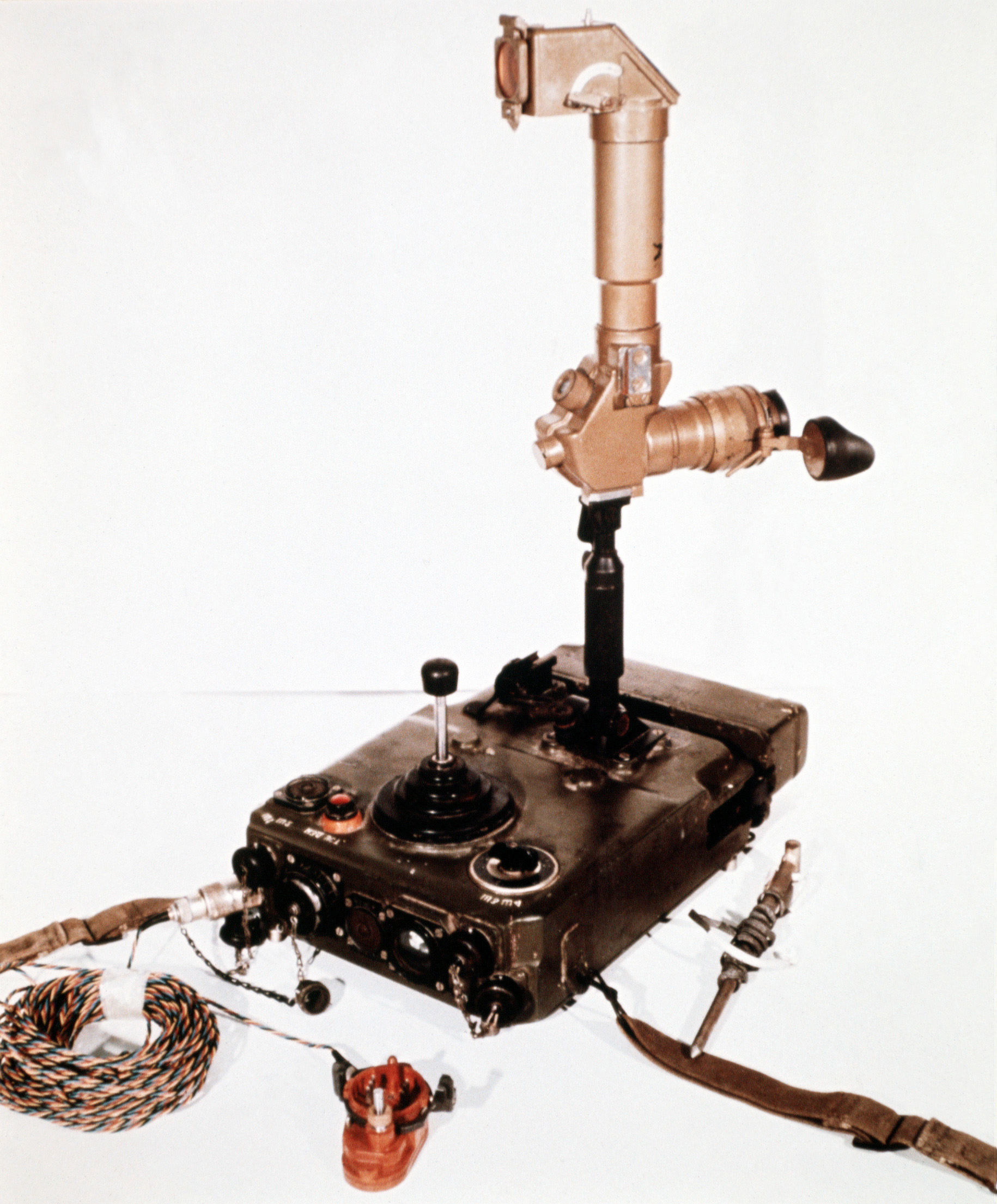
Starteinrichtung 9S415 des PALR-Komplexes 2K11 Maljutka (tragbar)
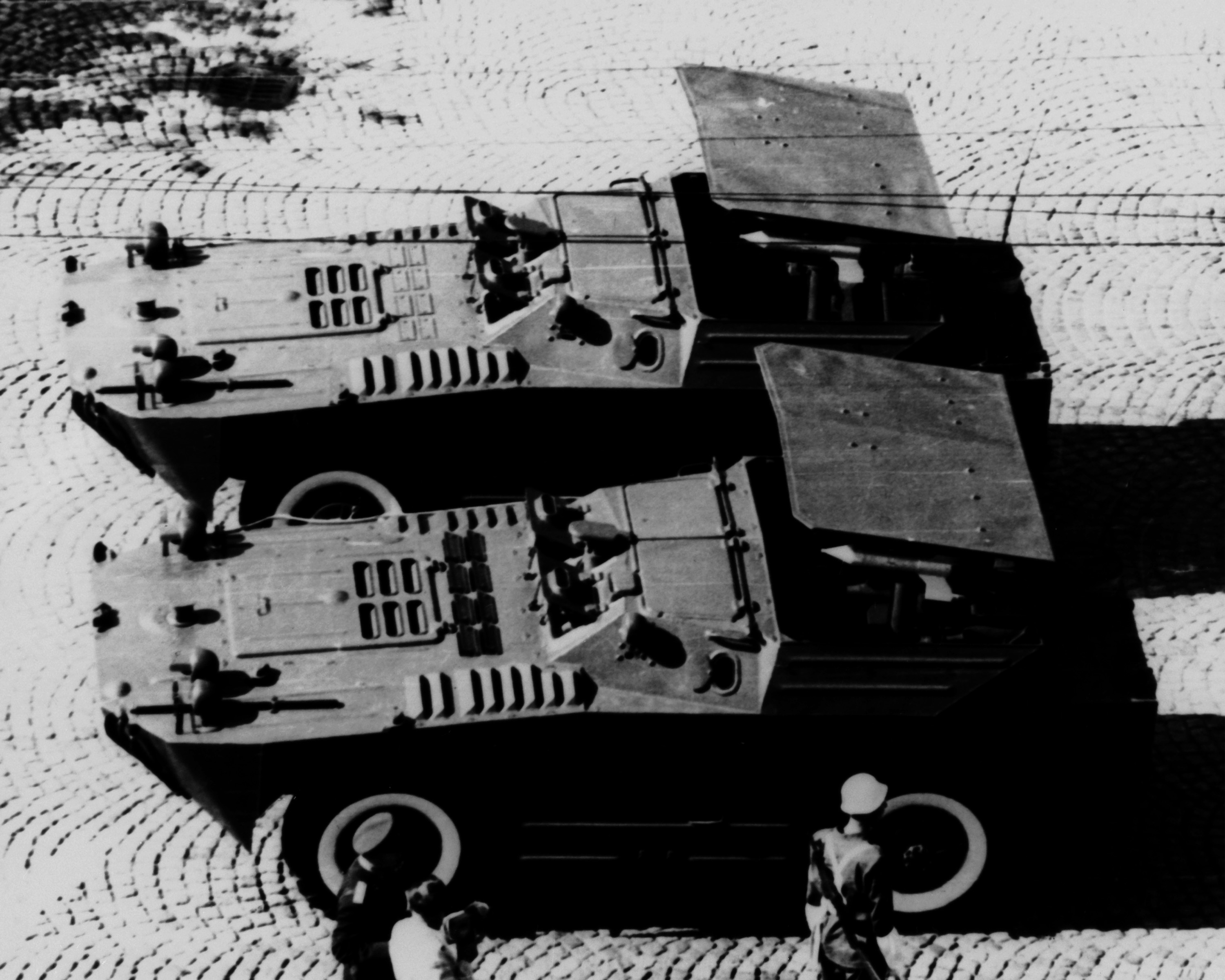
Startfahrzeug 9P110 des PALR-Komplexes 2K11 Maljutka auf Fahrzeug
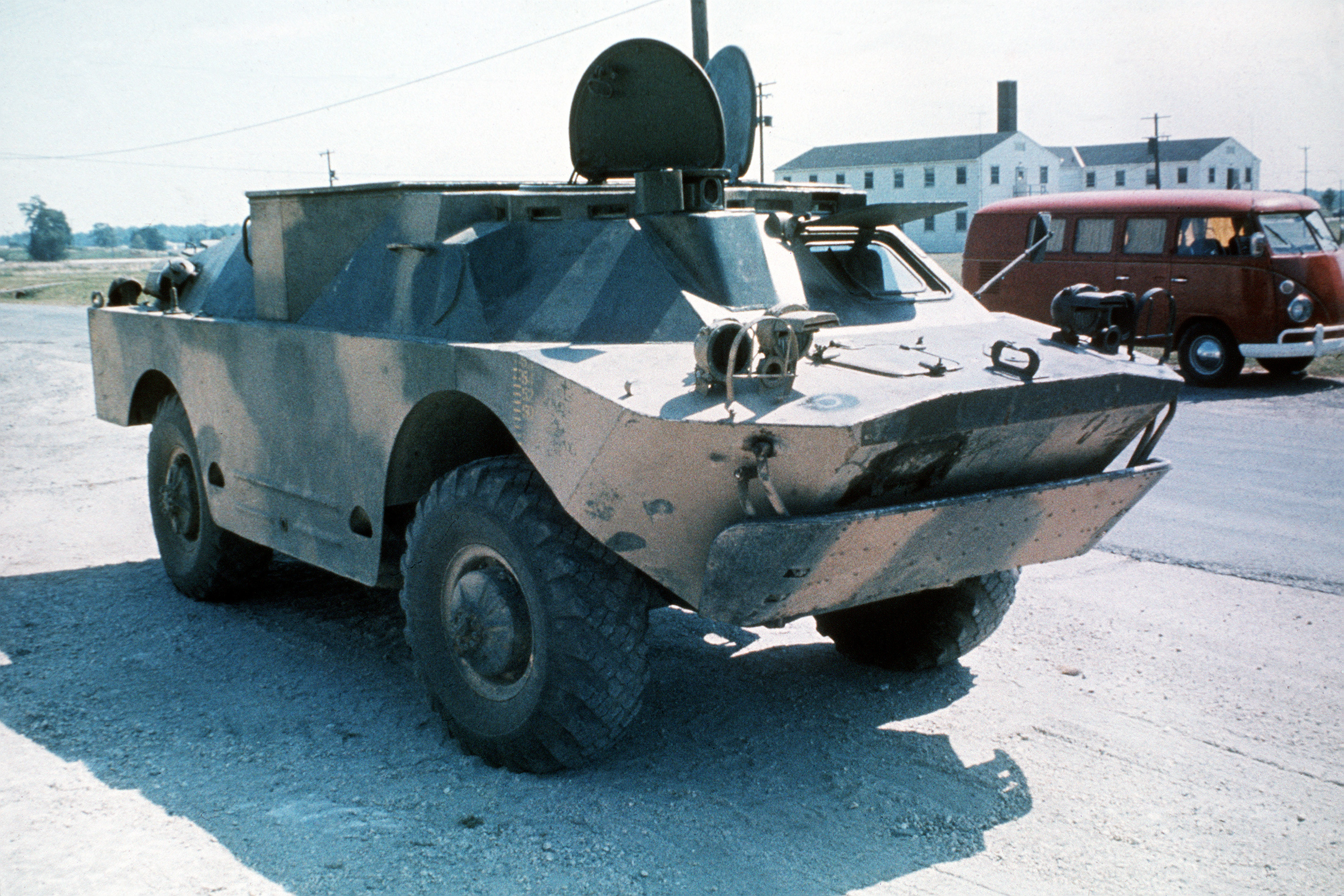
Startfahrzeug 9P122 des PALR-Komplexes 2K11 Maljutka auf Fahrzeug
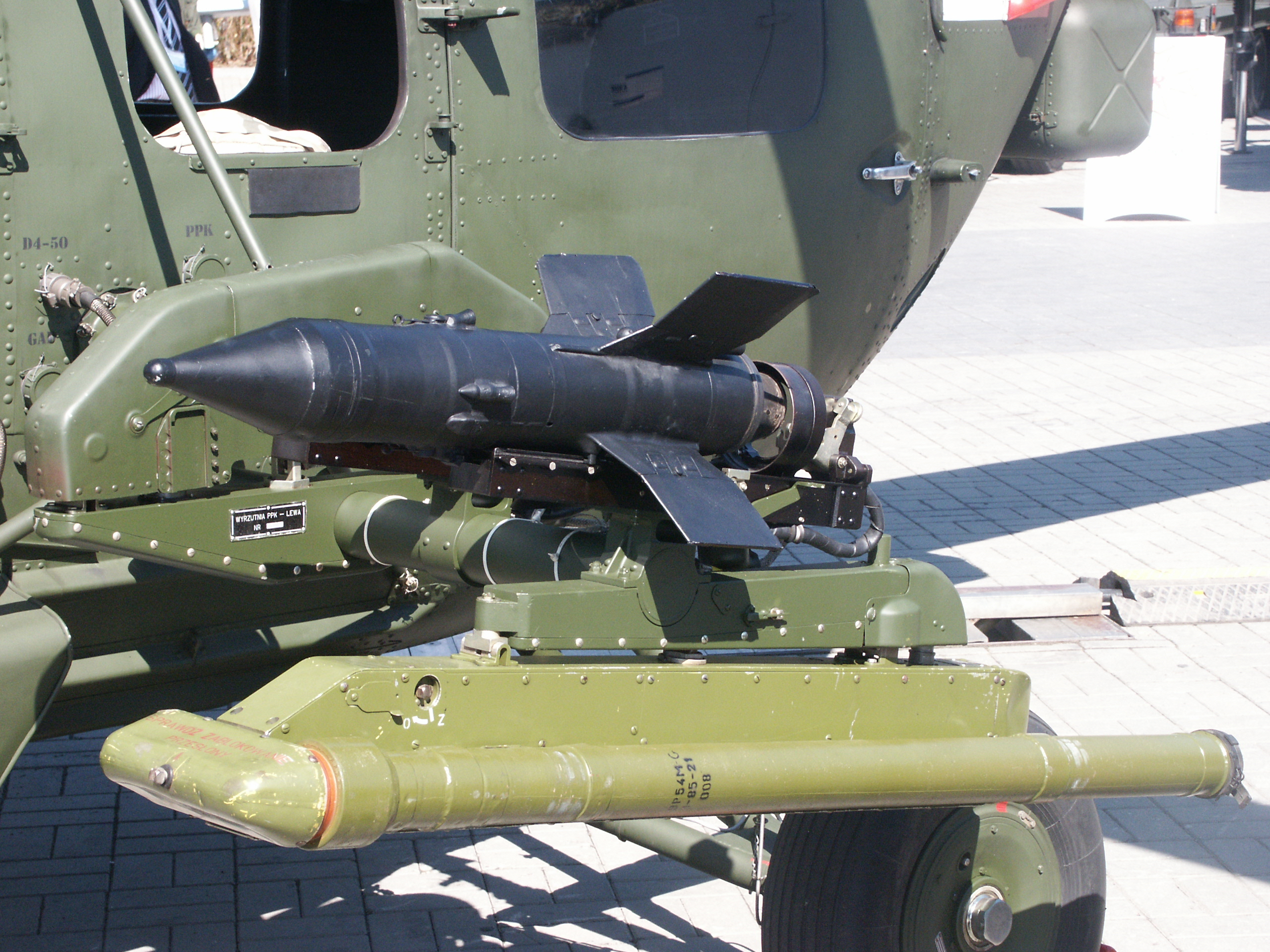
Führungsschiene 9P110 des PALR-Komplexes 2K11 Maljutka im Hubschrauber Mi-8TB
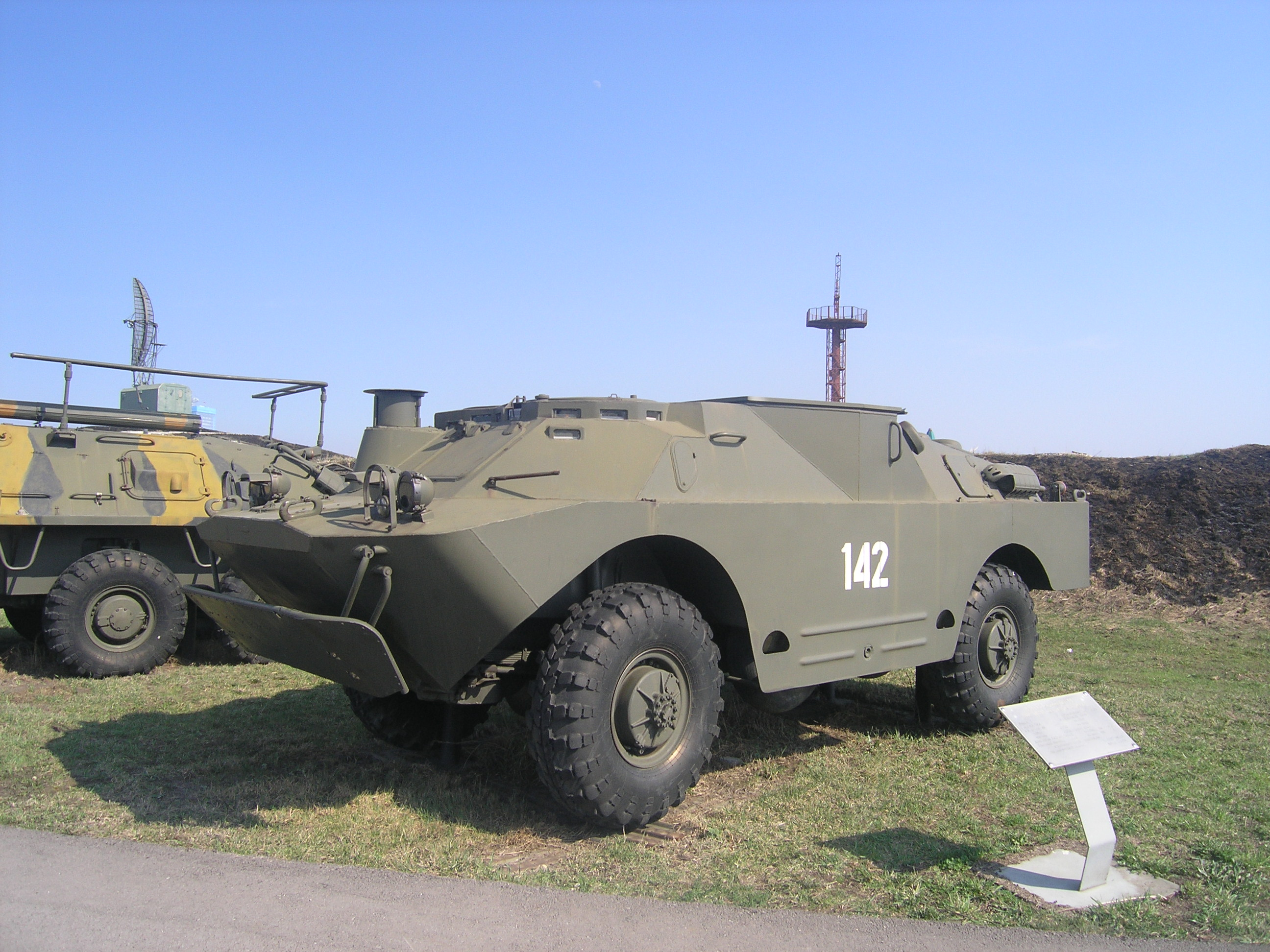
Startfahrzeug 9P133 des PALR-Komplexes 2K11P Maljutka-P
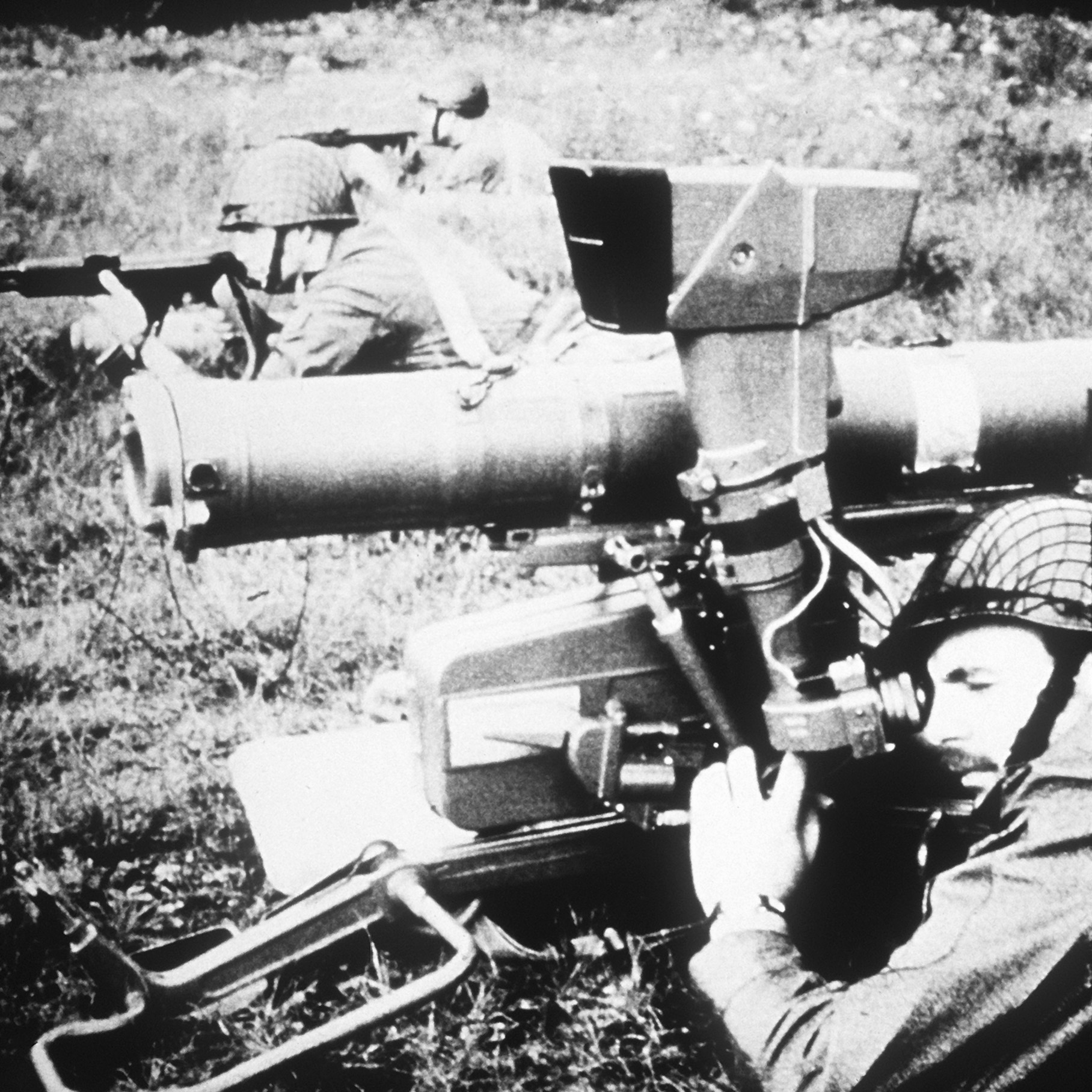
Starteinrichtung 9P135 des PALR-Komplexes 9K111 Fagott
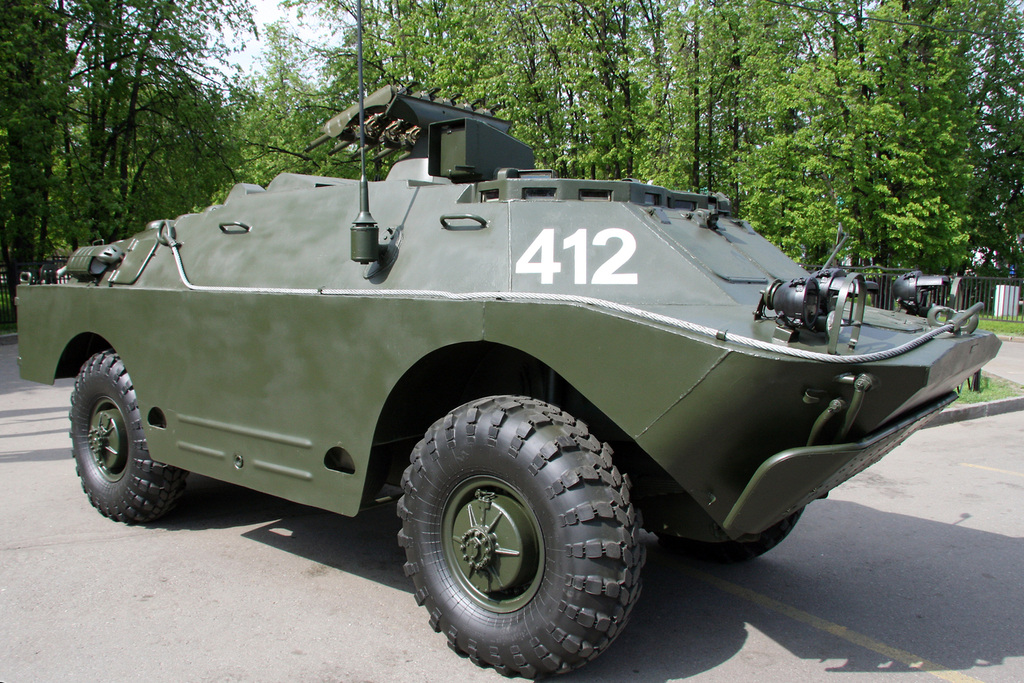
Startfahrzeug 9P148 des PALR-Komplexes 9K113 Konkurs
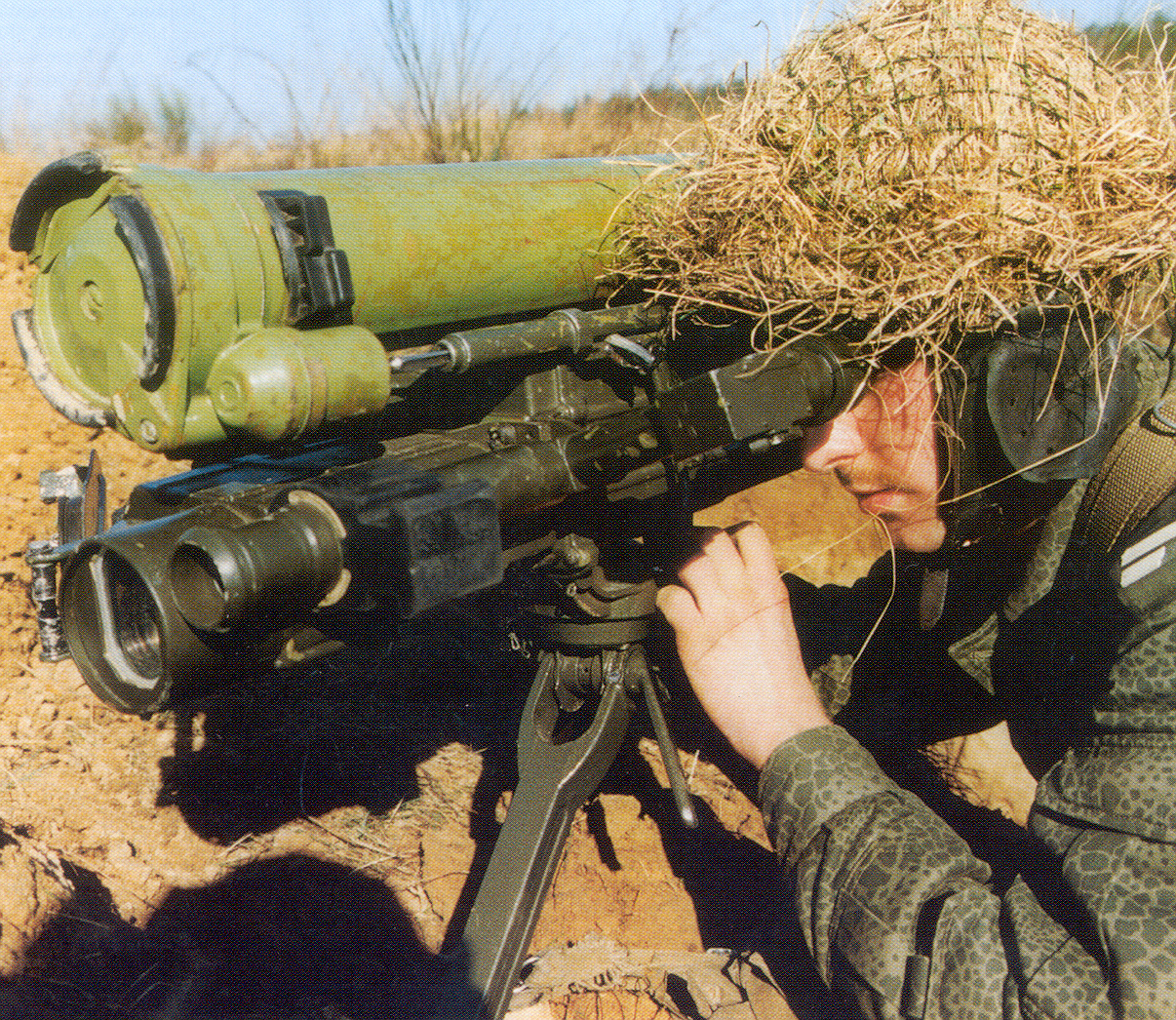
Starteinrichtung 9P151 des PALR-Komplexes 9K115 Metis
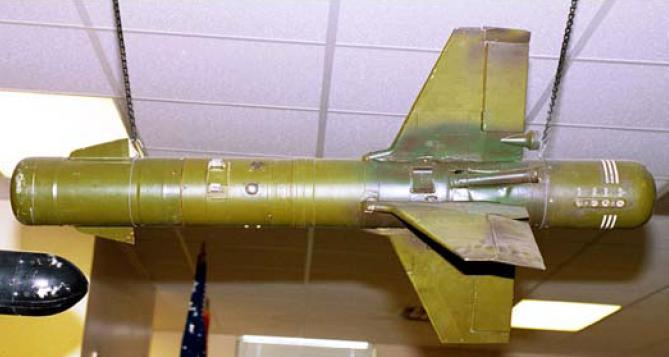
Panzerabwehrlenkrakete 9M17P des PALR-Komplexes 2K8 Falanga-PW
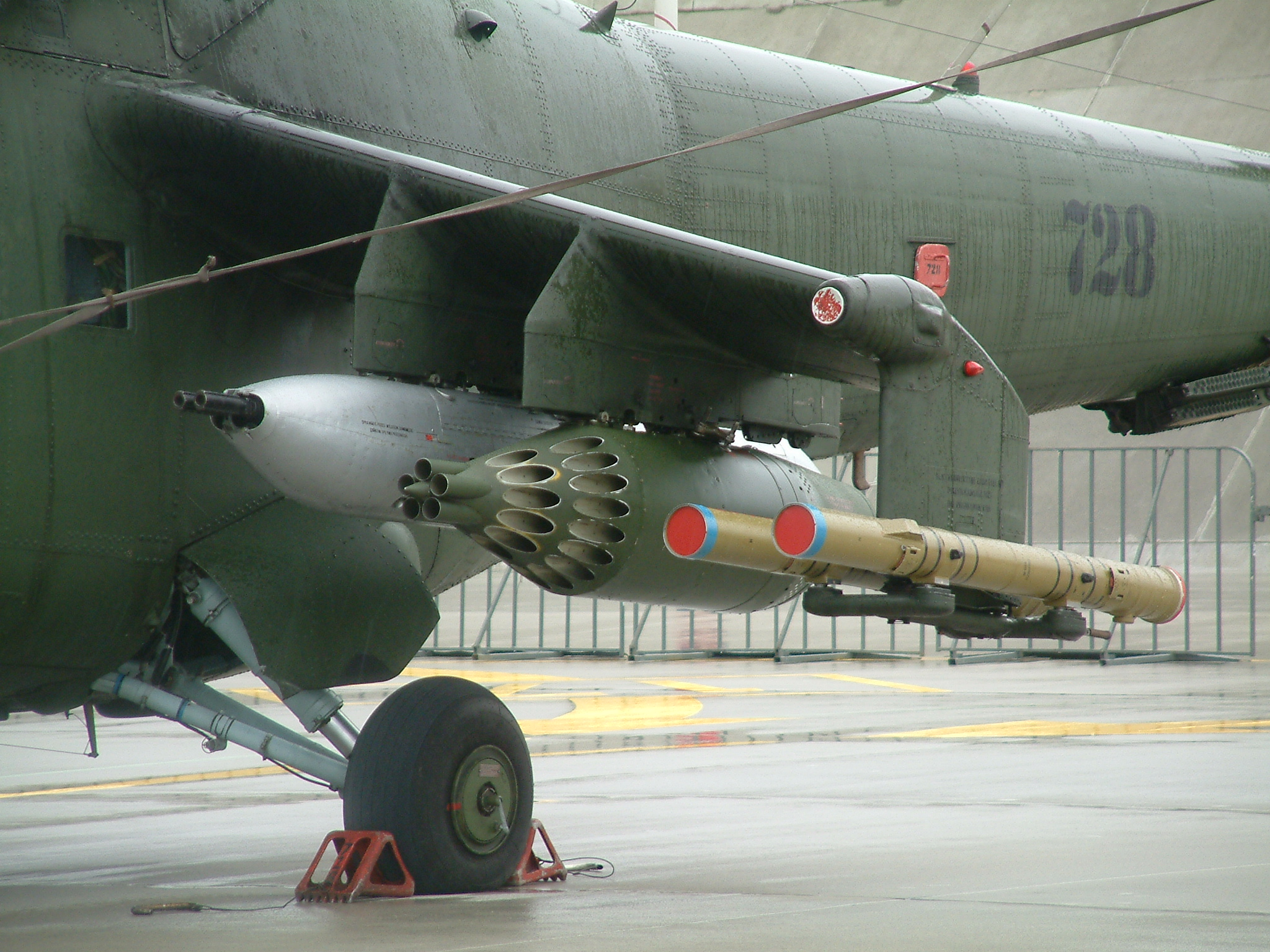
Panzerabwehrlenkrakete 9M114 des PALR-Komplexes 9K114 Sturm-W im Rakete im Transport- und Startcontainer

## Artilleriewaffen

### Granatwerfer
| Bezeichnung               | Nummer im Nummernverzeichnis des RWD | Einführung | Nutzungsende | Kaliber | Bemerkung |
| ------------------------- | ------------------------------------ | ---------- | ------------ | ------- | --------- |
| Granatwerfer 30 mm AGS-17 | 20 41 00                             | 1980       | 1990         | 30 mm   |           |
| Granatwerfer 82 mm 37/41  | 20 43 00                             | 1956       | 1990         | 82 mm   |           |
| Granatwerfer 120 mm 43    | 20 45 00                             | 1956       | 1990         | 120 mm  |           |
| Granatwerfer 120 mm 2B11  | 20 46 00                             | 1985       | 1990         | 120 mm  |           |
| Granatwerfer AGI 3x40     | 20 42 00                             |            | 1990         | 40 mm   |           |

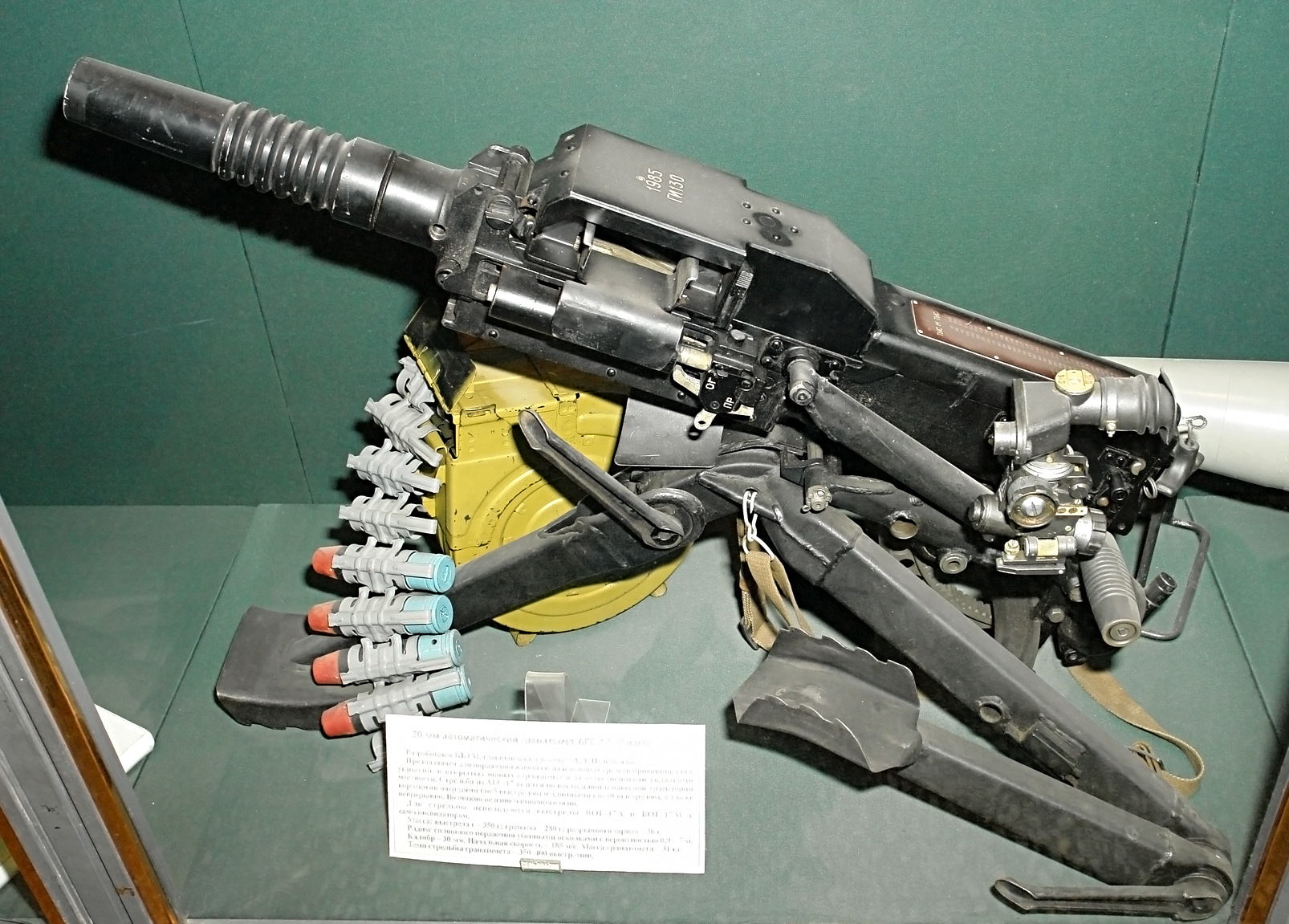
30-mm-Automatischer Granatwerfer AGS-17 (6G10)
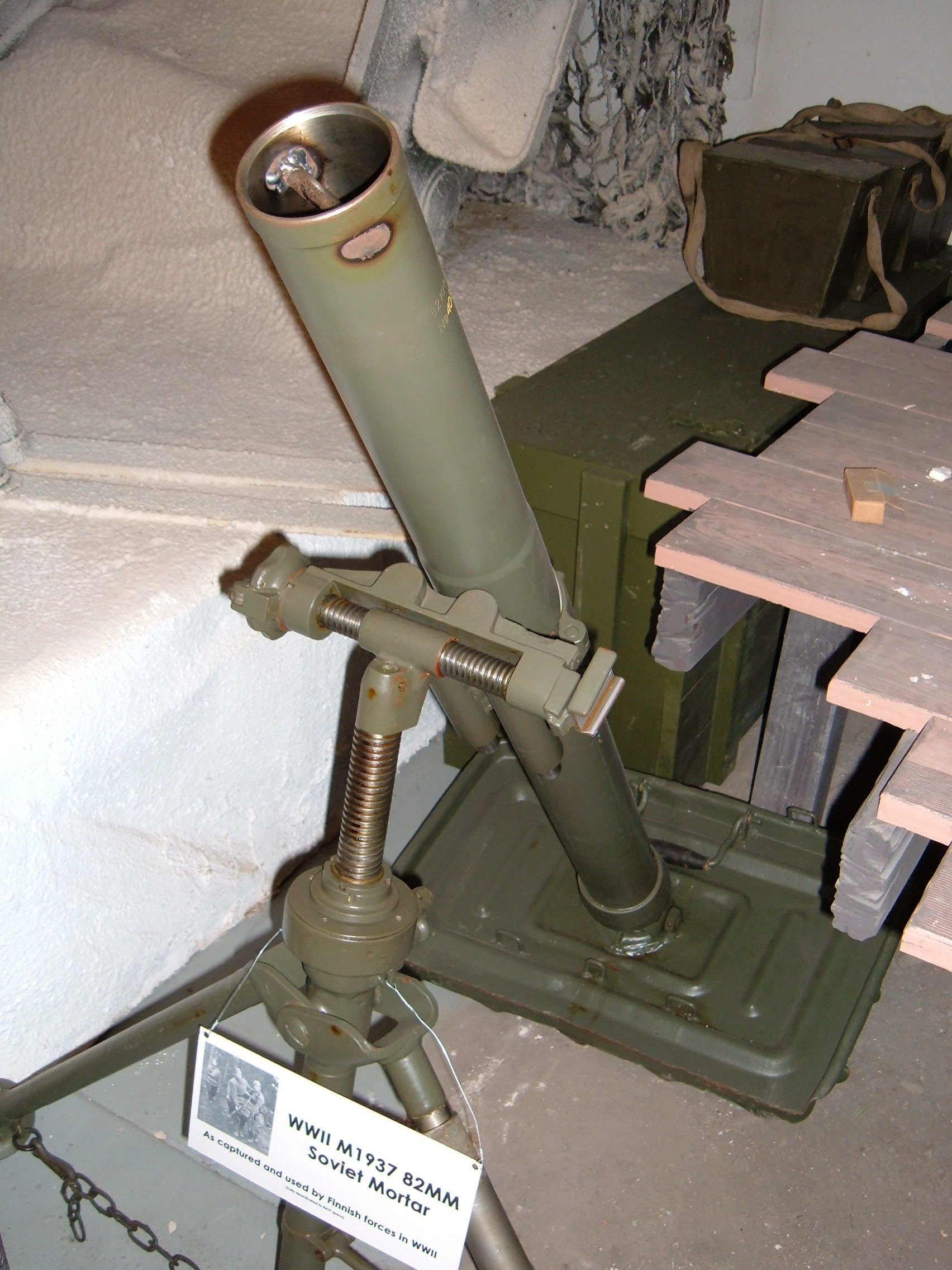
82-mm-Granatwerfer Modell 37/41
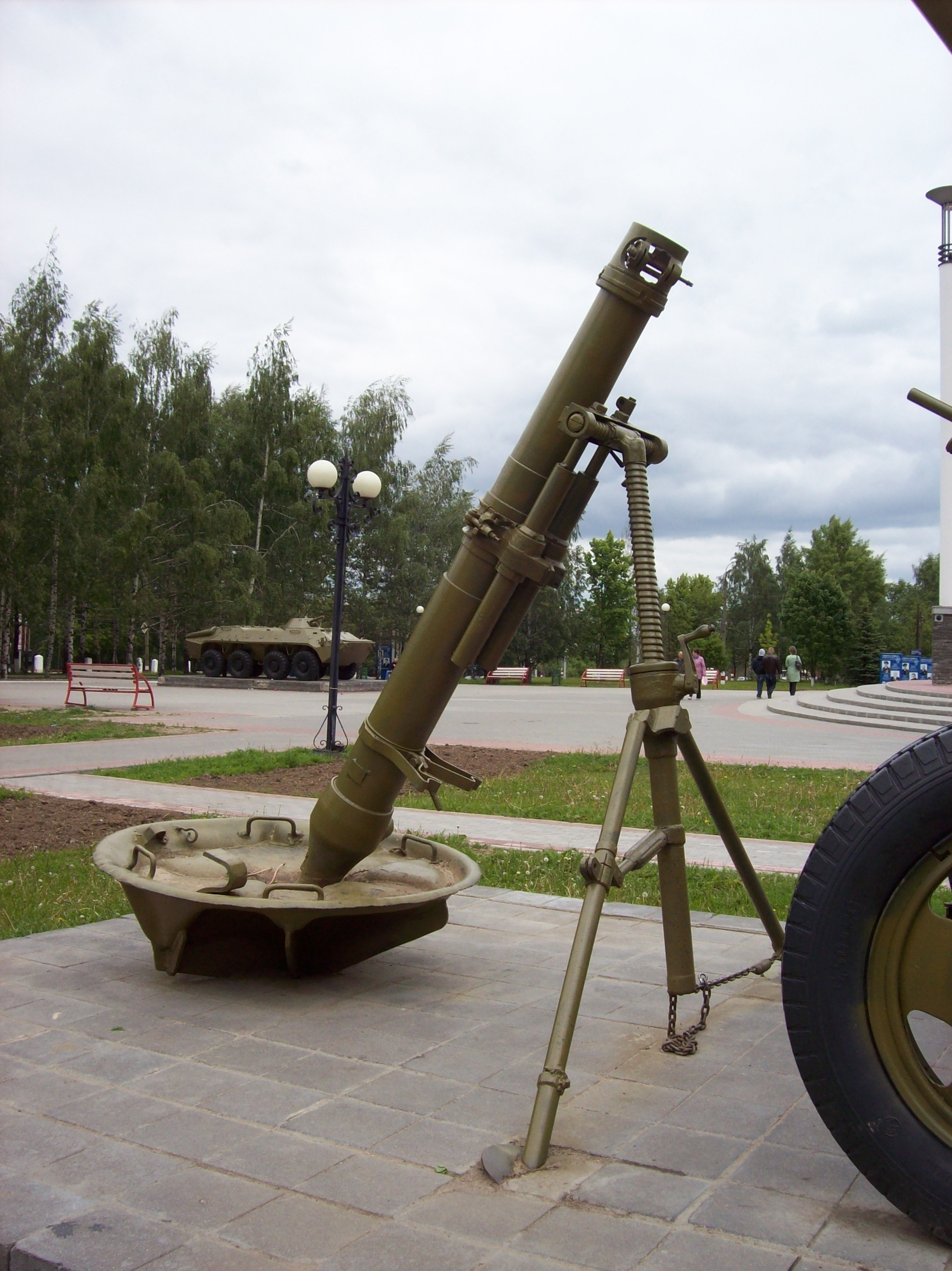
120-mm-Granatwerfer 43
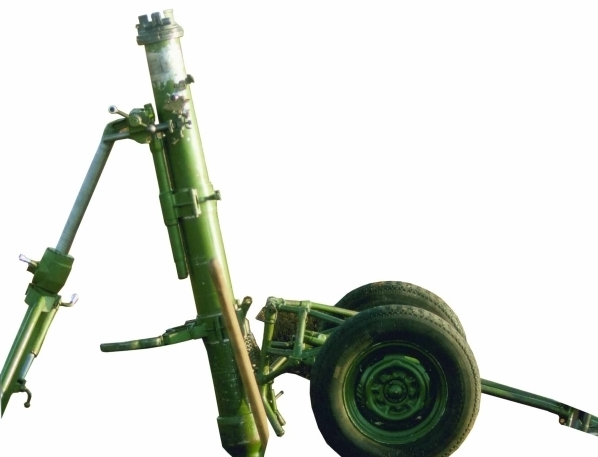
120-mm-Granatwerfer 2B11

### Rückstoßfreie Geschütze
| Bezeichnung                                                     | Nummer im Nummernverzeichnis des RWD | Einführung | Nutzungsende | Kaliber | Bemerkung |
| --------------------------------------------------------------- | ------------------------------------ | ---------- | ------------ | ------- | --------- |
| schwere Panzerbüchse SPG-82                                     |                                      |            |              | 82 mm   |           |
| 82-mm-rückstoßfreies Geschütz B10                               |                                      | 1957       | 1964         | 82 mm   |           |
| 107-mm-rückstoßfreies Geschütz B11                              |                                      | 1957       | 1964         | 107 mm  |           |
| 73-mm-schwere Panzerbüchse SPG-9M (6G13)                        | 20 04 50 SPG-9M 20 04 00 SPG-9MN1    | 1969       | 1990         | 73 mm   |           |
| 73-mm-schwere Panzerbüchse SPG-9D                               | 20 05 50 SPG-9DM 20 05 00 SPG-9DMN1  | 1969       | 1990         | 73 mm   |           |
| 73-mm-schwere Panzerbüchse SPG-9 mit Speziallafette auf UAZ-469 | 20 03 00 SPG-9DM                     | 1969       | 1990         | 73 mm   |           |

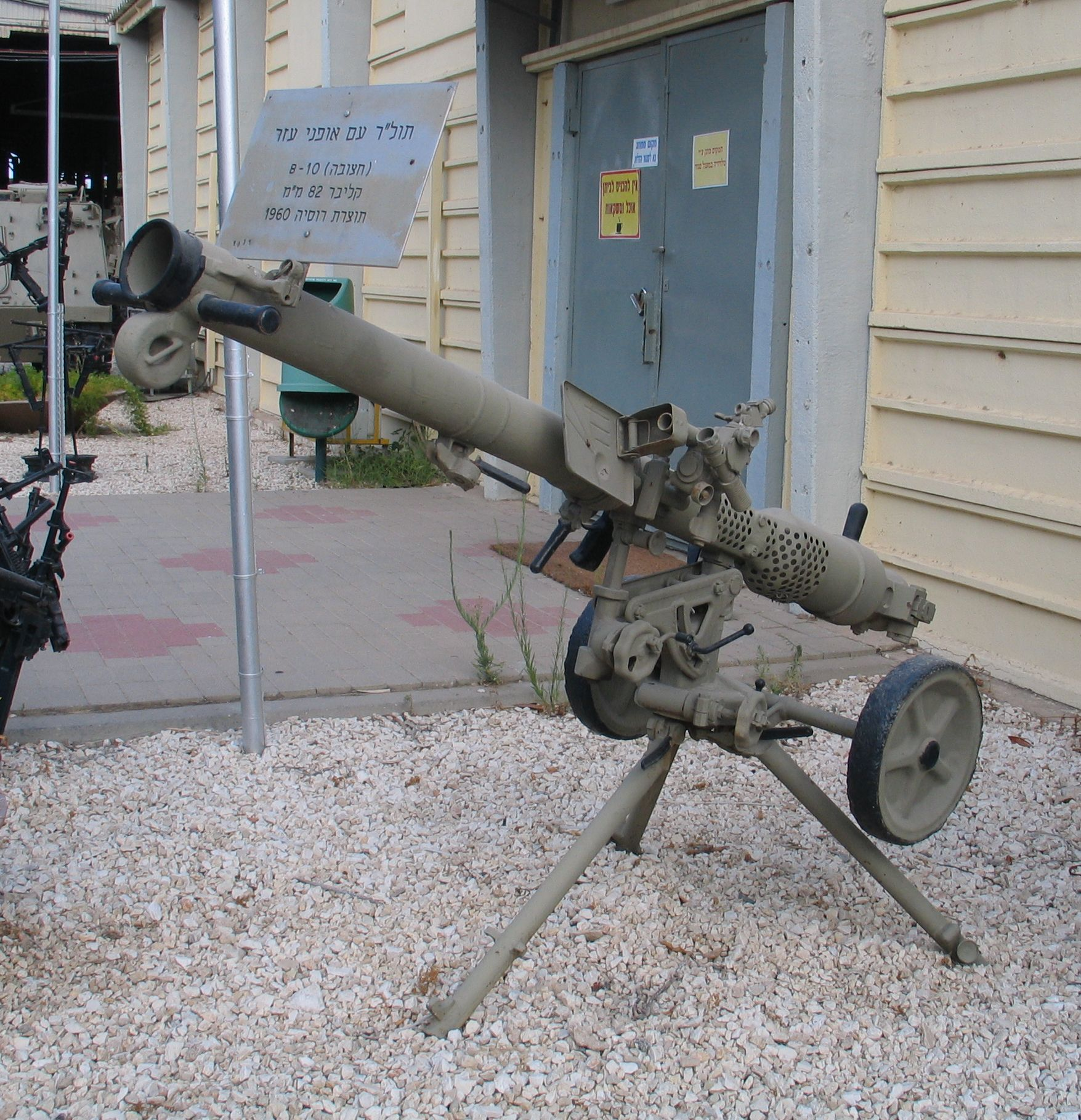
Rückstoßfreies Geschütz B-10
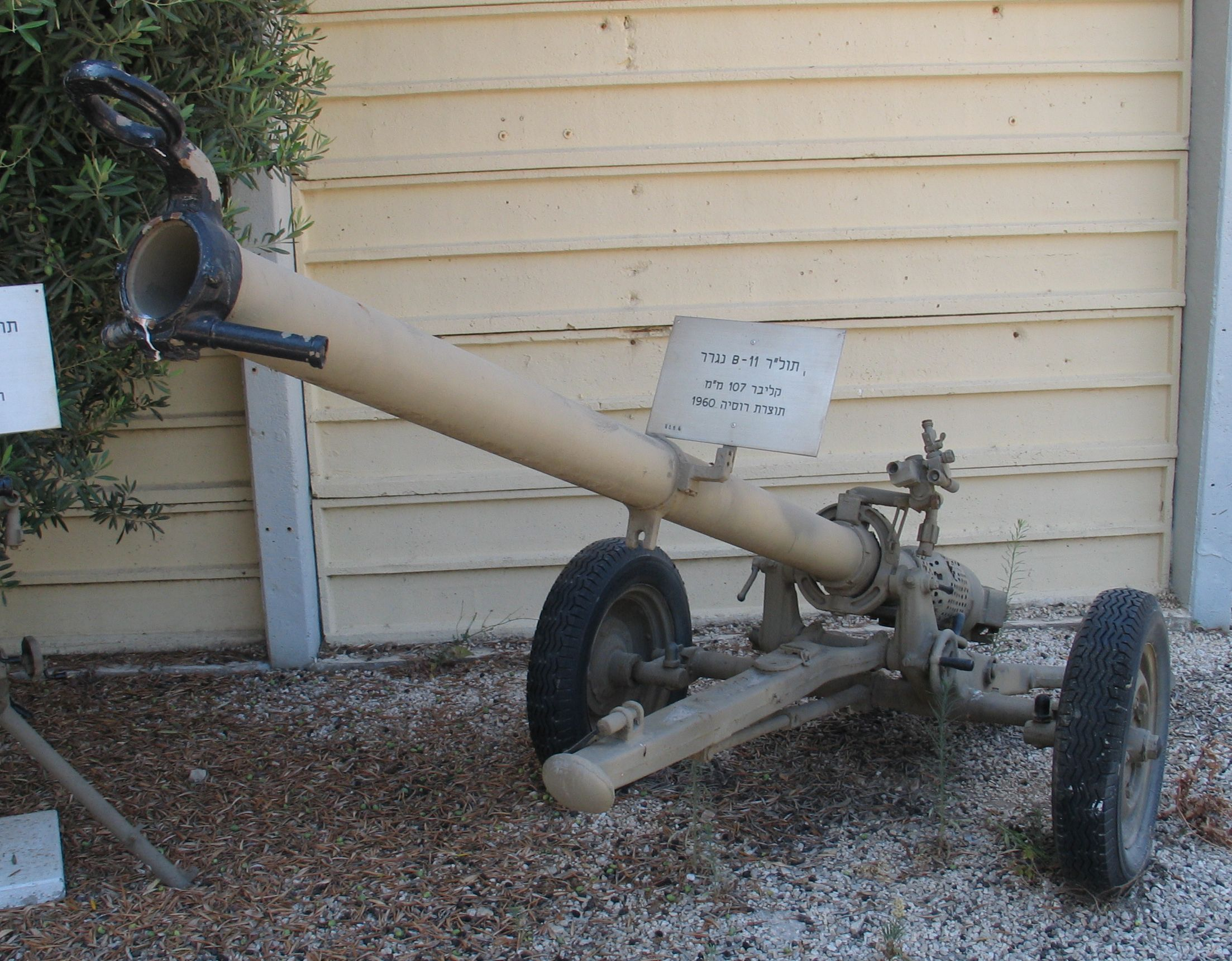
Rückstoßfreies Geschütz B-11
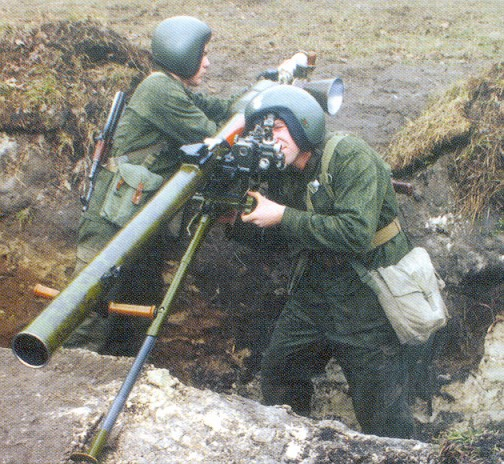
73-mm-Schwere Panzerbüchse SPG-9M (6G13)

### Kanonen
| Bezeichnung                                     | Nummer im Nummernverzeichnis des RWD | Einführung | Nutzungsende | Kaliber | Bemerkung                                                      |  |
| ----------------------------------------------- | ------------------------------------ | ---------- | ------------ | ------- | -------------------------------------------------------------- |  |
| 45-mm-Panzerabwehrkanone M1942                  | nicht vergeben                       | 1956       | 1964         | 45 mm   | Ersatzbewaffnung                                               |  |
| 57-mm-Panzerabwehrkanone M1943                  | nicht vergeben                       | 1956       | 1964         | 57 mm   | Ersatzbewaffnung                                               |  |
| 57-mm-selbstfahrende Panzerabwehrkanone Tsch-26 | nicht vergeben                       | 1957       |              | 57 mm   |                                                                |  |
| 57-mm-Panzerabwehrkanone 70                     | nicht vergeben                       |            |              | 57 mm   |                                                                |  |
| 76-mm-Kanone M1943                              |                                      | 1956       | 1964         | 76 mm   |                                                                |  |
| 85-mm-selbstfahrende Kanone SD-44               |                                      | 1956       | 1990         | 85 mm   |                                                                |  |
| 85-mm-Kanone D-44                               | 20 06 00                             | 1956       | 1990         | 85 mm   |                                                                |  |
| 85-mm-Kanone D-44N                              | 20 06 07                             | 1956       | 1990         | 85 mm   | mit Infrarotsichtgerät                                         |  |
| 85-mm-Kanone K-52                               | 20 10 00                             | 1956       | 1990         | 85 mm   | Entwicklung/Produktion CSSR, zuletzt als Salutgeschütz genutzt |  |
| 100-mm-Panzerabwehrkanone T-12                  | 20 10 00                             | 1965       | 1990         | 100 mm  |                                                                |  |
| 100-mm-Panzerabwehrkanone MT-12                 | 20 11 00                             |            | 1990         | 100 mm  |                                                                |  |
| 130-mm-Kanone M-46                              | 20 13 00                             | 1966       | 1990         | 130 mm  |                                                                |  |
| 152-mm-Kanone M1910/34                          |                                      | 1956       | 1960         | 152 mm  |                                                                |  |

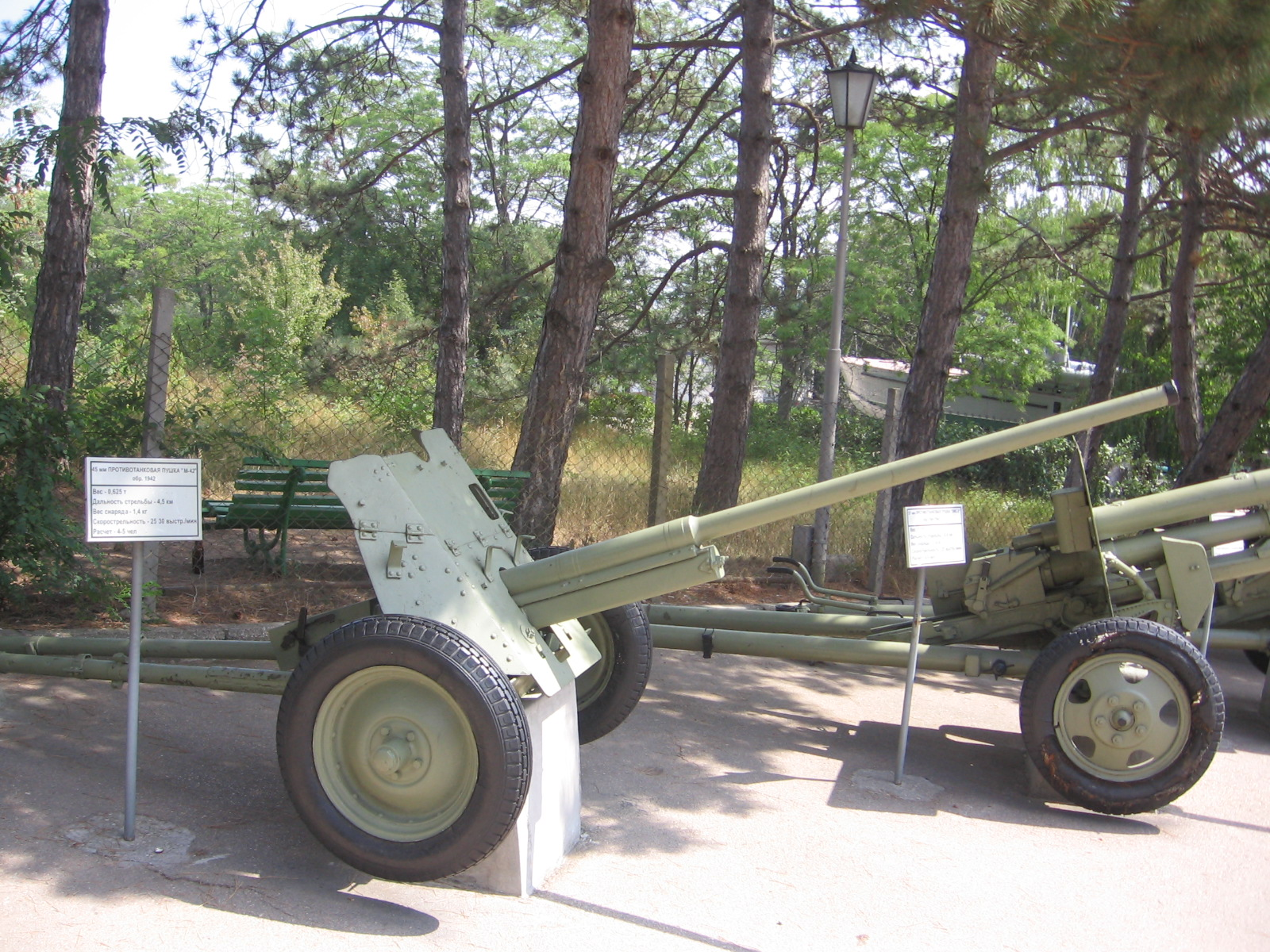
45-mm-Panzerabwehrkanone M1942
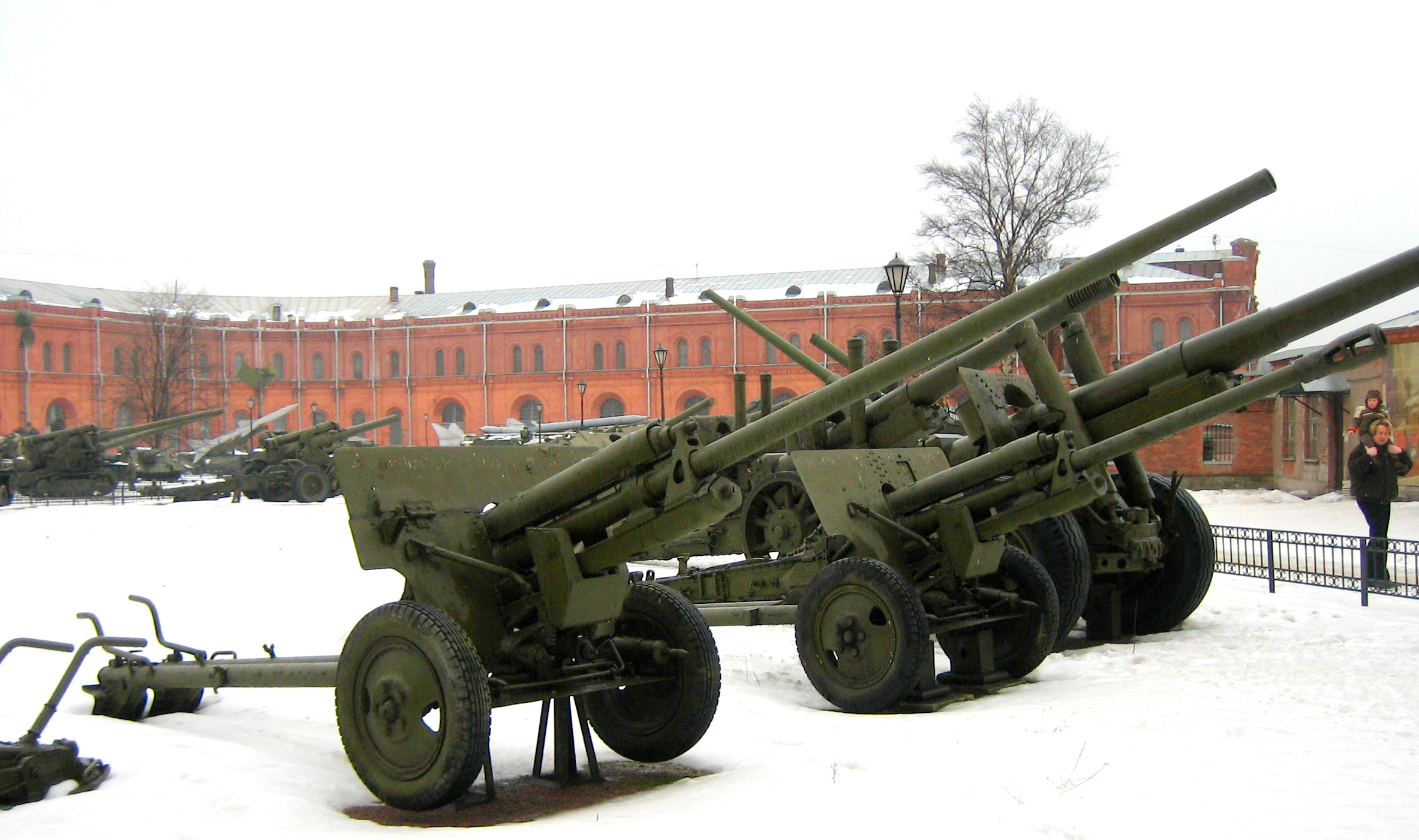
57-mm-Panzerabwehrkanone M1943
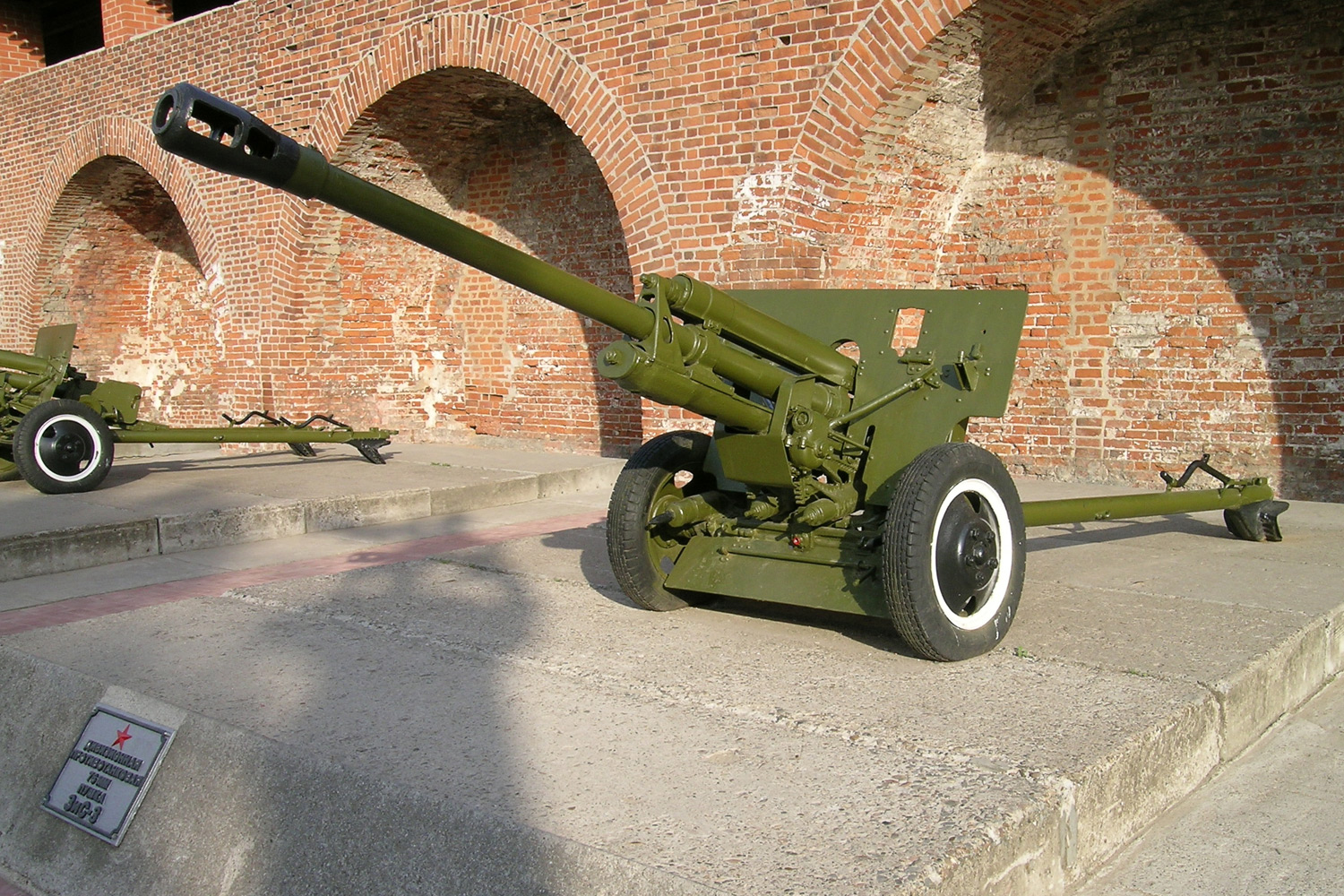
76-mm-Kanone M1943
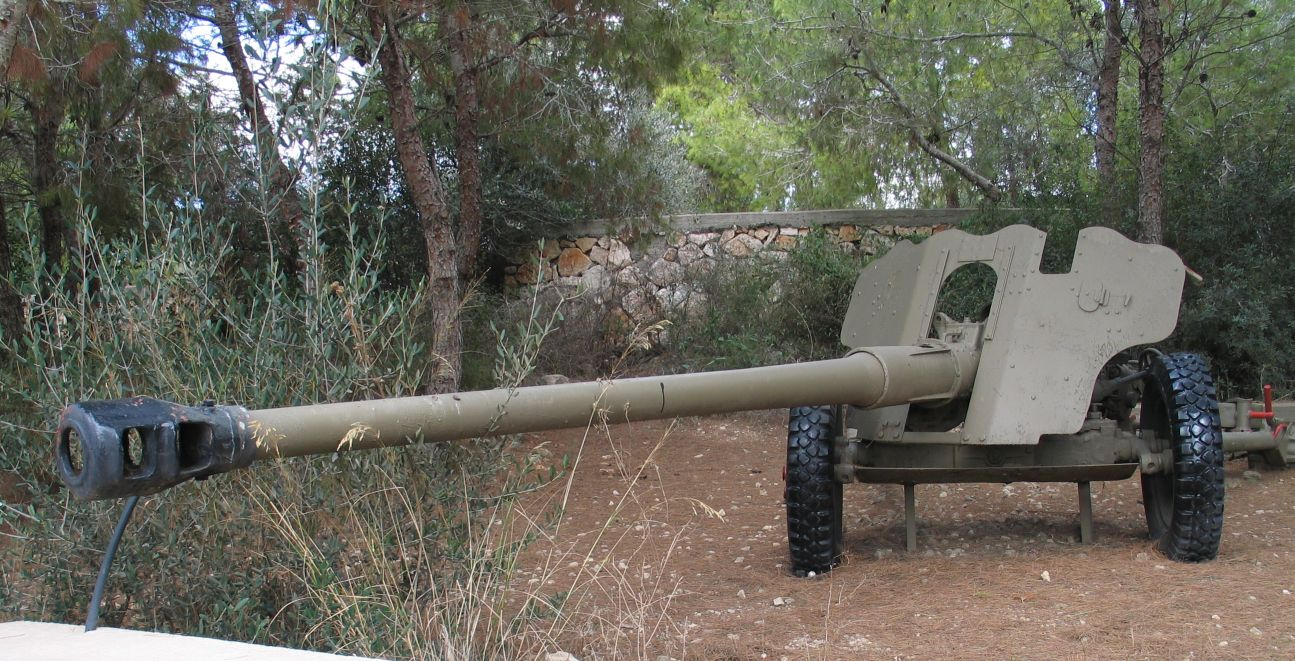
85-mm-Kanone D-44
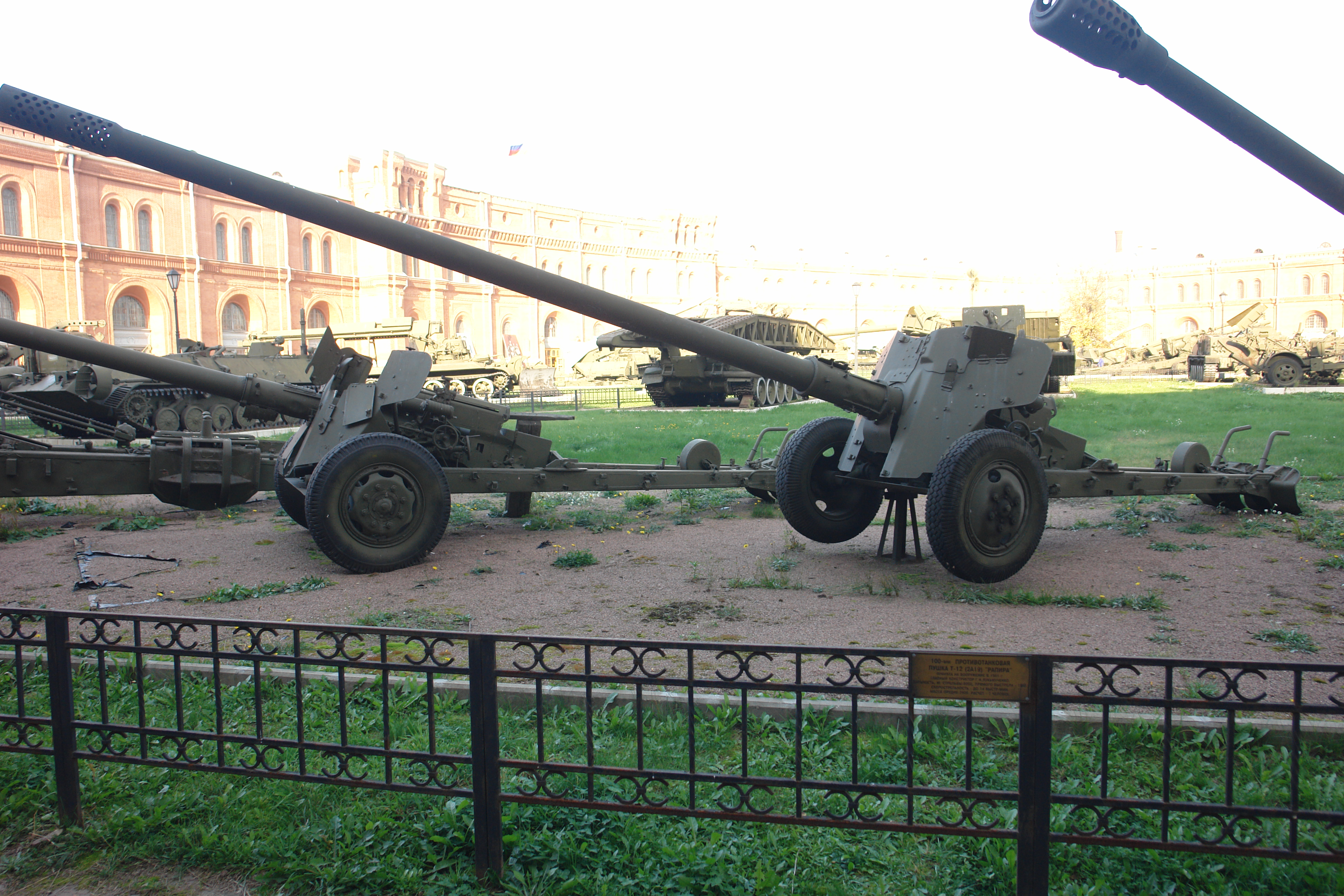
100-mm-Panzerabwehrkanone T-12
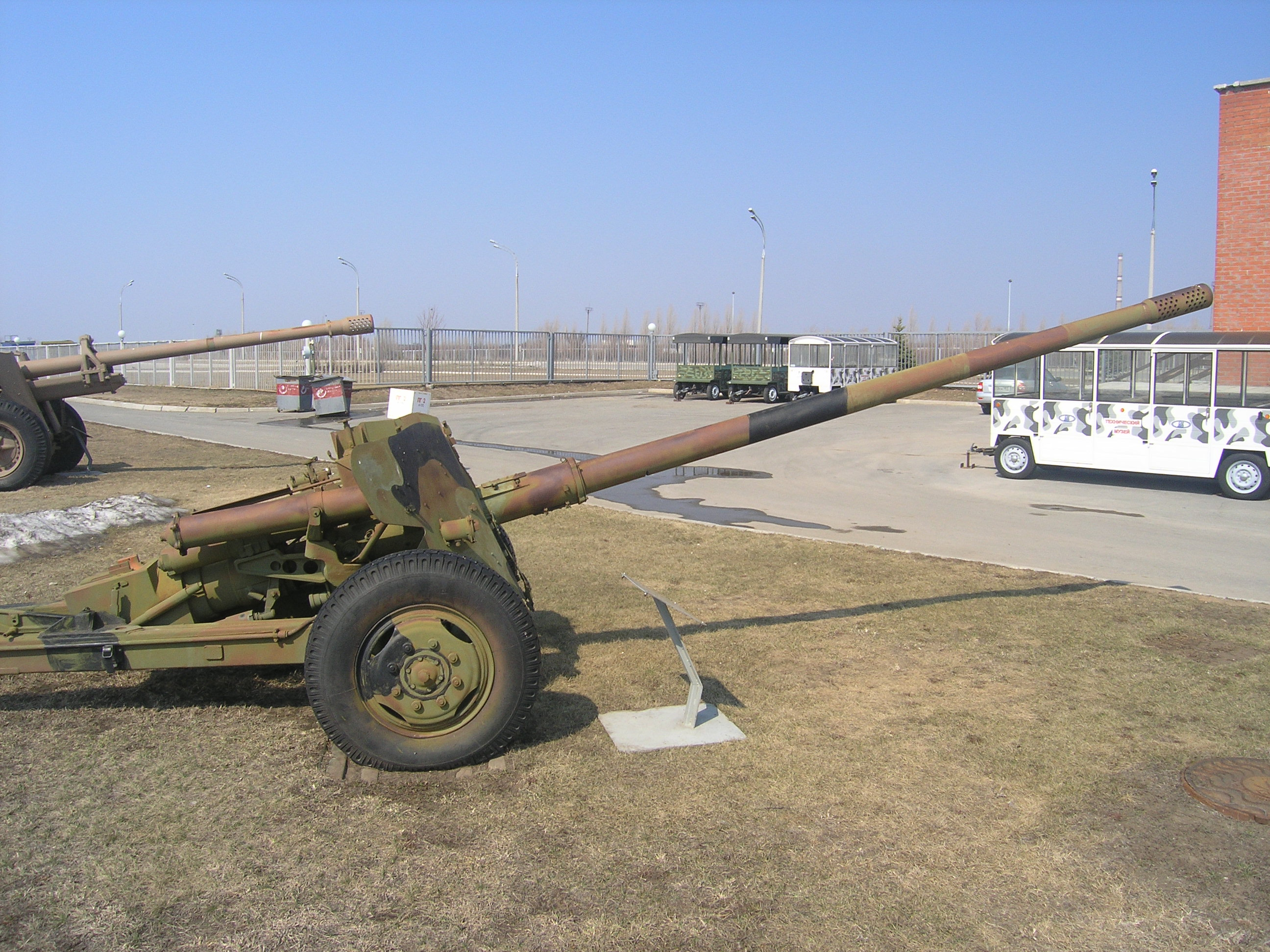
100-mm-Panzerabwehrkanone MT-12
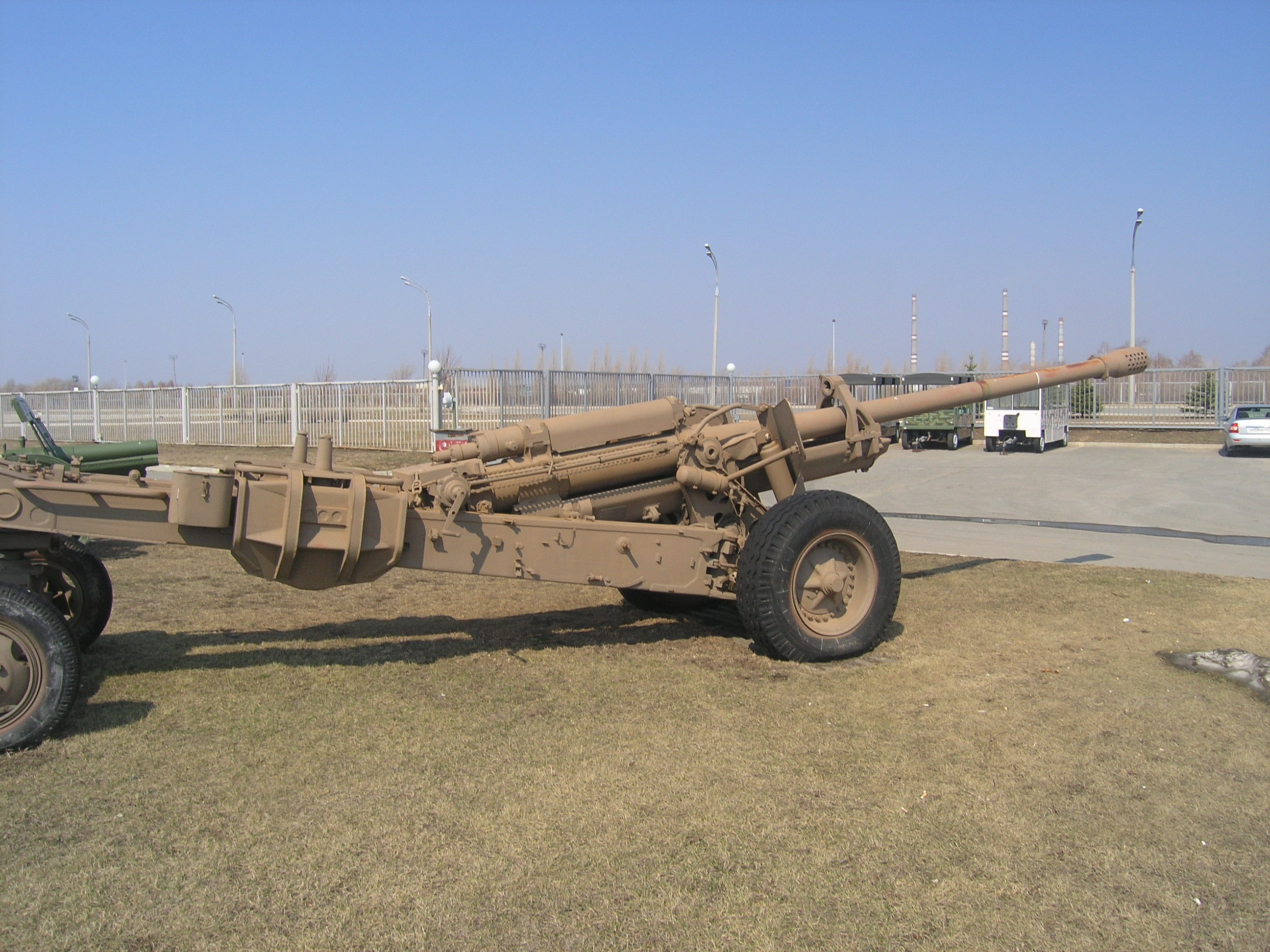
130-mm-Kanone M-46
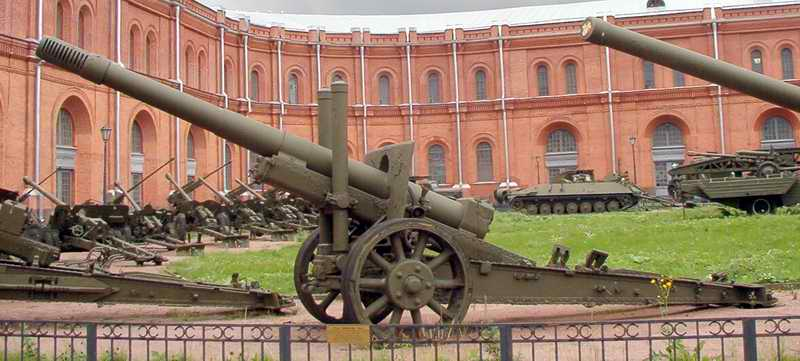
152-mm-Kanone M1910/34

### Haubitzen
| Bezeichnung              | Nummer im Nummernverzeichnis des RWD        | Einführung | Nutzungsende | Kaliber | Bemerkung                                         |
| ------------------------ | ------------------------------------------- | ---------- | ------------ | ------- | ------------------------------------------------- |
| 152-mm-Haubitze M1909/30 | nicht vergeben                              | 1950       | 1957         | 152 mm  | Ausbildungsgerät                                  |
| 152-mm-Haubitze M1943    | nicht vergeben                              | 1950       | 1973         | 152 mm  | Einsatz im Artillerieregiment des Militärbezirkes |
| 122-mm-Haubitze M1938    | 20 12 00                                    | 1956       | 1990         | 122 mm  | GAU-Index 52G463                                  |
| 122-mm-Haubitze D-30     | 20 14 00 D-30 (2A18) 20 15 00 D-30A (2A18M) | 1971       | 1990         | 122 mm  | GRAU-Index 2A18                                   |

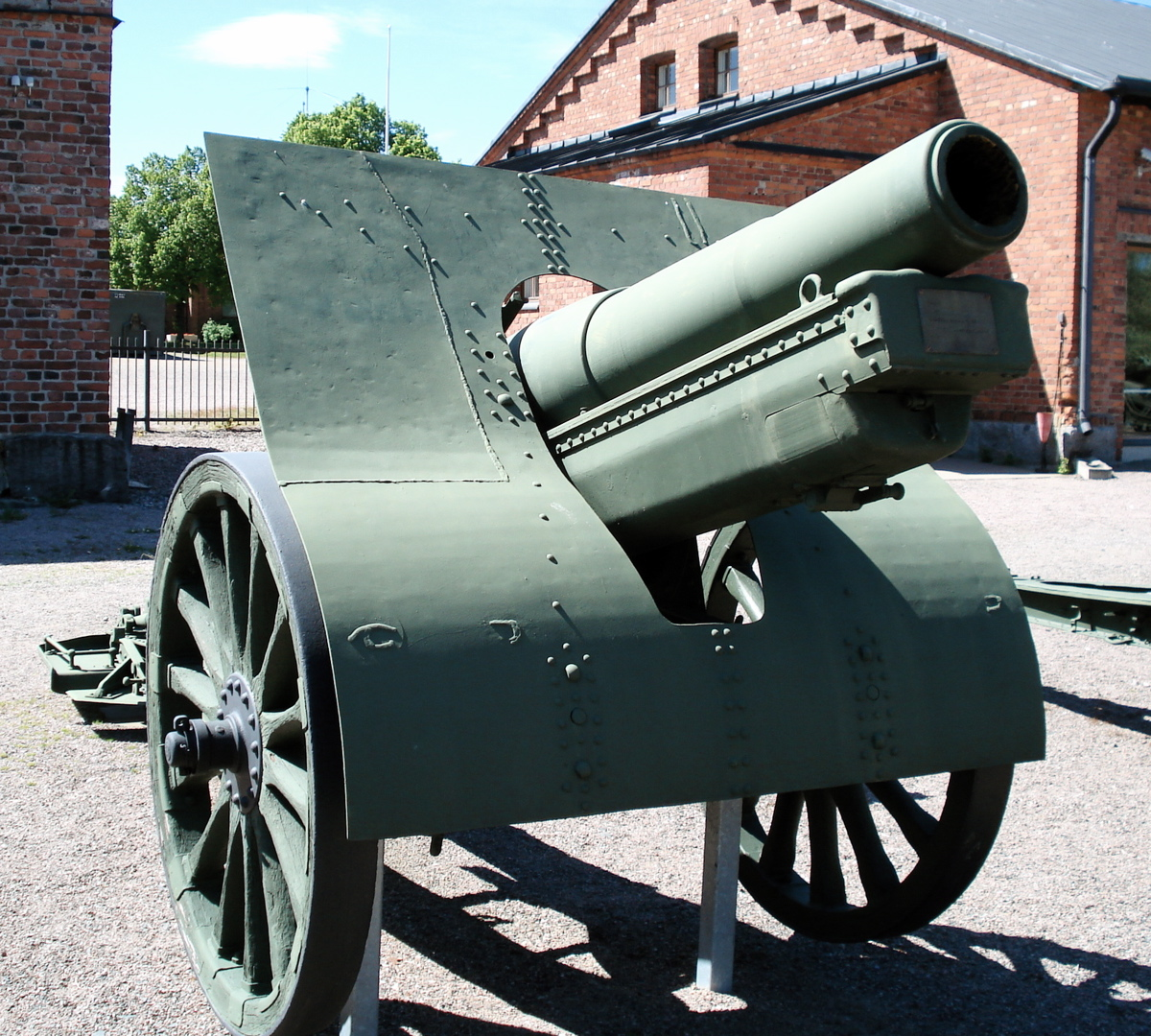
152-mm-Haubitze M1909/30
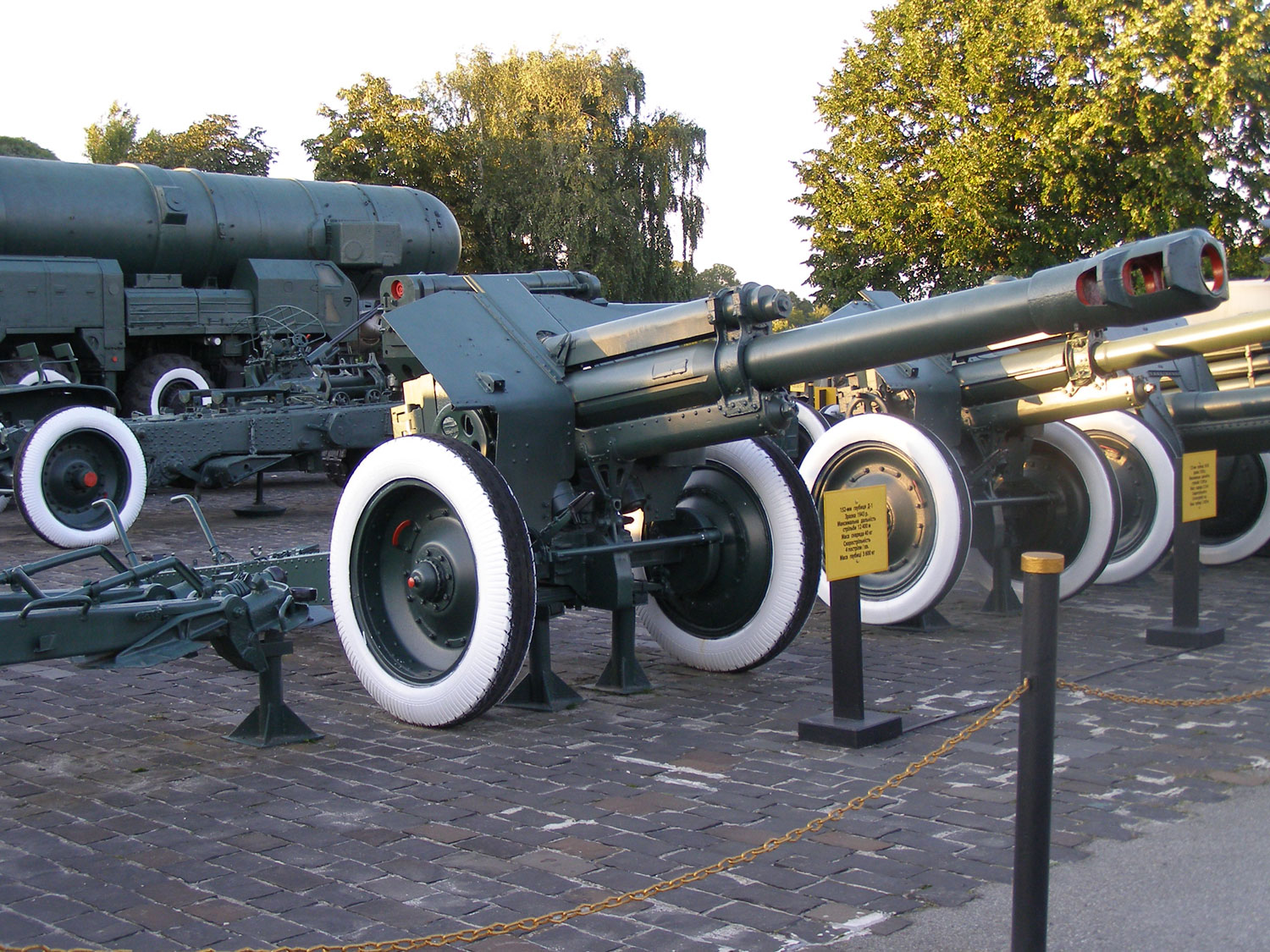
152-mm-Haubitze M1943
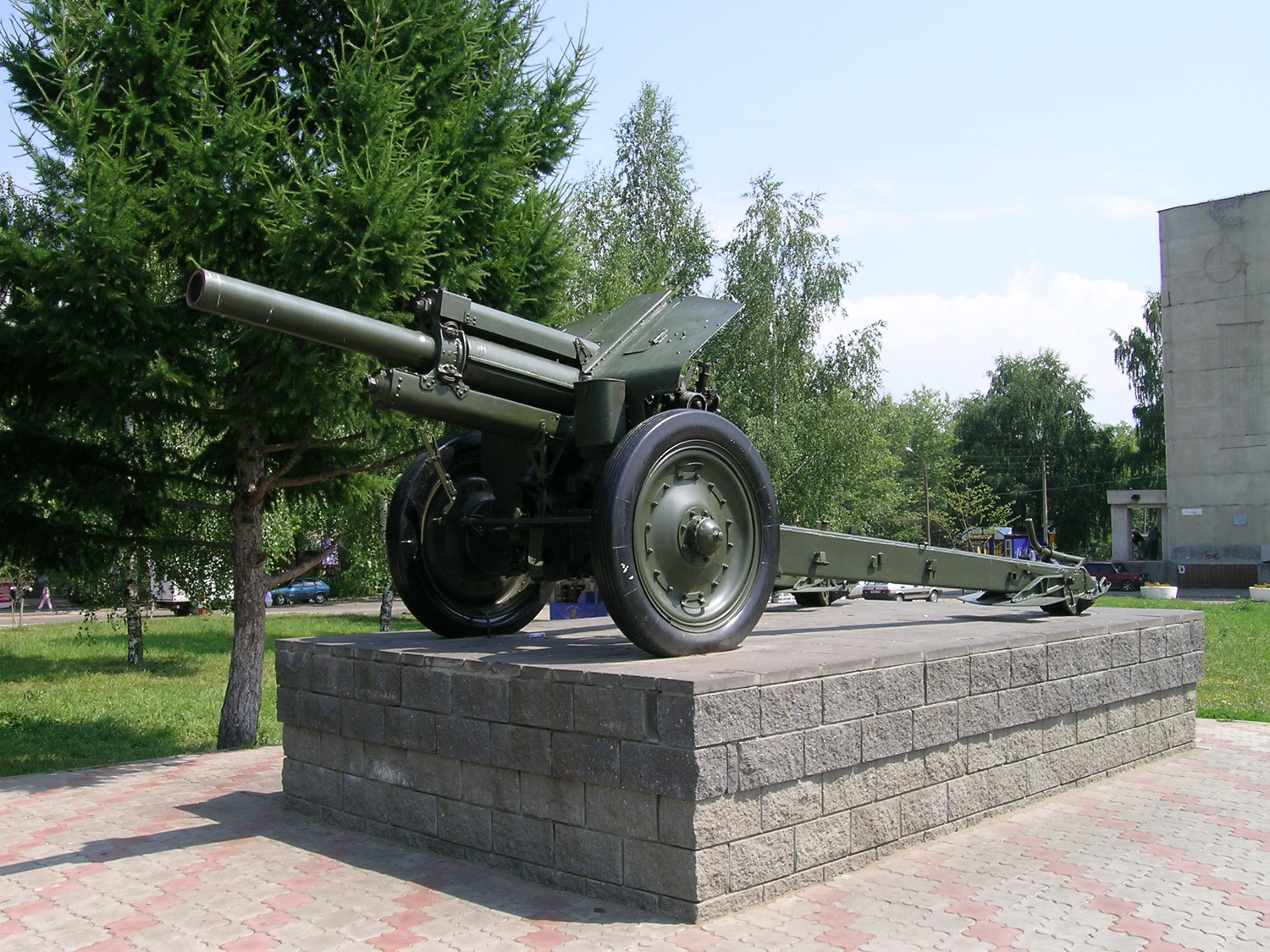
122-mm-Haubitze M1938
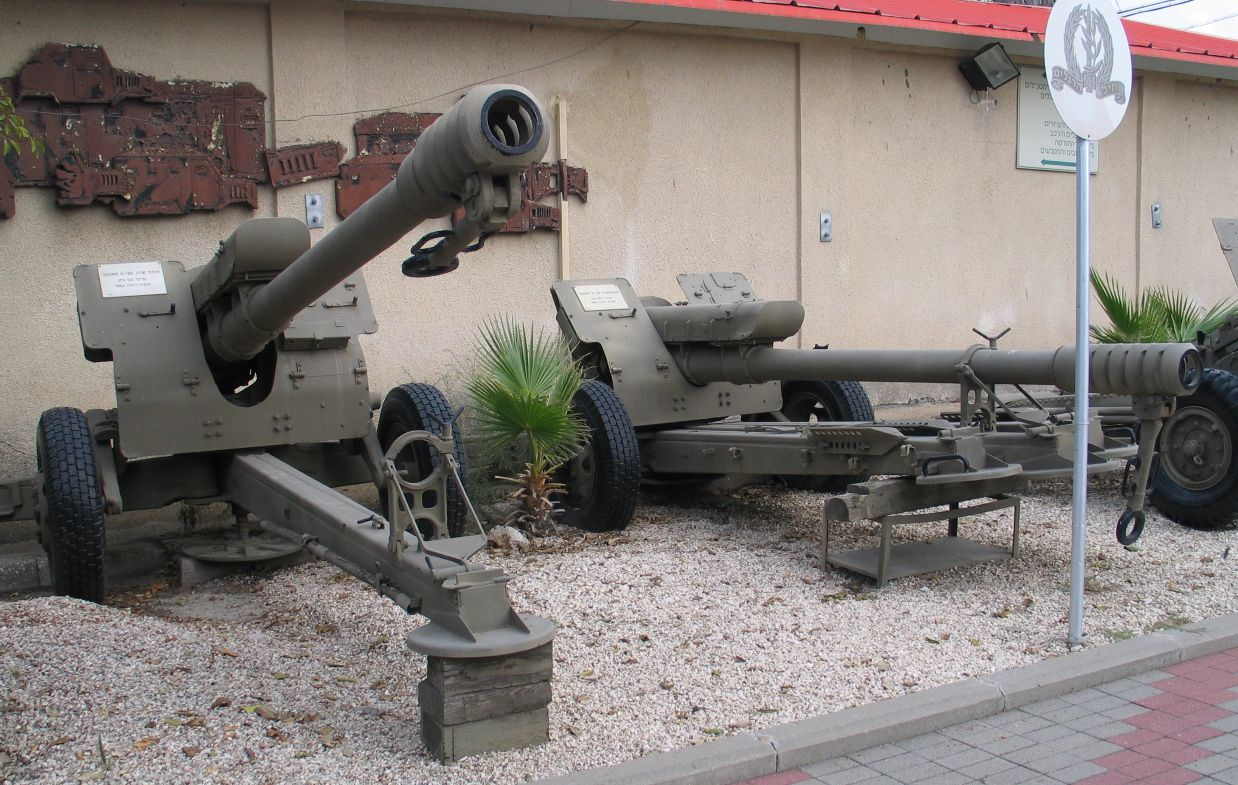
122-mm-Haubitze D-30

### Kanonen-Haubitzen
| Bezeichnung                   | Nummer im Nummernverzeichnis des RWD | Einführung | Nutzungsende | Kaliber | Bemerkung                                               |
| ----------------------------- | ------------------------------------ | ---------- | ------------ | ------- | ------------------------------------------------------- |
| 152-mm-Kanonen-Haubitze M1937 | nicht vergeben                       | 1952       | 1973         | 152 mm  | Einsatz in den Artillerieregimentern der Militärbezirke |
| 152-mm-Kanonen-Haubitze D-20  | 20 16 00                             | 1973       | 1990         | 152 mm  | GAU-Index 52P546                                        |

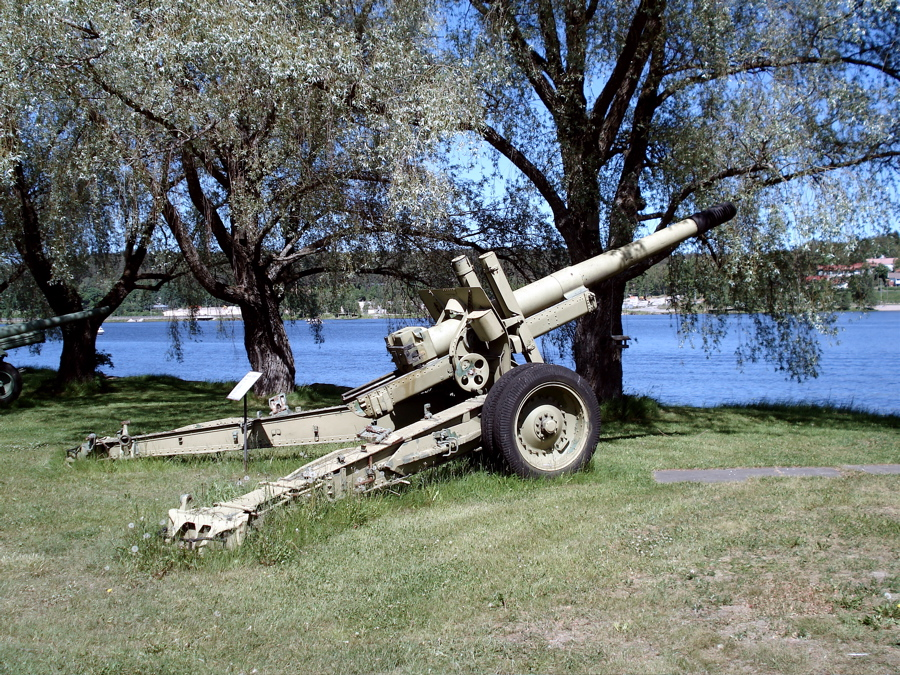
152-mm-Kanonen-Haubitze M1937
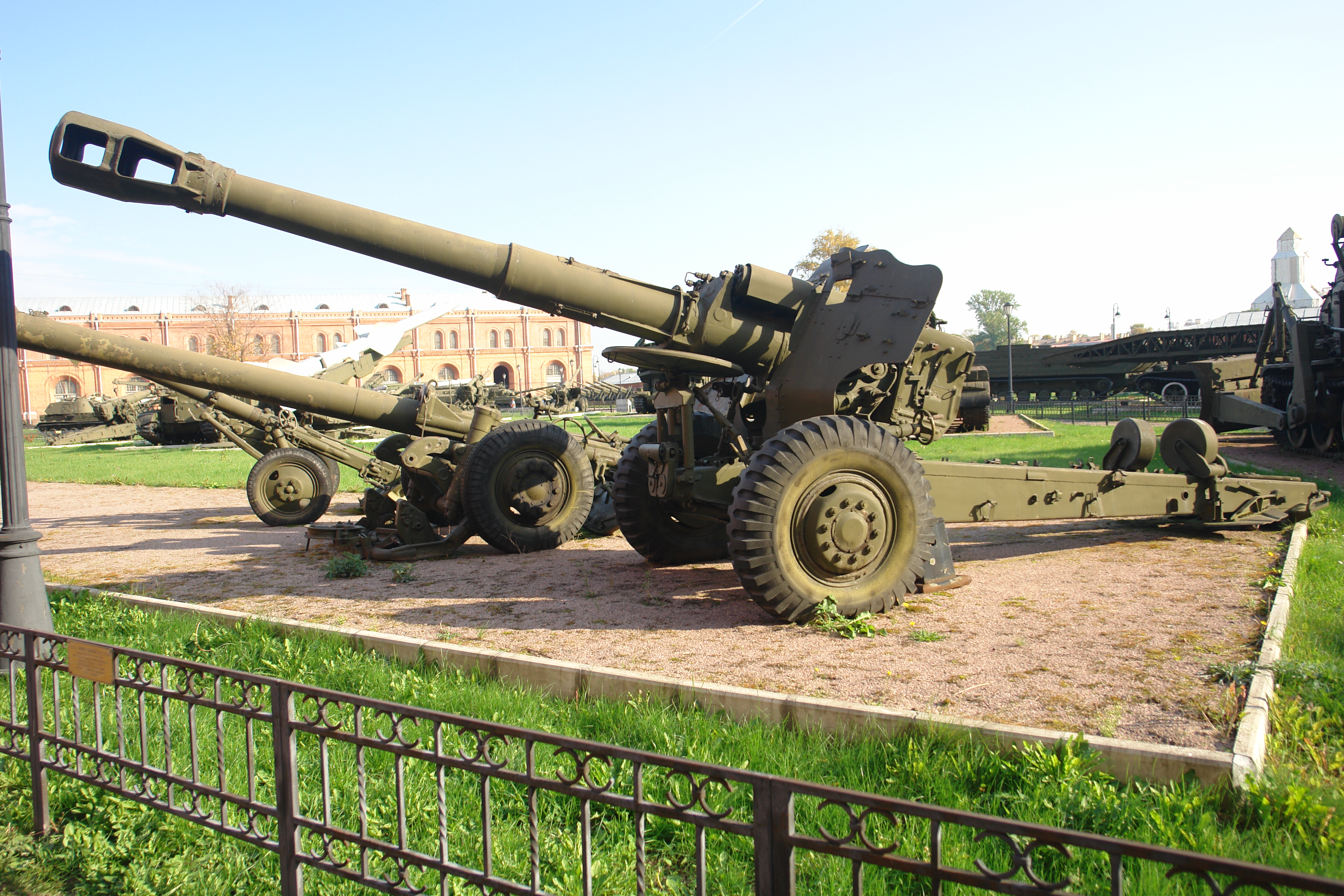
152-mm-Kanonen-Haubitze D-20

### Geschosswerfer
| Bezeichnung                  | Nummer im Nummernverzeichnis des RWD | Einführung | Nutzungsende | Kaliber | Bemerkung |
| ---------------------------- | ------------------------------------ | ---------- | ------------ | ------- | --------- |
| Geschosswerfer BM-13N        | 20 25 00                             | ?          | ?            | 130 mm  |           |
| Geschosswerfer BM-21         | 20 20 00                             | 1967       | 1990         | 120 mm  |           |
| Geschosswerfer BM-24         | 20 22 00                             | 1965       | ?            | 240 mm  |           |
| Geschosswerfer RM-70         | 20 21 00                             | 1974       | 1990         | 120 mm  |           |
| Geschosswerfer RM-70M        | 20 23 00                             |            | 1990         | 120 mm  |           |
| Geschosswerferanlage „Rodan“ |                                      | ?          | 1990         |         |           |

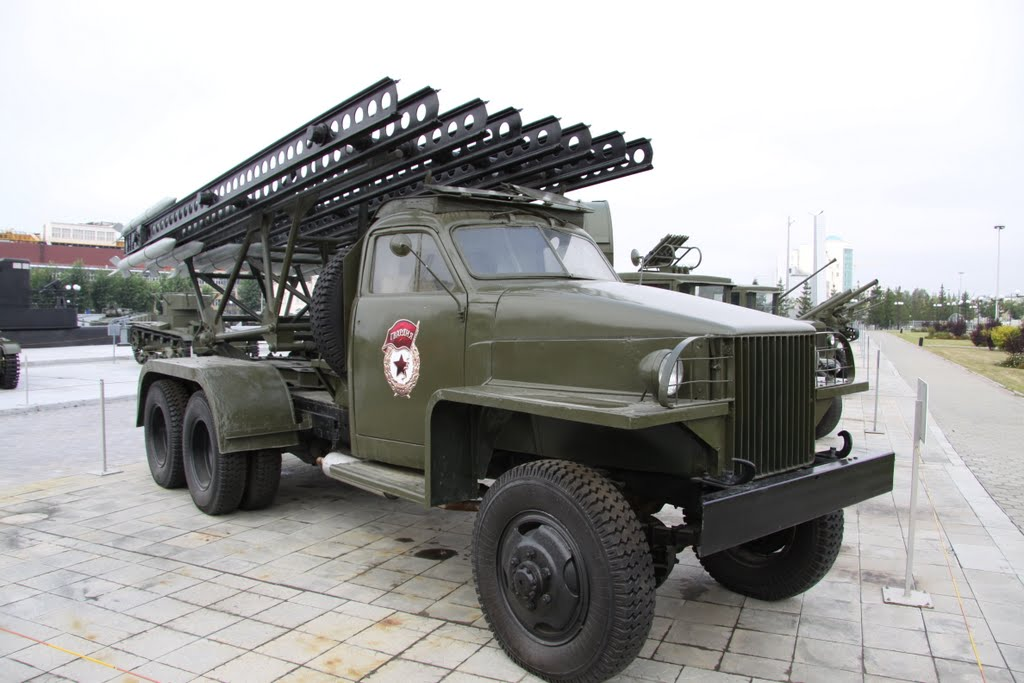
Geschosswerfer BM-13N
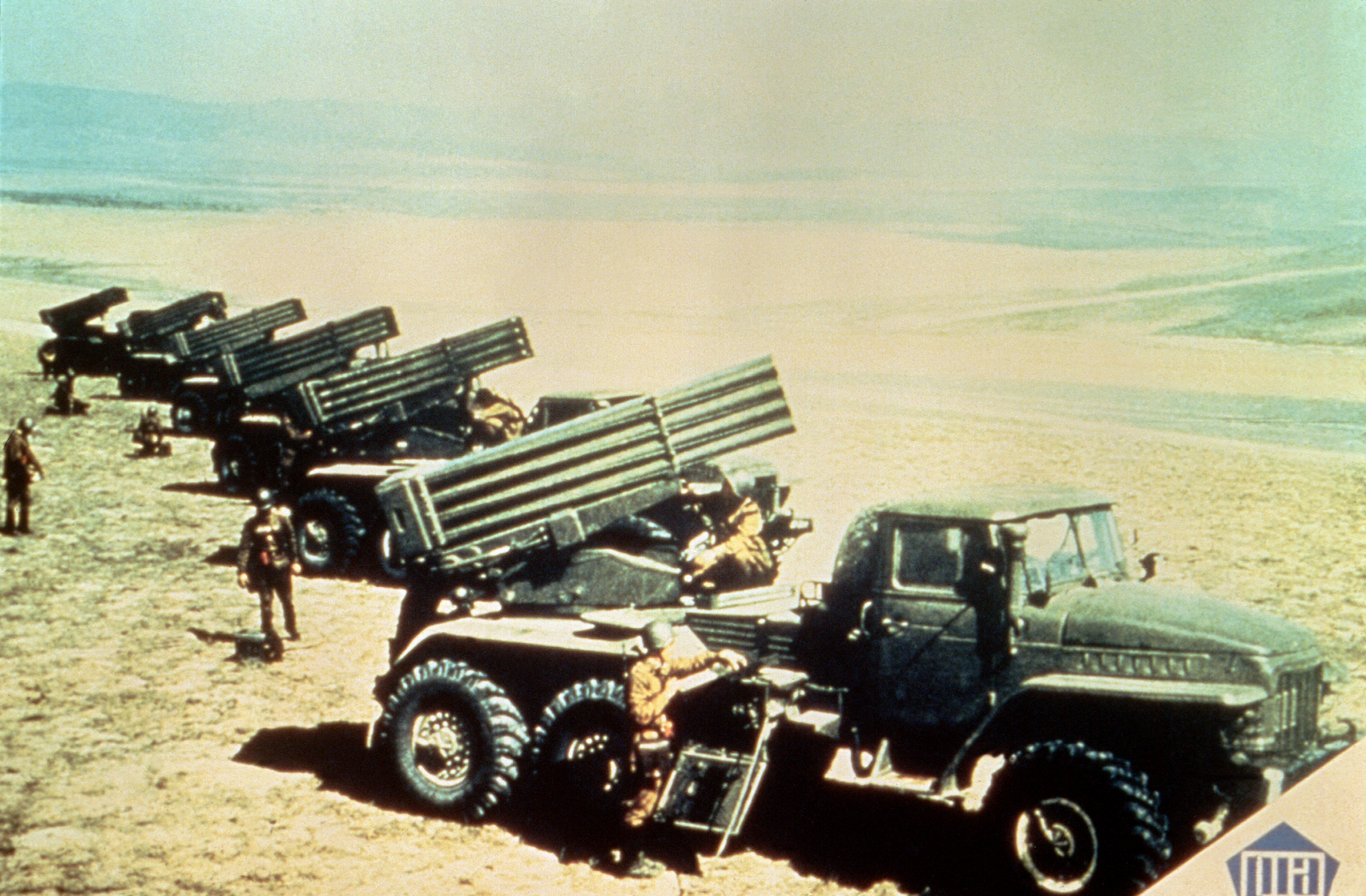
Geschosswerfer BM-21
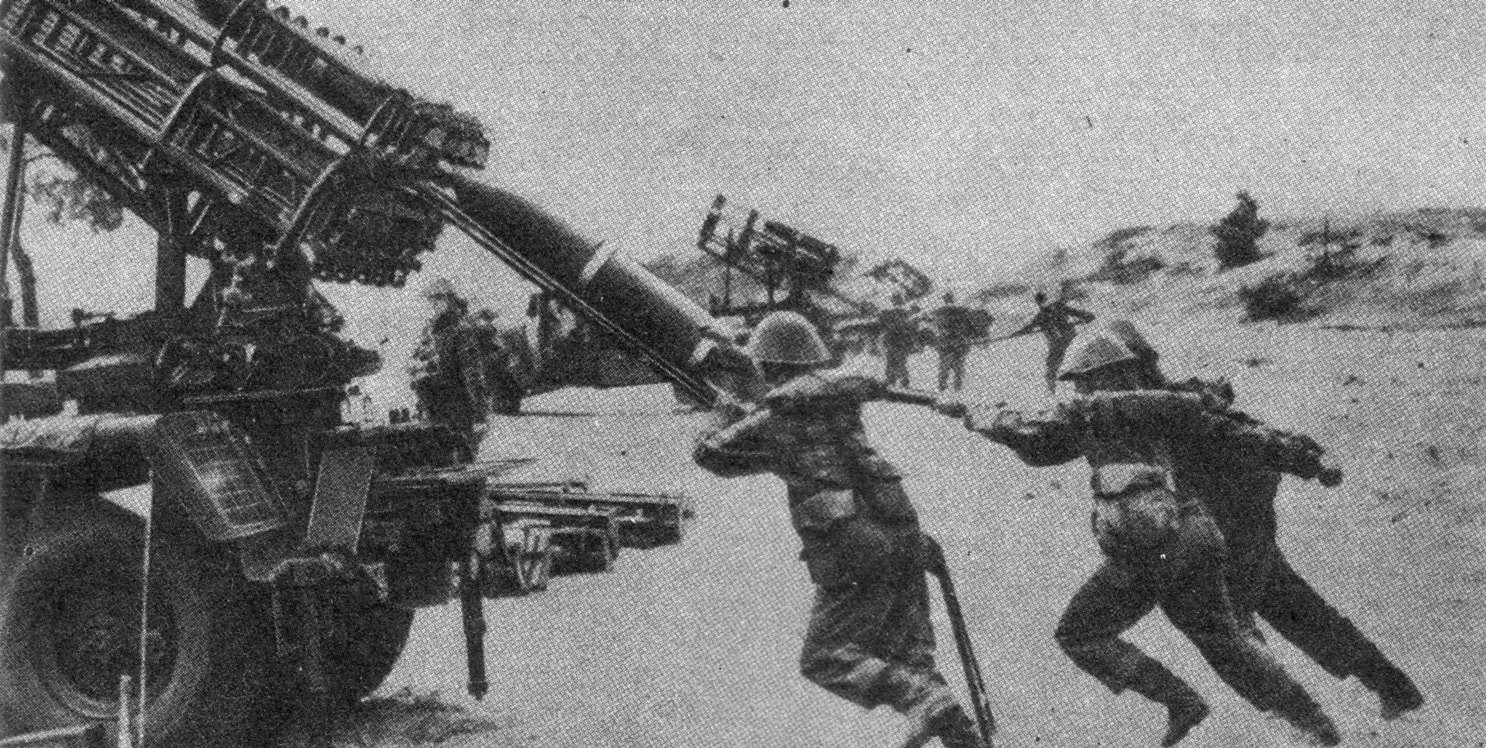
Geschosswerfer BM-24
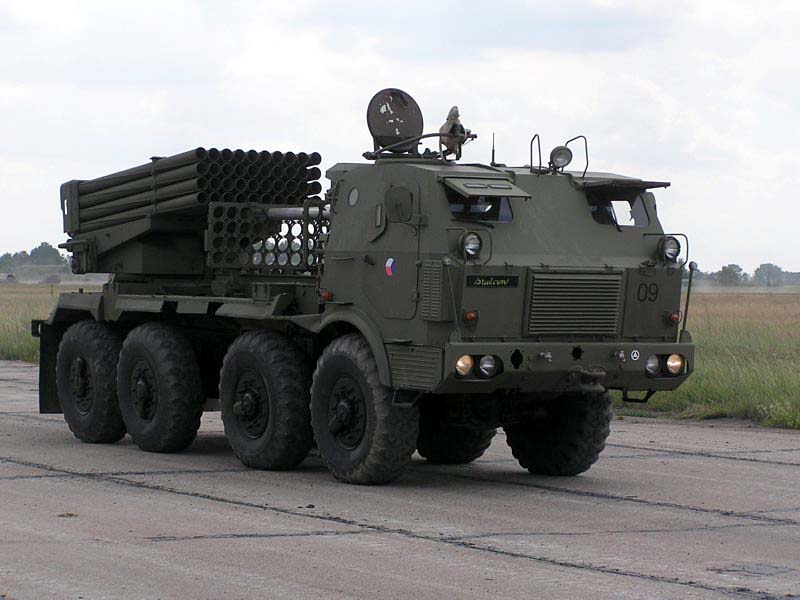
Geschosswerfer RM-70

### SFL-Artillerie
| Bezeichnung             | Nummer im Nummernverzeichnis des RWD | Einführung | Nutzungsende | Kaliber | Bemerkung |
| ----------------------- | ------------------------------------ | ---------- | ------------ | ------- | --------- |
| 122-mm-SFL-Haubitze 2S1 | 20 31 00                             | 1981       | 1990         | 122 mm  |           |
| 152-mm-SFL-Haubitze 2S3 | 20 35 00                             | 1978       | 1990         | 152 mm  |           |

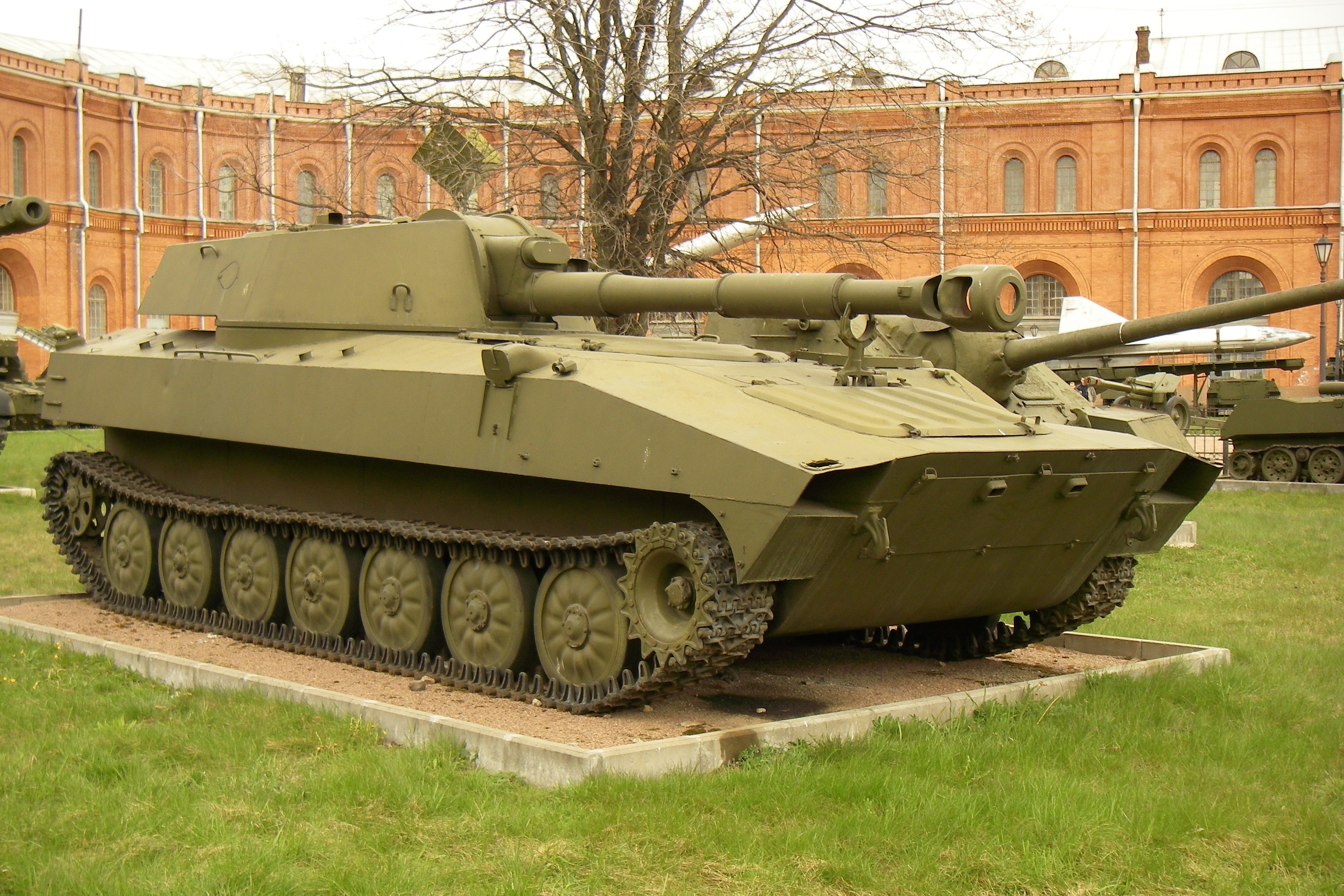
122-mm-SFL-Haubitze 2S1
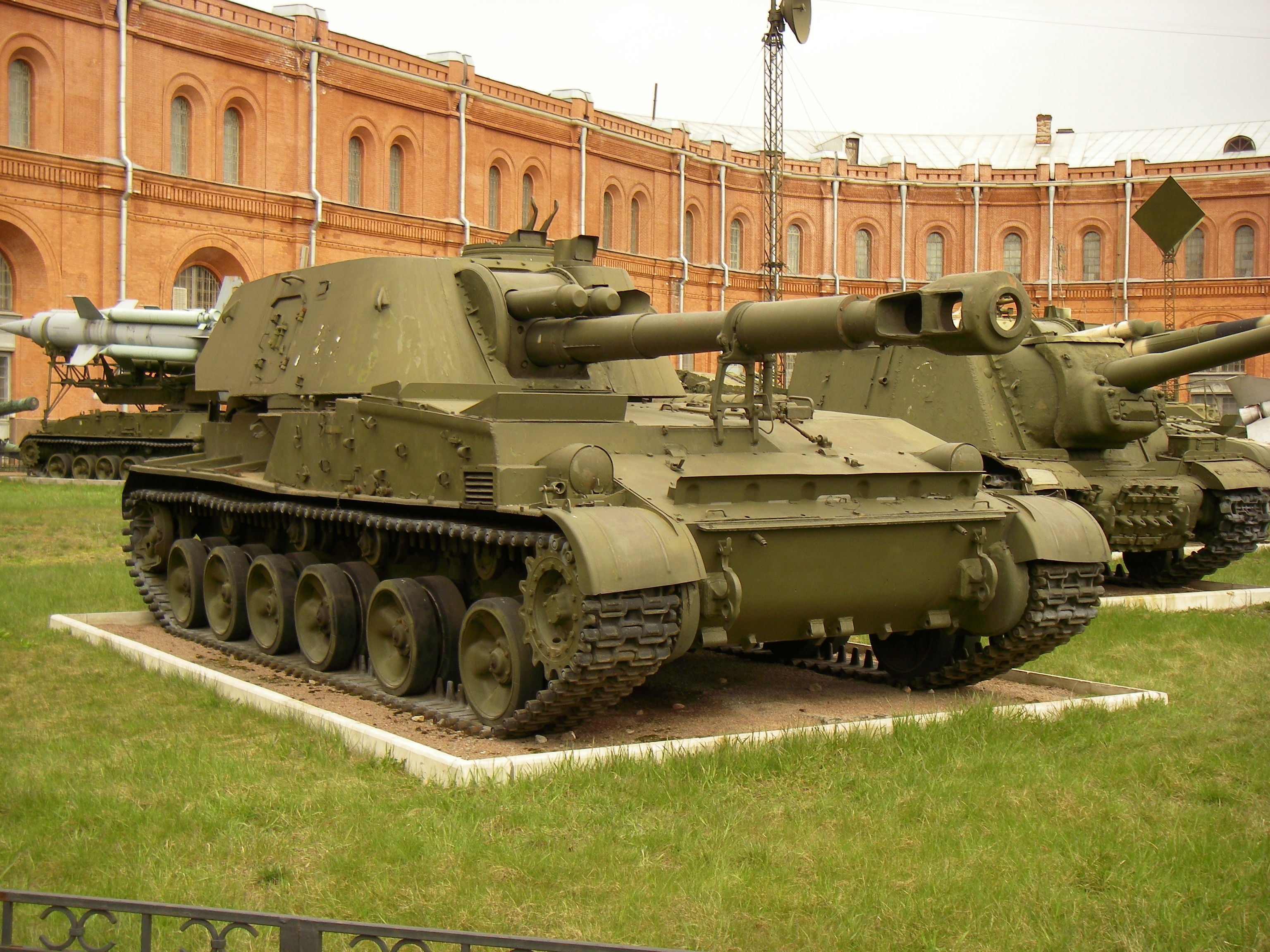
152-mm-SFL-Haubitze 2S3

## Flakartillerie

### Fla-MG
| Bezeichnung                     | Nummer im Nummernverzeichnis des RWD | Einführung | Nutzungsende | Kaliber     | Bemerkung |
| ------------------------------- | ------------------------------------ | ---------- | ------------ | ----------- | --------- |
| 12,7-mm-Fla-MG DSchK 38/46      |                                      | 1956       | 1990         | 12,7 mm     |           |
| 14,5-mm-Fla-MG ZPU-2            |                                      | 1956       | 1959         | 2 * 14,5 mm |           |
| 14,5-mm-Fla-MG ZPU-4            | 25 02 00                             | 1957       | 1990         | 4 * 14,5 mm |           |
| 14,5 mm Fla-MG Zwilling auf SPW |                                      |            |              | 2 * 14,5 mm |           |

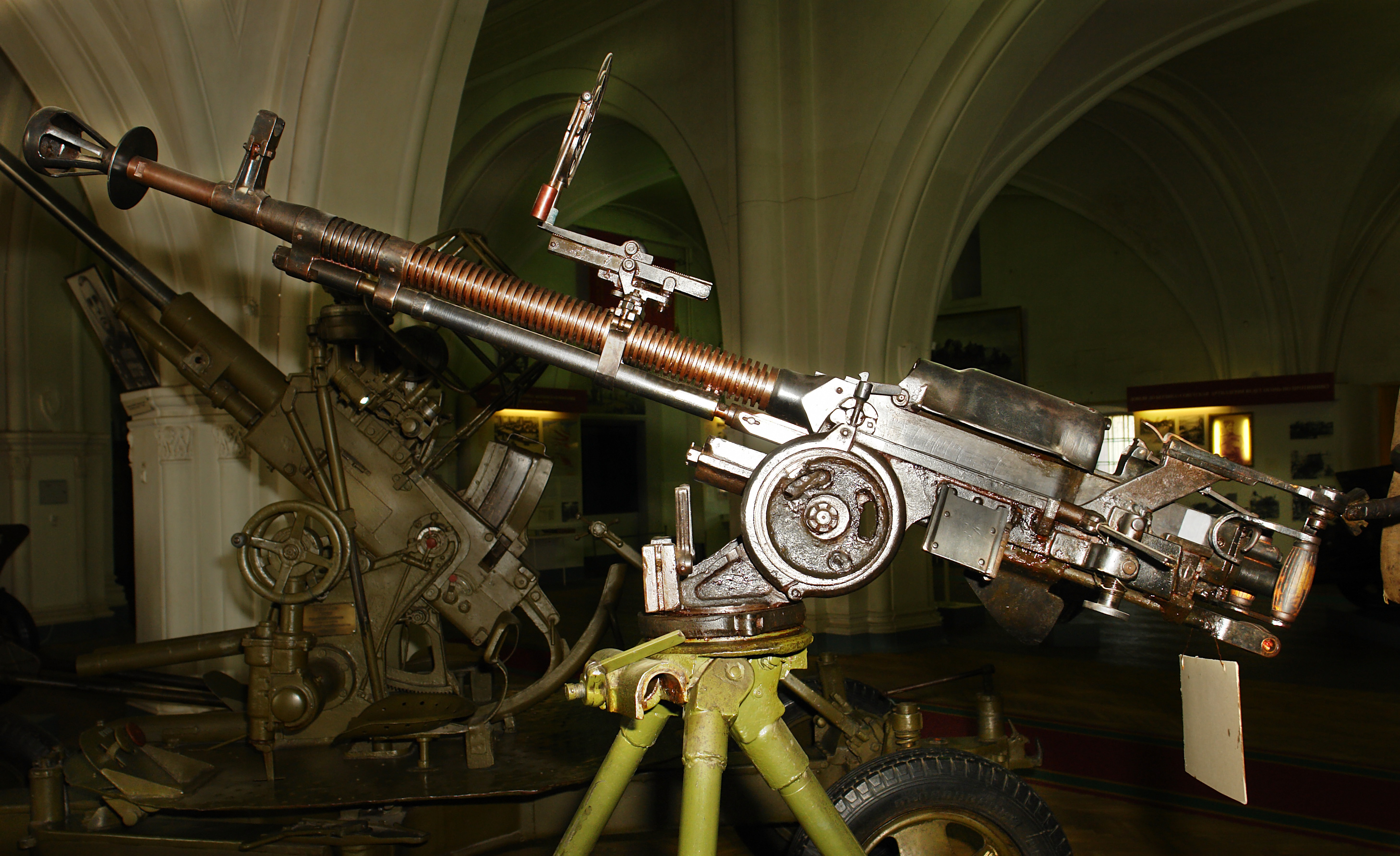
12,7-mm-Fla-MG DSchK 38/46
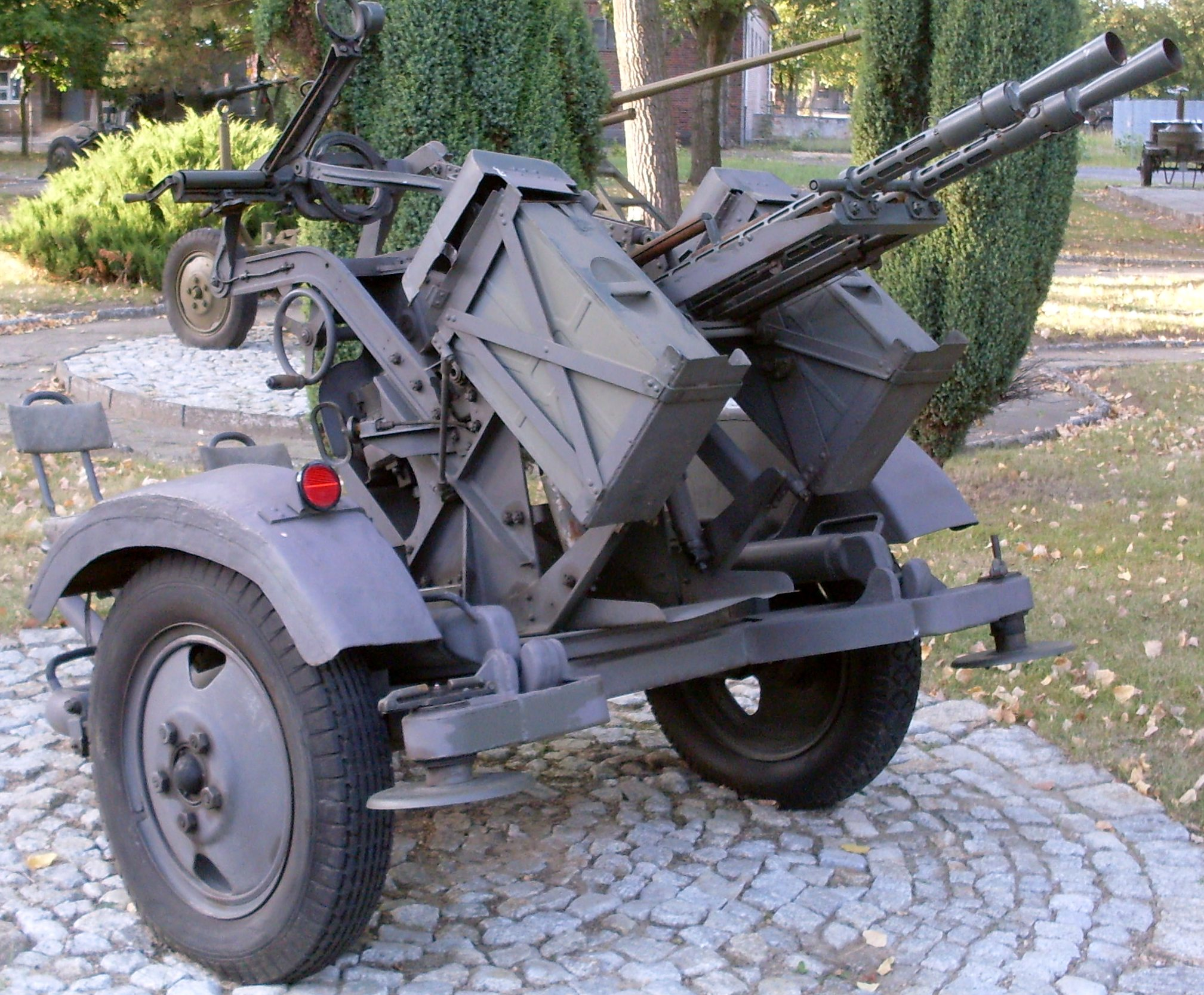
14,5-mm-Fla-MG ZPU-2
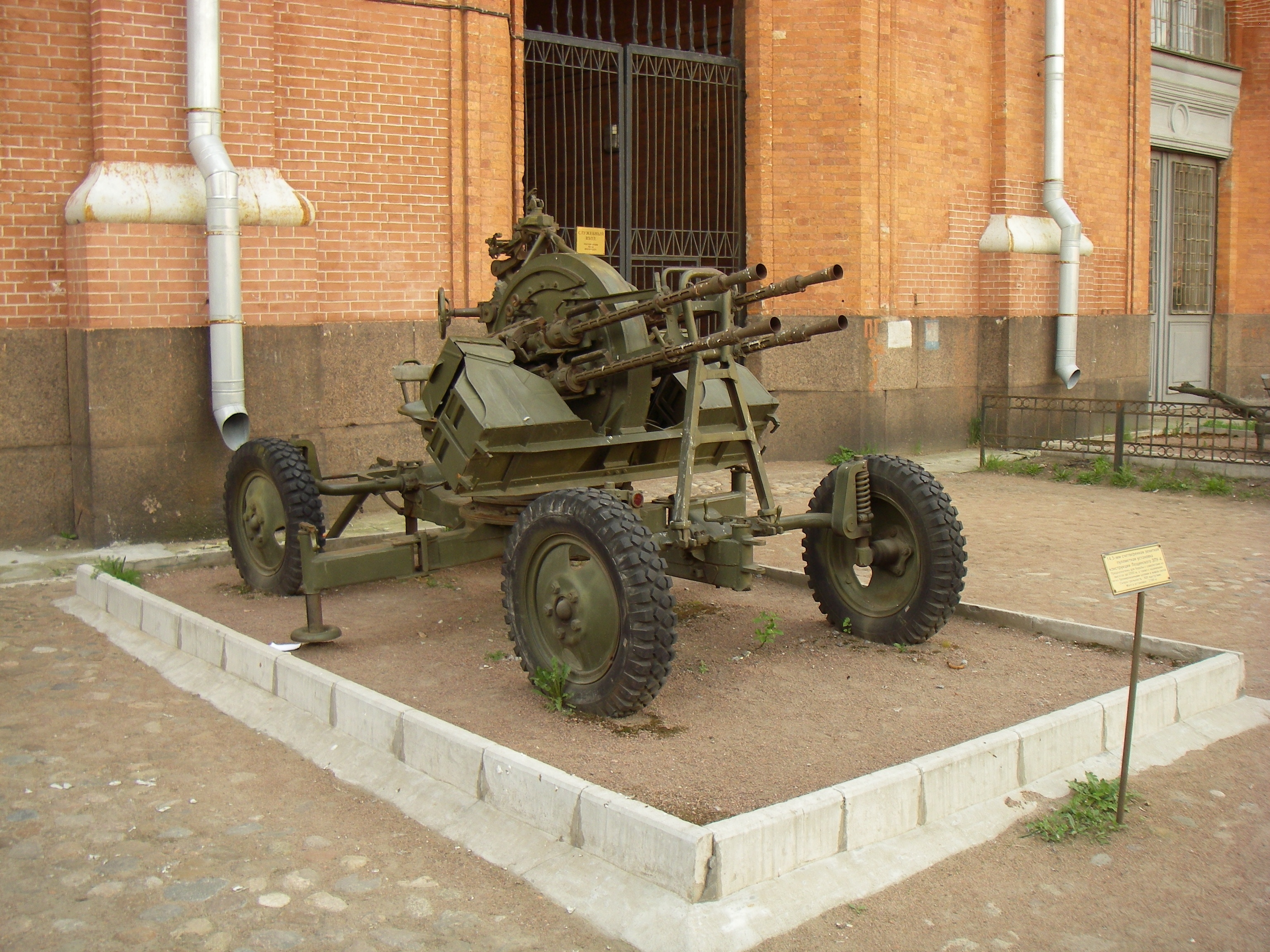
14,5-mm-Fla-MG ZPU-4

### Flak
| Bezeichnung                              | Nummer im Nummernverzeichnis des RWD                                                        | Einführung | Nutzungsende | Kaliber   | Bemerkung |
| ---------------------------------------- | ------------------------------------------------------------------------------------------- | ---------- | ------------ | --------- | --------- |
| 23-mm-Flugabwehrkanone SU-23             | 25 05 00                                                                                    | 1964       | 1990         | 2 * 23 mm |           |
| 23 mm Fla-SFL 23-4                       | 51 05 00 Fla-SFL 23-4 51 08 00 Fla-SFL 23-4W 51 09 00 Fla-SFL 23-4W1 51 16 00 Fla-SFL 23-4M | 1968       | 1990         | 4 * 23 mm |           |
| 37-mm-Fliegerabwehrkanone 61K Modell 39  | nicht vergeben                                                                              | 1956       | 1961         | 37 mm     |           |
| 57-mm-Fliegerabwehrkanone S-60           | 25 08 00                                                                                    | 1957       | 1990         | 57 mm     |           |
| 57 mm Fla-SFL 57-2                       | nicht vergeben                                                                              | 1957       | 1974         | 2 * 57 mm |           |
| 85-mm-Fliegerabwehrkanone KS-12 (52P365) | nicht vergeben                                                                              | 1956       | 1961         | 85 mm     |           |
| 100-mm-Fliegerabwehrkanone KS-19         | nicht vergeben                                                                              | 1958       | 1980         | 100 mm    |           |

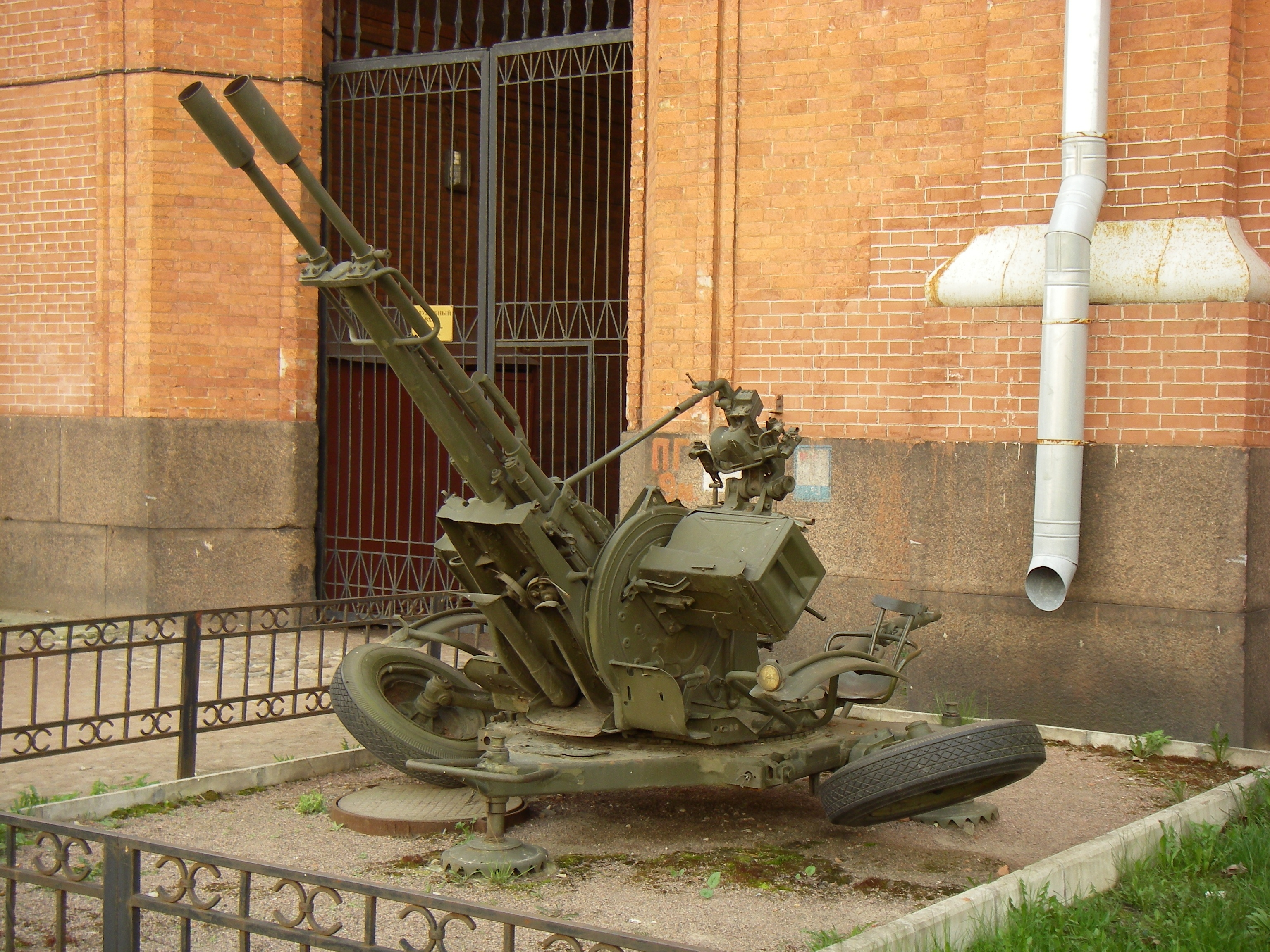
23-mm-Fliegerabwehrkanone ZU-23
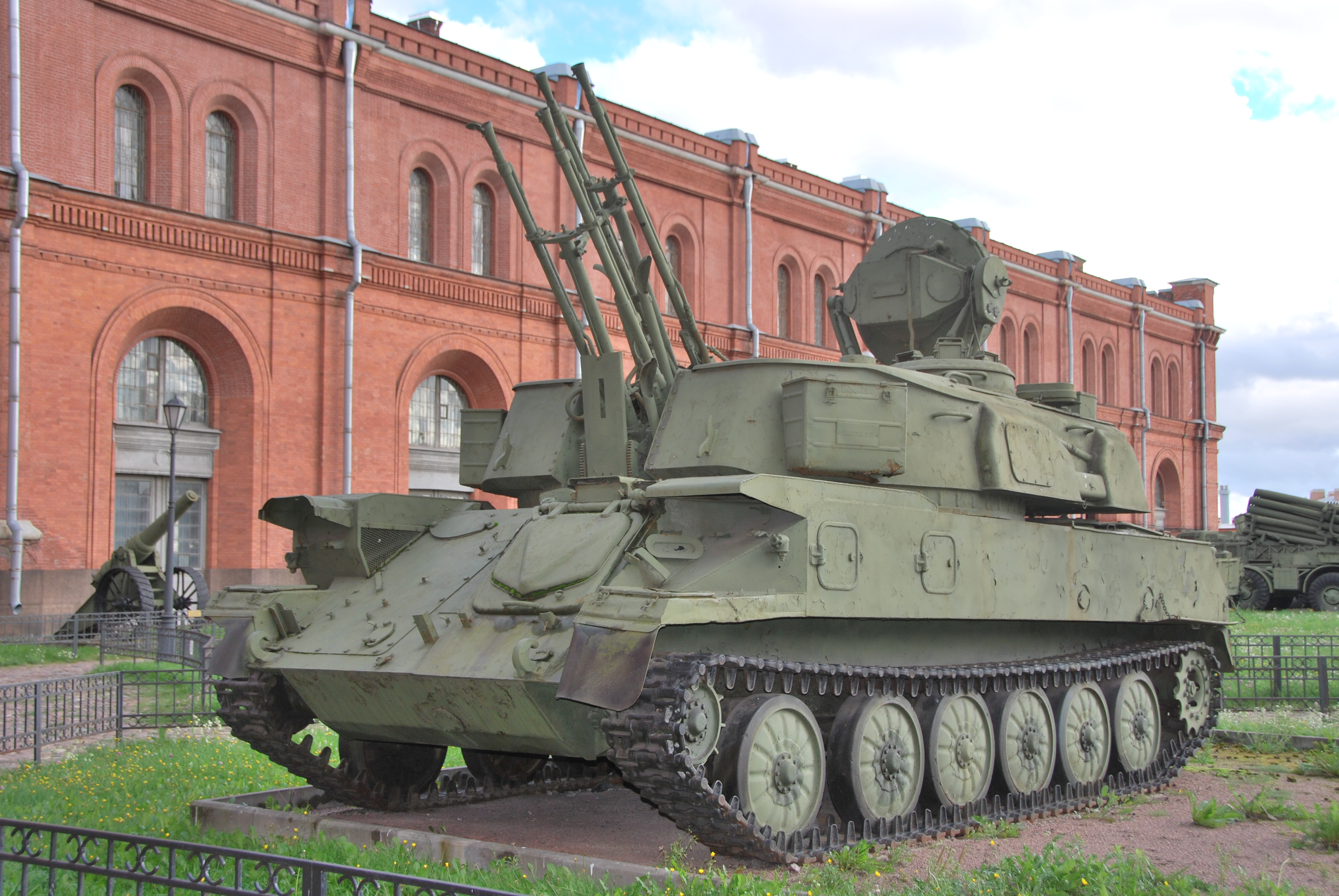
23-mm-Fla-SFL 23-4
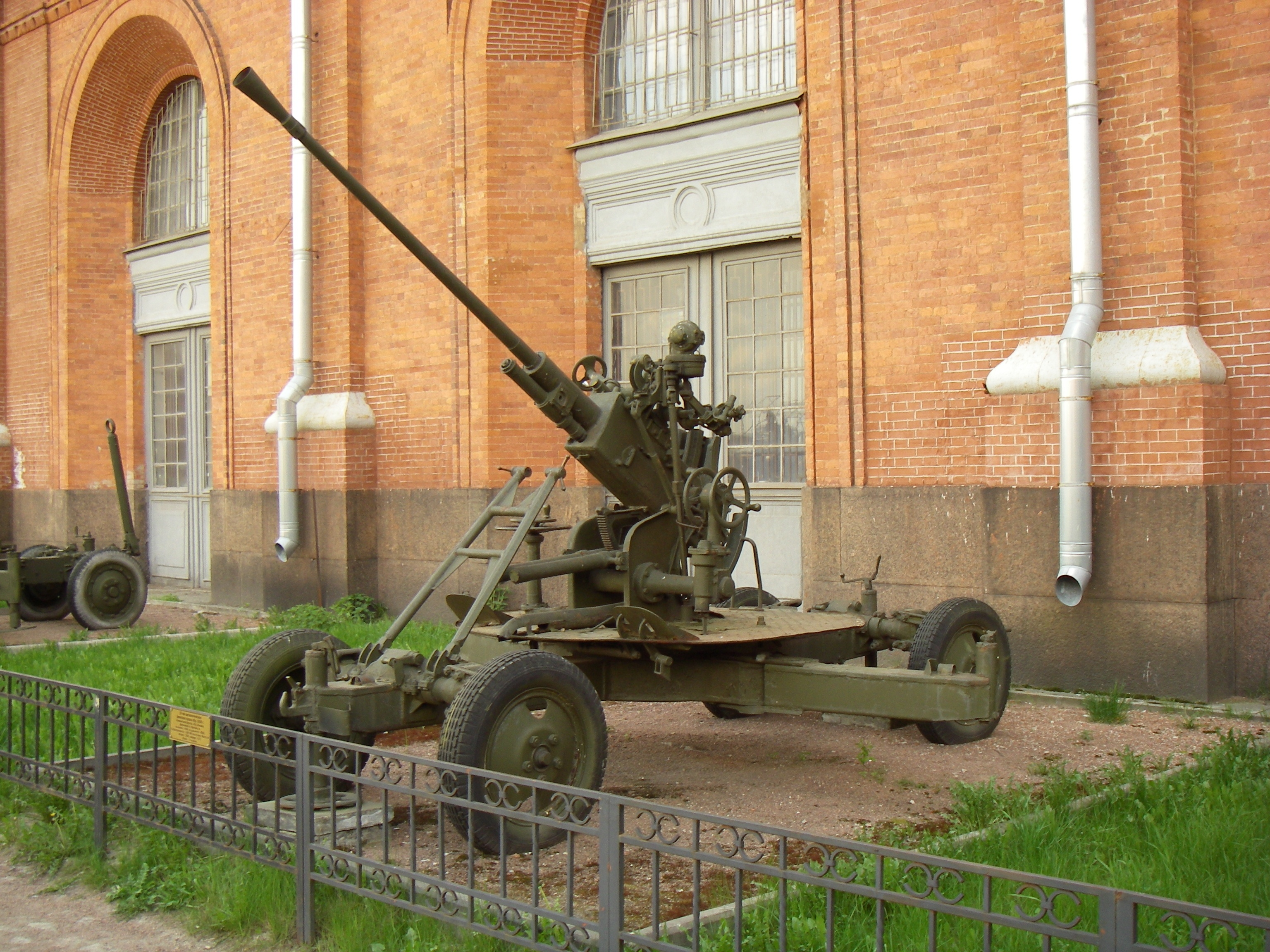
37-mm-Fliegerabwehrkanone 61K Modell 39
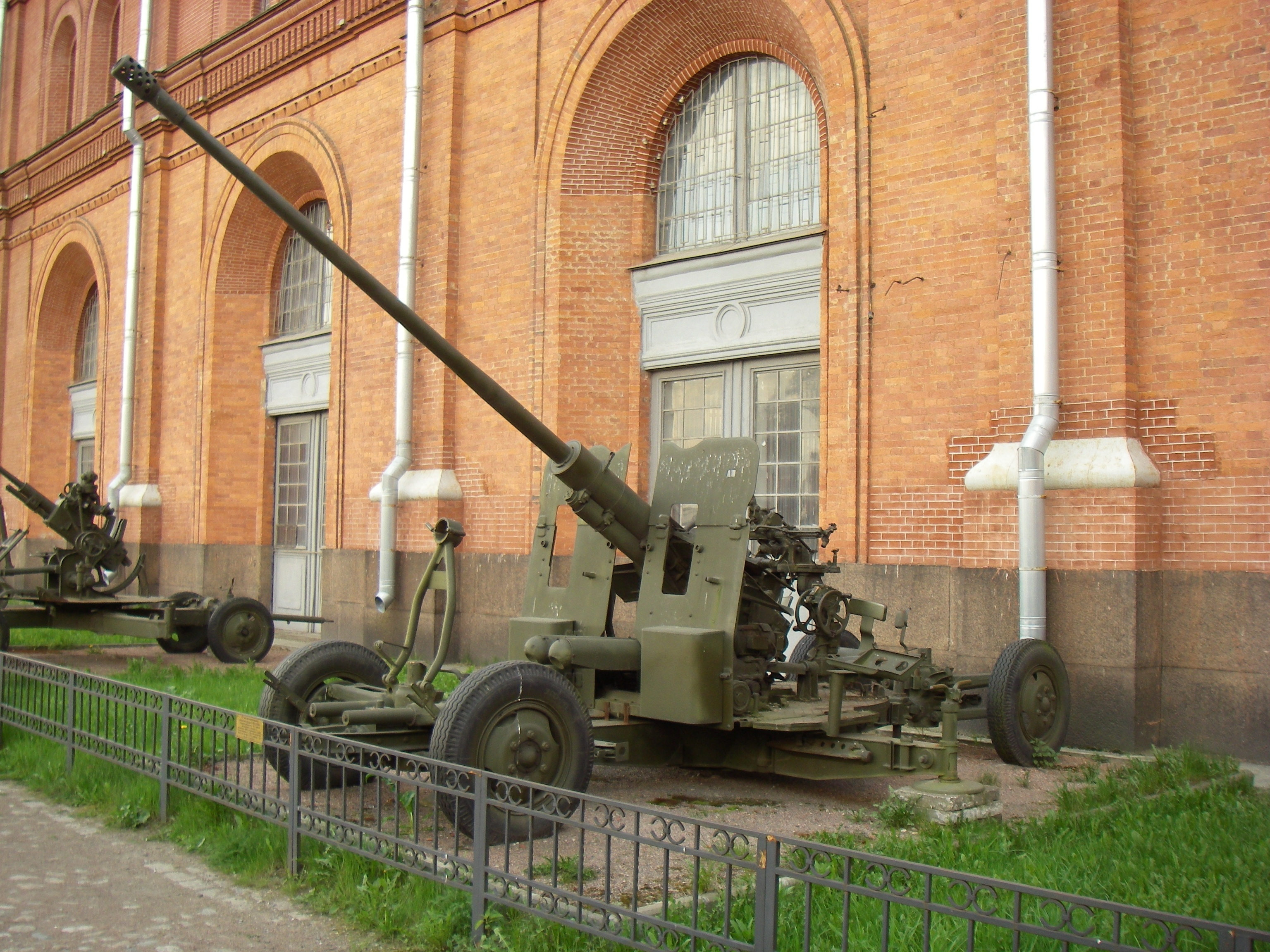
57-mm-Fliegerabwehrkanone S-60
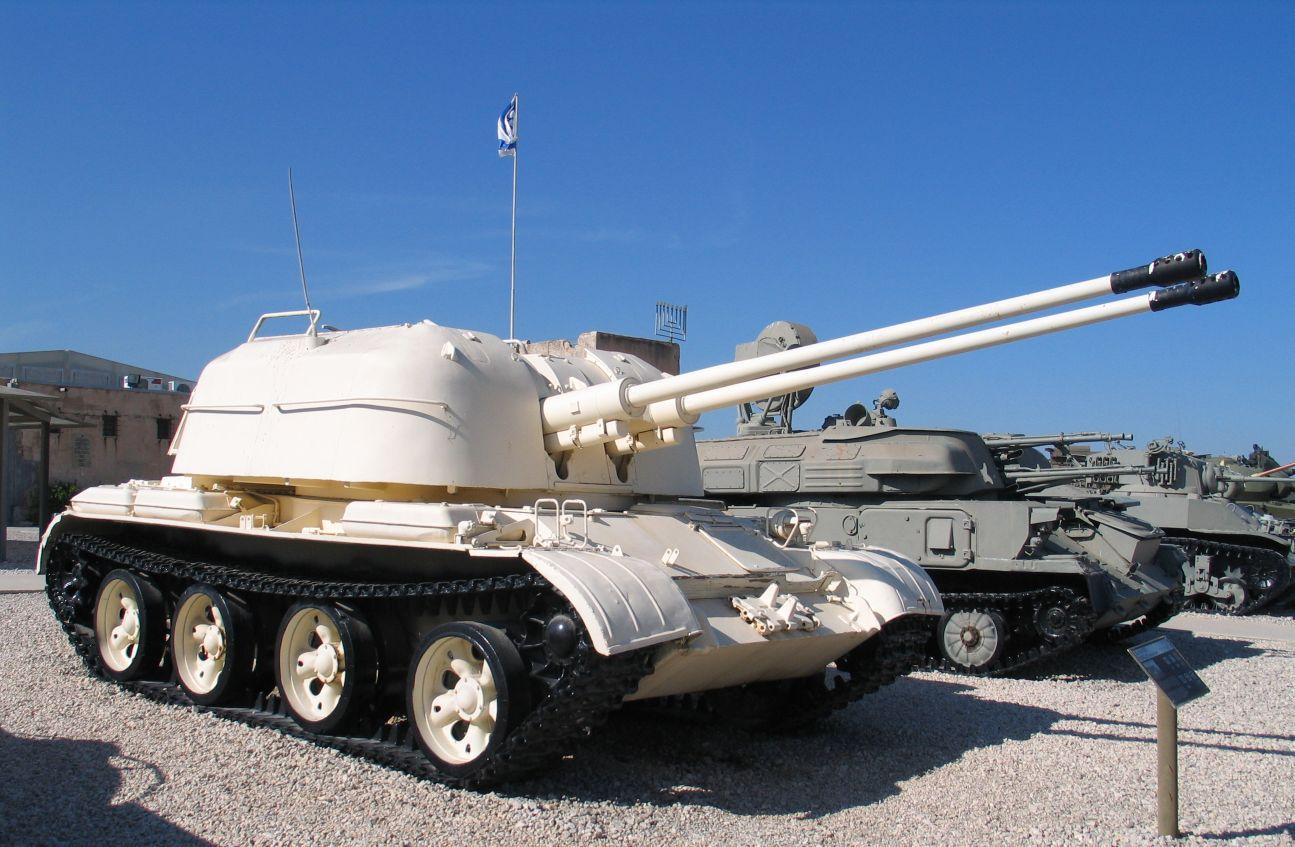
57 mm Fla-SFL 57-2
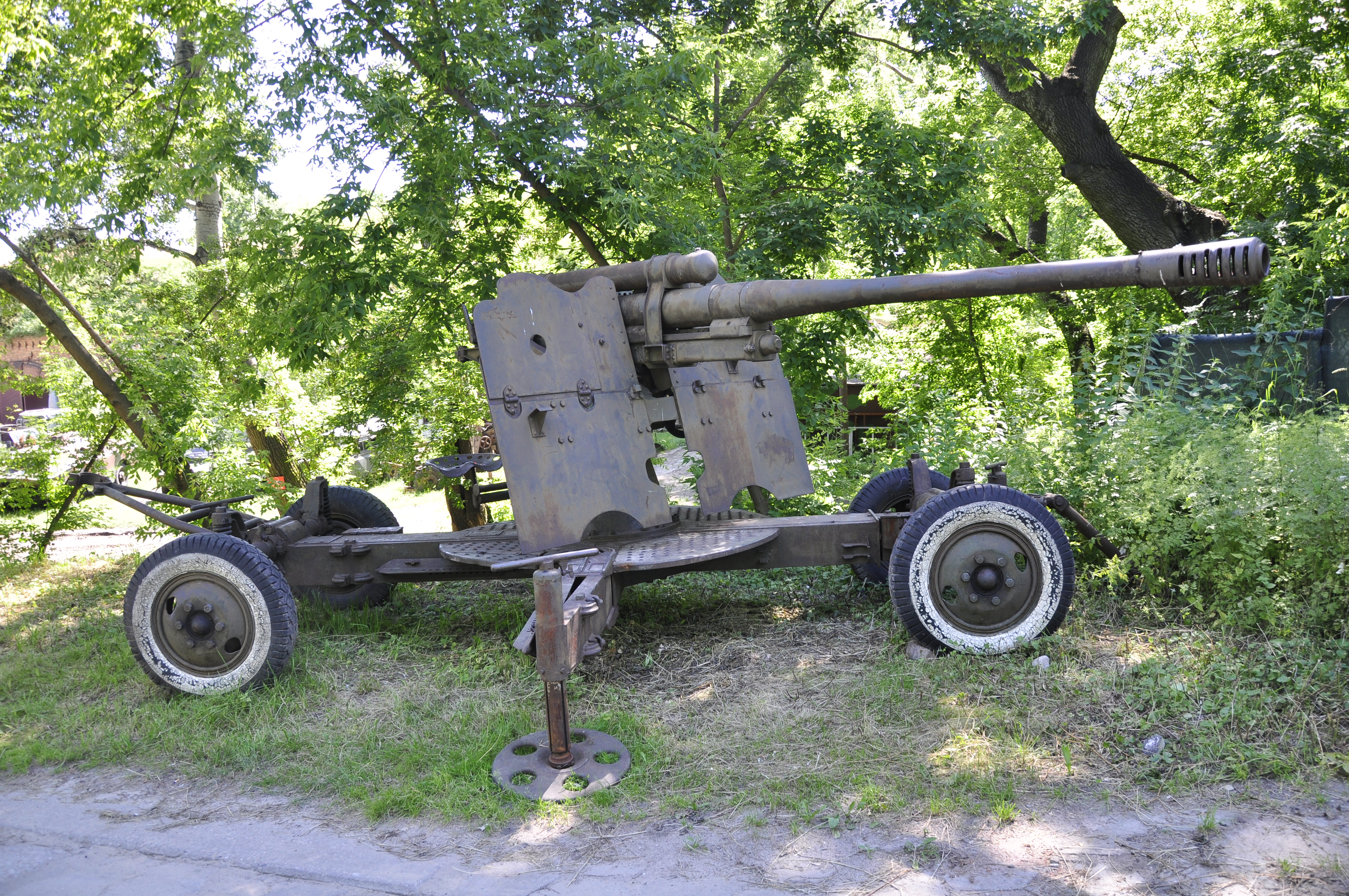
85-mm-Fliegerabwehrkanone KS-12 (52P365)
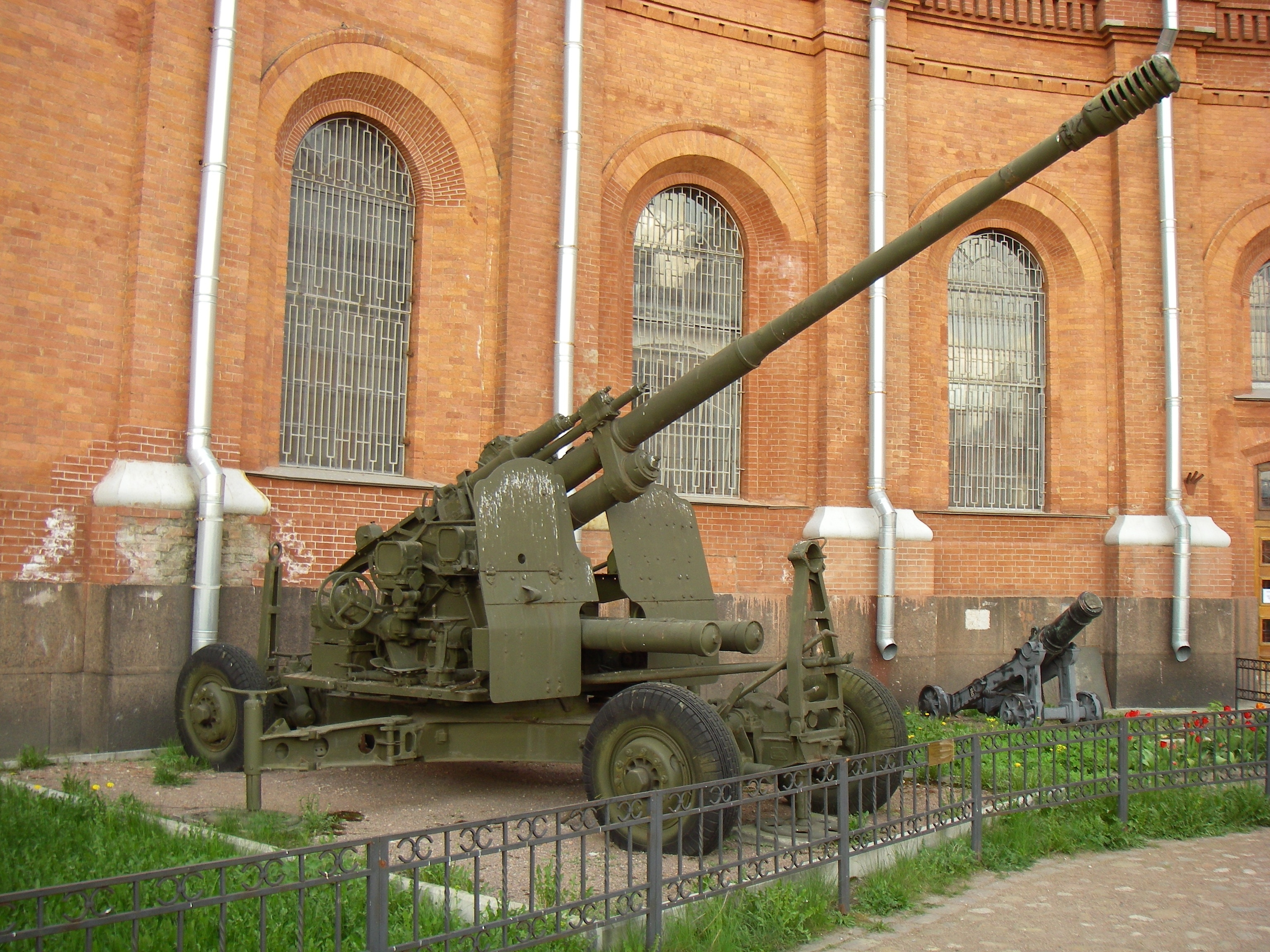
100-mm-Fliegerabwehrkanone KS-19

## Optische und Artillerietechnische Geräte

### Beobachtungsgeräte
| Bezeichnung                          | Einführung | Nutzungsende | Nummer im Nummernverzeichnis des RWD                                                      | Bemerkung                                                                                           |
| ------------------------------------ | ---------- | ------------ | ----------------------------------------------------------------------------------------- | --------------------------------------------------------------------------------------------------- |
| Doppelfernrohr 6x30, 8x30            | ?          | ?            | nicht vergeben                                                                            | |
| Doppelfernrohr 7x50, 10x50           | ?          | ?            | nicht vergeben                                                                            | |
| Doppelfernrohr DF 7x40               | ?          | 1990         | 01 03 00                                                                                  | |
| Einheitsdoppelfernrohr EDF 7x40      | ?          | 1990         | 01 04 00 mit integrierter Strichplattenbeleuchtung 01 05 00 ohne Strichplattenbeleuchtung | |
| Scherenfernrohr SF-14 / SF-54        | ?          | ?            | nicht vergeben                                                                            | |
| Scherenfernrohr 14/Z                 | ?          | ?            | nicht vergeben                                                                            | |
| Artillerie-Periskop AP-1300          | ?          | ?            | nicht vergeben                                                                            | |
| Artillerie-Periskop Tr-8             | ?          | ?            | nicht vergeben                                                                            | |
| Periskop                             | ?          | ?            | nicht vergeben                                                                            | Beobachtungsperiskop                                                                                |
| Grabenspiegel                        | ?          | ?            | nicht vergeben                                                                            | |
| Grabenschere                         | ?          | ?            | nicht vergeben                                                                            | |
| Infrarotaufklärungshilfe „Weimar-3“  | ?          | ?            | nicht vergeben                                                                            | Aufklärungshilfe zur Bestimmung von IR-Scheinwerfern, die den Standpunkt des Beobachters anstrahlen |
| Flakfernrohr TZK                     | ?          | 1990         | 01 22 00                                                                                  | |
| Scherenfernrohr AST                  | ?          | 1990         | 01 30 00                                                                                  | |
| Binokulares Aussichtsfernrohr 80/500 | 1980       | 1990         | 01 23 00                                                                                  | |

### Zielgeräte
| Bezeichnung                   | Einführung | Nutzungsende | Nummer im Nummernverzeichnis des RWD                                                                            | Bemerkung                                                   |
| ----------------------------- | ---------- | ------------ | --- | ----------------------------------------------------------- |
| Zieleinrichtung PP1/PP1-3     | ?          | ?            | nicht vergeben                                                                                                  | Zieleinrichtung für 45-mm-Pak                               |
| Zieleinrichtung PP1-2         | ?          | ?            | nicht vergeben                                                                                                  | Zieleinrichtung für 57-mm-Pak                               |
| Erdzielfernrohr OP-1-14       | ?          | ?            | nicht vergeben                                                                                                  | Erdzielfernrohr für 14,5-mm-Fla-MG Zwilling auf SPW         |
| Zielfernrohr OP 4A-50         | ?          | ?            | nicht vergeben                                                                                                  | Zieleinrichtung für 57-mm-Pak tsch-26 und 57-mm-Kanone K-70 |
| Zielfernrohr PO-1             | ?          | ?            | nicht vergeben                                                                                                  | Zielfernrohr für 85-mm-Flak                                 |
| Rundblickfernrohr 36 (60-00)  | ?          | ?            | nicht vergeben                                                                                                  | Lehrgerät                                                   |
| Rundblickfernrohr „Herz“ PG   | ?          | ?            | nicht vergeben                                                                                                  | Variante für B-Gerät / Variante für SFL                     |
| Richtaufsatz 35               | ?          | ?            | nicht vergeben                                                                                                  | Richtaufsatz für Granatwerfer 34                            |
| Richtaufsatz S71-7            | ?          | ?            | nicht vergeben                                                                                                  | Richtaufsatz für 85-mm-Kanonen D44 (neue Version) und SD-44 |
| Granatwerferaufsatz MP-41     | ?          | ?            | nicht vergeben                                                                                                  |                                                             |
| Granatwerferaufsatz MP-42     | ?          | ?            | nicht vergeben                                                                                                  |                                                             |
| Granatwerferaufsatz MPB-82    | ?          | ?            | nicht vergeben                                                                                                  |                                                             |
| Reflexvisier K10-T            | ?          | ?            | nicht vergeben                                                                                                  | Reflexvisier für das schwere Maschinengewehr DshKM          |
| Zielfernrohr PGO-9            | ?          | 1990         | 20 04 20 | optisches Visier für die schwere Panzerbüchse SPG-9         |
| Zielfernrohr OP1-7            | ?          | 1990         | 20 04 20 | optisches Visier für die Kanone D-44                        |
| Zielfernrohr OP2-4            | ?          | 1990         | ? |                                                             |
| Zielfernrohr OP2-4            | ?          | 1990         | 20 06 20 | optisches Visier für die Kanone D-44                        |
| Zielfernrohr OP4-35           | ?          | 1990         | 20 13 20 | optisches Visier für die Kanone M-46                        |
| Zielfernrohr OP4M-40          | ?          | 1990         | 20 10 20 OP4M-40 20 11 20 OP4M-40U                                                                              | optisches Visier für die Kanone M-12/MT-12                  |
| Rundblickfernrohr PG-1 (M)    | ?          | 1990         | 20 16 30 |                                                             |
| Rundblickfernrohr PG-2        | ?          | 1990         | 20 31 30 | für 122-mm-Sfl 2S1                                          |
| Rundblickfernrohr PG-4        | ?          | 1990         | 20 35 30 | für 152-mm-Sfl 2S3                                          |
| Kollimator K-1                | ?          | 1990         | 20 31 70 für 2S1 20 35 70 für 2S3 20 16 30 allgemein                                                            |                                                             |
| Richtaufsatz MPM-44 / MPM-44M | ?          | 1990         | 20 43 10 für 82-mm-Granatwerfer 37/41 20 45 10 für 120-mm-Granatwerfer 43 20 46 10 für 120-mm-Granatwerfer 2B11 | Zieleinrichtung für Granatwerfer                            |
| Richtaufsatz PAG-17 (10P78)   | ?          | 1990         | 20 41 20 | Zieleinrichtung für Granatwerfer AGS-17                     |
| Richtaufsatz PGOK-9 (10P35)   | ?          | 1990         | 20 03 20 für SPG-9D 20 05 20 für SPG-9DMN-1                                                                     | Zieloptik der schweren Panzerbüchse SPG-9D                  |

### Nachtsichtgeräte
| Bezeichnung                         | Einführung | Nutzungsende | Nummer im Nummernverzeichnis des RWD         | Bemerkung                                                |
| ----------------------------------- | ---------- | ------------ | -------------------------------------------- | -------------------------------------------------------- |
| Nachtsichtgerät NSPU                | ?          | 1990         | 14 02 00                                     | Nachtzielfernrohr für Handfeuerwaffen                    |
| Nachtsichtgerät NNP-21 (1PN32)      | ?          | 1990         | 02 20 00                                     |                                                          |
| Nacht-Doppelfernrohr 1PN33B         | ?          | 1990         | 02 01 00                                     |                                                          |
| Nachtsichtgerät PNW-57              | ?          | 1990         | 02 07 00                                     | Nachtsichtgerät für Fahrer von Kfz                       |
| Nachtsichtgerät NSP-2               | ?          | 1990         | 11 07 80                                     | Nachtzielfernrohr für Handfeuerwaffen                    |
| Nachtsichtgerät NSP-3 (1PN27/1PN28) | ?          | 1990         | ?                                            | Nachtzielfernrohr für Handfeuerwaffen                    |
| Nachtsichtgerät PPN-2               | ?          | 1990         | ?                                            | Nachtzielfernrohr für Maschinengewehre                   |
| Nachtsichtgerät PGN-9 / 9M          | ?          | 1990         | 20 04 80 für SPG-9MN1 20 05 80 für SPG-9DMN1 | Nachtsichtgerät für Panzerbüchse SPG-9MN1 bzw. SPG-9DMN1 |
| Artillerie-Nachtsichtgerät APN 3-7  | ?          | 1990         | 20 07 80                                     | für Kanone D-44                                          |
| Nachtsichtgerät APN 5-40            | ?          | 1990         | 20 10 80                                     | für Panzerabwehrkanone T-12/MT-12                        |
| Nachtsichtgerät APN 6-40 (1PN35)    | ?          | 1990         | 20 11 80                                     | für Panzerabwehrkanone T-12/MT-12                        |
| Infrarotanzeiger                    | ?          | 1990         | 02 09 00                                     |                                                          |

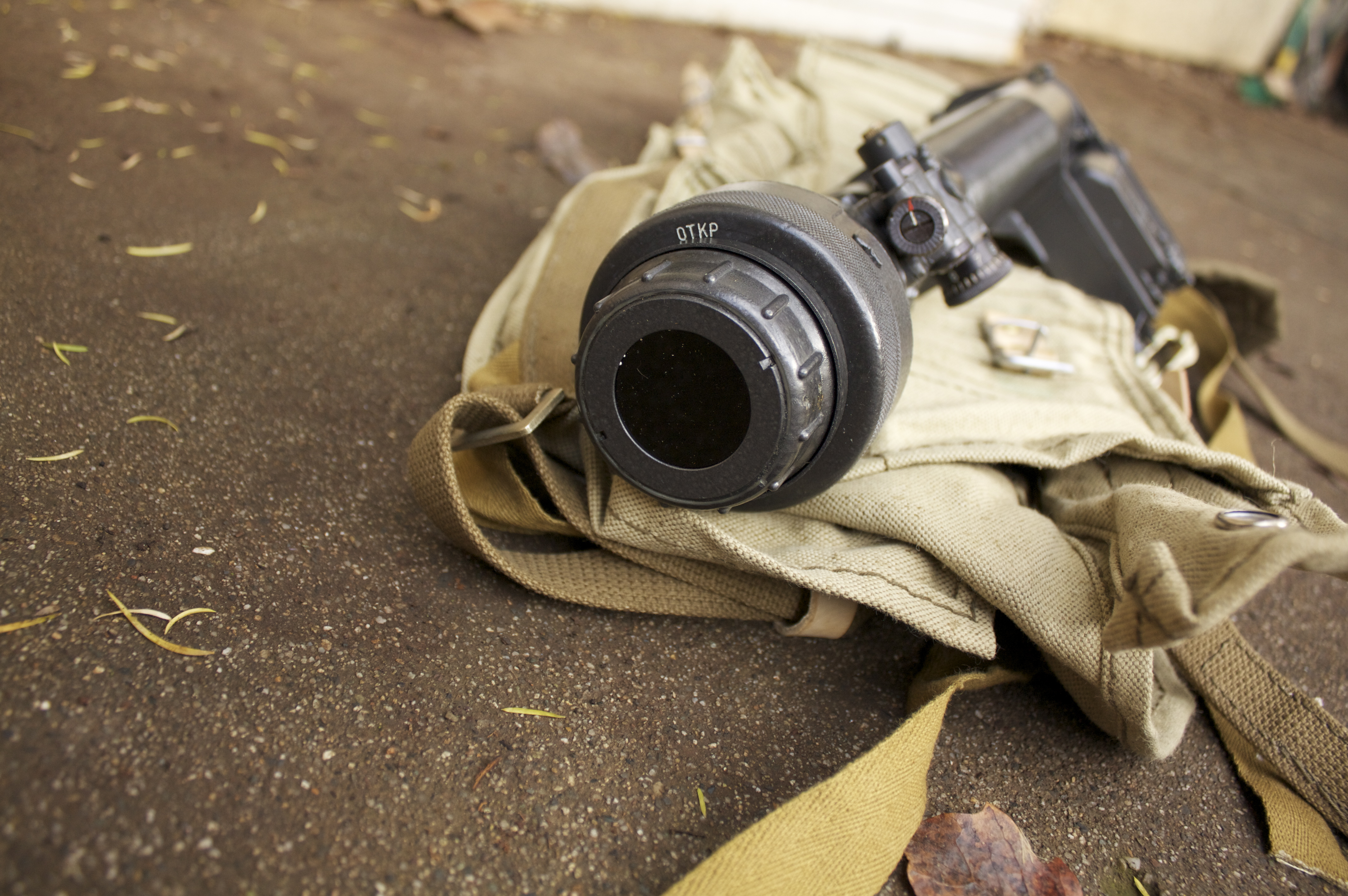
Nachtsichtgerät NSPU

### Entfernungsmessgeräte
| Bezeichnung                                 | Einführung | Nutzungsende | Nummer im Nummernverzeichnis des RWD | Bemerkung                         |
| ------------------------------------------- | ---------- | ------------ | ------------------------------------ | --------------------------------- |
| Entfernungsmesser DS-2                      | ?          | ?            | nicht vergeben                       | Basis 2 m                         |
| Entfernungsmesser, 1-m-Basis (Raumbild) FPM | ?          | ?            | nicht vergeben                       | Basis 1 m                         |
| Entfernungsmesser, 1-m-Basis SD             | ?          | ?            | nicht vergeben                       | Basis 1 m                         |
| Entfernungsmessgerät 3m D-49                | ?          | ?            | nicht vergeben                       | Basis 3 m, für Kommandogerät 6    |
| Entfernungsmessgerät 3m DJa-6               | ?          | ?            | nicht vergeben                       | Basis 3 m, für Kommandogerät E2BD |

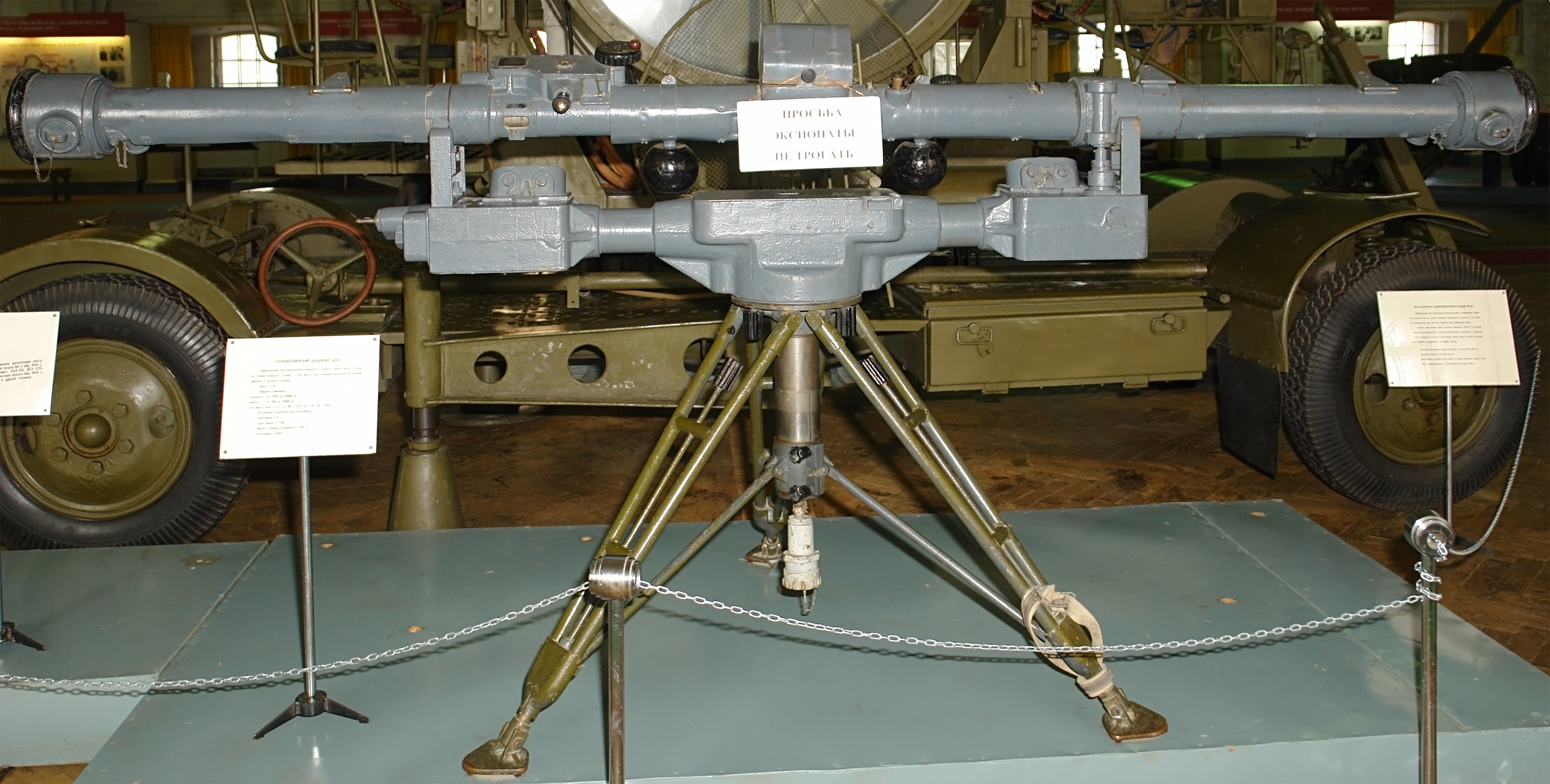
Entfernungsmessgerät 3m DJa-6

### Richtkreise und Theodolite, Vermessungsgeräte
| Bezeichnung                                 | Einführung | Nutzungsende | Nummer im Nummernverzeichnis des RWD                                             | Bemerkung                                                                                           |
| ------------------------------------------- | ---------- | ------------ | -------------------------------------------------------------------------------- | --------------------------------------------------------------------------------------------------- |
| Richtkreis R1                               | ?          | ?            | nicht vergeben                                                                   | |
| Richtkreis 31                               | ?          | ?            | nicht vergeben                                                                   | Lehrgerät                                                                                           |
| Richtkreis 40                               | ?          | ?            | nicht vergeben                                                                   | Lehrgerät                                                                                           |
| Monokularer Richtkreis BMT                  | ?          | ?            | nicht vergeben                                                                   | |
| Aufklärungstheodolit AT-2 (RT-2)            | ?          | ?            | nicht vergeben                                                                   | |
| Theodolit Th-3                              | ?          | ?            | nicht vergeben                                                                   | |
| Richtkreis PAB-2                            | ?          | 1990         | 03 03 00                                                                         | |
| Entfernungsmeßgerät EM-61                   | ?          | 1990         | 03 10 00 EM-61 für Artillerieeinheiten 03 09 00 EM-61P für Panzerjägerartillerie | |
| Entfernungsmeßgerät ZDN                     | ?          | 1990         | 03 12 00                                                                         | |
| Entfernungsmeßgerät OEM-2                   | ?          | 1990         | 03 16 00                                                                         | Einsatz in Artillerie-Beobachtungsstellen                                                           |
| Vermessungseinrichtung 1T121-1              | ?          | 1990         | 09 01 40                                                                         | automatische Ermittlung der laufenden Koordinaten des sich bewegenden Fahrzeuges                    |
| Entfernungsmessgerät DST-451 (Index DSP-30) | ?          | 1990         | 03 14 00 03 15 00                                                                | Basis 30 cm                                                                                         |
| Entfernungsmessaufsatz DDI                  | ?          | 1990         | 03 17 00                                                                         | gehört zum Bestand des Richtkreises PAB-2M                                                          |
| Entfernungsmessaufsatz DDI-3 (1T21)         | ?          | 1990         | 03 18 00                                                                         | gehört zum Bestand des Richtkreises PAB-2M                                                          |
| Entfernungsmessgerät DS-1 (10D1)            | ?          | 1990         | 03 21 00                                                                         | |
| Laserentfernungsmesser DKRM-1 (1D8)         | ?          | 1990         | 09 02 10                                                                         | |
| Laserentfernungsmesser DAK-2M (1D11)        | ?          | 1990         | 09 03 10 DAK-2M-2 09 03 20 DAK-2M-2                                              | |
| Laseraufklärungsgerät LPR-1 (1D13)          | ?          | 1990         | 03 22 00                                                                         | |
| Vermessungsfahrzeug GAZ-69T                 | ?          | ?            | nicht vergeben                                                                   | |
| Vermessungsfahrzeug GAZ-69TM/TMG            | ?          | 1990         | 03 60 00 GAZ-69 TM 03 61 00 GAZ-69 TMG                                           | |
| Vermessungsfahrzeug GAZ-69TMG2              | ?          | 1990         | 03 62 00                                                                         | |
| Vermessungsfahrzeug GAZ-66T                 | ?          | 1990         | 03 63 00                                                                         | |
| Vermessungsfahrzeug UAZ-452T / T-2          | ?          | 1990         | 03 64 00 UAZ-452T 03 65 00 UAZ-452T-2                                            | |
| Kreiselkompass AG                           | ?          | 1990         | 03 61 10                                                                         | |
| Kreiselkompass 1G5                          | ?          | 1990         | 03 61 10                                                                         | |
| Kreiselkompass 1G9                          | ?          | 1990         | 03 64 10                                                                         | |
| Kreiselkompass 1G17                         | ?          | 1990         | 03 65 10                                                                         | |
| Kreiselkompass 1G25 / 1G25-1                | ?          | 1990         | 09 01 50                                                                         | |
| Entfernungsmeßlatte                         | ?          | 1990         | 03 28 00                                                                         | |
| Artillerie-Ballistische Station ABS         | ?          | 1990         | 03 70 00                                                                         | Bestimmung der Abweichung der Anfangsgeschwindigkeit beim Schießen von Geschützen und Granatwerfern |

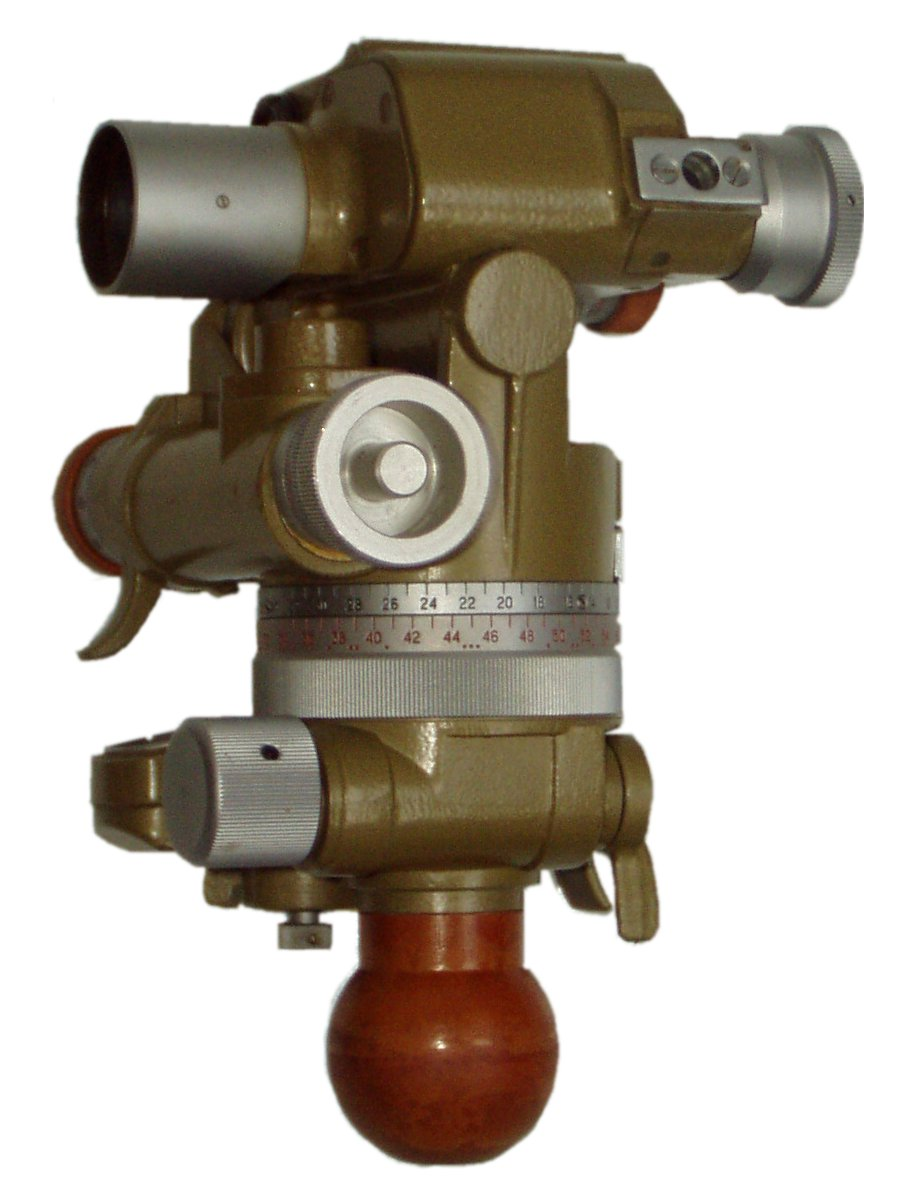
Richtkreis PAB-2A

### Schallmess-Stationen
| Bezeichnung                                   | Einführung | Nutzungsende | GRAU-Index | Nummer im Nummernverzeichnis des RWD | Bemerkung |
| --------------------------------------------- | ---------- | ------------ | ---------- | ------------------------------------ | --------- |
| Schallmessstation 36                          | ?          | ?            |            | nicht vergeben                       |           |
| Schallmeßstation STschS-6M (SM-6M)            | ?          | 1990         |            | 04 02 00                             |           |
| Automatisierter Schallmeßkomplex AZK-5 (1B17) | ?          | 1990         | 1Б17       | 04 05 00                             |           |
| Schallmeßkomplex BPZK-1B19                    | ?          | 1990         | 1Б19       | 04 03 00                             |           |
| Schallmessauswertefahrzeug                    | ?          | 1990         |            | 04 04 00                             |           |

### Meteorologische Geräte

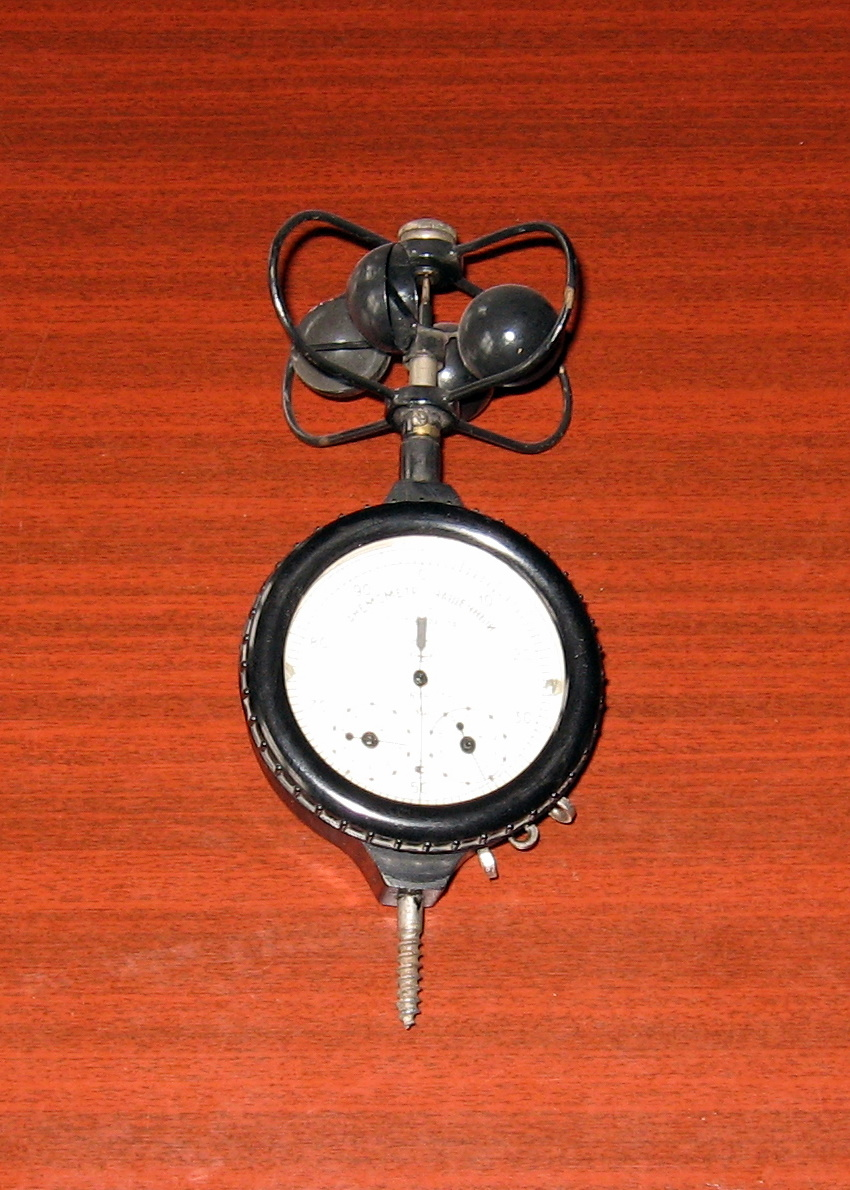
Windmesser FUS

| Bezeichnung                            | Einführung | Nutzungsende | GRAU-Index | Nummer im Nummernverzeichnis des RWD | Bemerkung |
| -------------------------------------- | ---------- | ------------ | ---------- | ------------------------------------ | --------- |
| Windmesser FUS                         | ?          | ?            |            | nicht vergeben                       |           |
| Schleuderthermometer                   | ?          | ?            |            | nicht vergeben                       |           |
| Pulverthermometer                      | ?          | 1990         |            | 06 20 00                             |           |
| Artilleriemeteorologische Station ARMS | ?          | 1990         |            | 06 30 00                             |           |
| Wingewehr WR-2                         | ?          | 1990         |            | 06 31 04                             |           |

- Windmesser FUS

### Messgeräte
| Bezeichnung                          | Einführung | Nutzungsende | Nummer im Nummernverzeichnis des RWD | Bemerkung                                      |
| ------------------------------------ | ---------- | ------------ | ------------------------------------ | ---------------------------------------------- |
| Winkelmessquadrant                   | ?          | ?            |                                      |                                                |
| Libellenquadrant                     | ?          | ?            |                                      |                                                |
| Granatwerferaufsatz Libellenquadrant | ?          | ?            |                                      | Nutzung für die Ausbildung am Lehrgranatwerfer |
| Kontrolllibelle                      | ?          | ?            |                                      |                                                |

### Sonstige Geräte
| Bezeichnung                           | Einführung | Nutzungsende | GRAU-Index | Nummer im Nummernverzeichnis des RWD | Bemerkung                                                                                        |
| ------------------------------------- | ---------- | ------------ | ---------- | ------------------------------------ | ------------------------------------------------------------------------------------------------ |
| Dienstuhr                             | ?          | ?            |            | nicht vergeben                       |                                                                                                  |
| Kommandosprechanlage KSA-59           | ?          | ?            |            | nicht vergeben                       | drahtgebundene Fernsprechverbindung in Artillerie- und Flak-Artillerie-Einheiten                 |
| Kommandeursfernbedienungsgerät KFG-60 | ?          | ?            |            | nicht vergeben                       | gleichzeitige Fernbedienung von mehreren Funk- / Richtfunkstellen                                |
| Nachtbeleuchtungsgerät Lutsch-1       | ?          | ?            |            | nicht vergeben                       | Beleuchtung der Skala des Zielfernrohr und der Entfernungsskala der Richtaufsätze der 57-mm-Flak |
| Nachtbeleuchtungsgerät Swet-1         | ?          | ?            |            | nicht vergeben                       | Beleuchtung der Skala des Zielfernrohr und der Entfernungsskala der Richtaufsätze der 37-mm-Flak |
| Mehrzweckleuchte ZW-59                | ?          | 1990         |            |                                      |                                                                                                  |
| Einfachladegerät ZWL-1/59             | ?          | ?            |            | nicht vergeben                       | Aufladen einer Mehrzweckleuchte ZW-59                                                            |
| Vierfachladegerät ZWL-4/59            | ?          | 1990         |            | 07 52 00                             | Aufladen von bis zu vier Mehrzweckleuchten ZW-59                                                 |

## Schützenwaffen

### Pistolen
| Bezeichnung                  | Einführung | Nutzungsende | Nummer im Nummernverzeichnis des RWD | Bemerkung                     |
| ---------------------------- | ---------- | ------------ | ------------------------------------ | ----------------------------- |
| 7,62-mm-Pistole Walther PP   | ?          | ?            | nicht vergeben                       | auch als Pistole A bezeichnet |
| 7,65 mm Pistole Walther PPK  | ?          | ?            | nicht vergeben                       | auch als Pistole A bezeichnet |
| 6,35-mm-Pistole CZ           | ?          | 1990         | 10 01 00                             |                               |
| 6,35-mm-Pistole CZ „Duo“     | ?          | 1990         | 10 03 00                             |                               |
| 7,62-mm-Pistole TT 33        | ?          | ?            | 10 05 00                             |                               |
| 9-mm-Pistole M               | ?          | 1990         | 10 15 00                             |                               |
| 26 mm Leuchtpistole LP I     | ?          | ?            | 10 30 00                             |                               |
| 26 mm Leuchtpistole LP II    | ?          | ?            | 10 32 00                             |                               |
| 26 mm Leuchtpistole 44 SPSch | ?          | ?            | 10 31 00                             |                               |

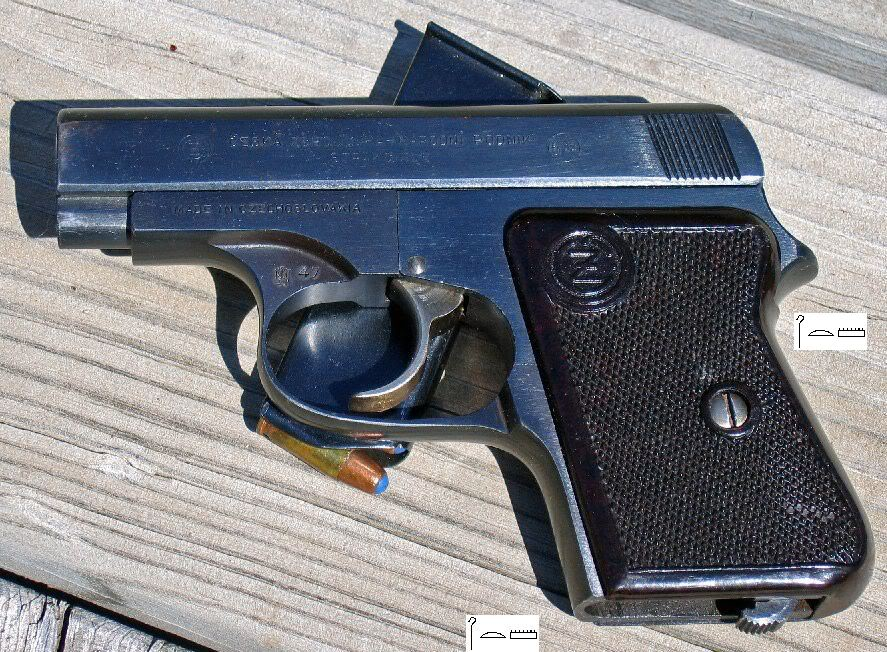
6,35-mm-Pistole CZ
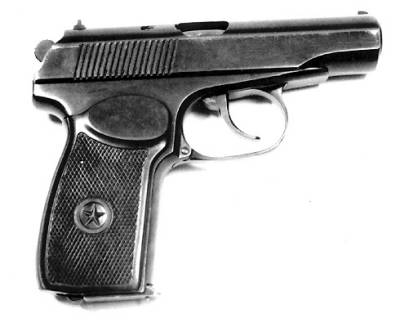
9-mm-Pistole M

### Maschinenpistolen
| Bezeichnung                            | Einführung | Nutzungsende | Nummer im Nummernverzeichnis des RWD      | Bemerkung |
| -------------------------------------- | ---------- | ------------ | ----------------------------------------- | --------- |
| Maschinenpistole MPi 41 (PPsch-41)     | ?          | ?            | nicht vergeben                            |           |
| Maschinenpistole PM-63                 | ?          | ?            | nicht vergeben                            |           |
| 7,62 mm Maschinenpistole K             | ?          | 1990         | 11 02 00 11 03 00 mit Halterung für NSP-2 |           |
| 7,62 mm Maschinenpistole KM            | ?          | 1990         | 11 04 00 11 07 00 mit Halterung für NSP-2 |           |
| 7,62 mm Maschinenpistole KmS           | ?          | 1990         | 11 06 00                                  |           |
| 7,62 mm Maschinenpistole KMS-72        | ?          | 1990         | 11 08 00                                  |           |
| 5,45 mm Maschinenpistole AK-74         | ?          | 1990         | 11 21 00                                  |           |
| 5,45 mm Maschinenpistole AKS-74        | ?          | 1990         | 11 20 00                                  |           |
| 5,45 mm Maschinenpistole AKS-74K       | ?          | 1990         | 11 30 00                                  |           |
| 7,65 mm Maschinenpistole 61 „Skorpion“ | ?          | 1990         | 11 10 00                                  |           |

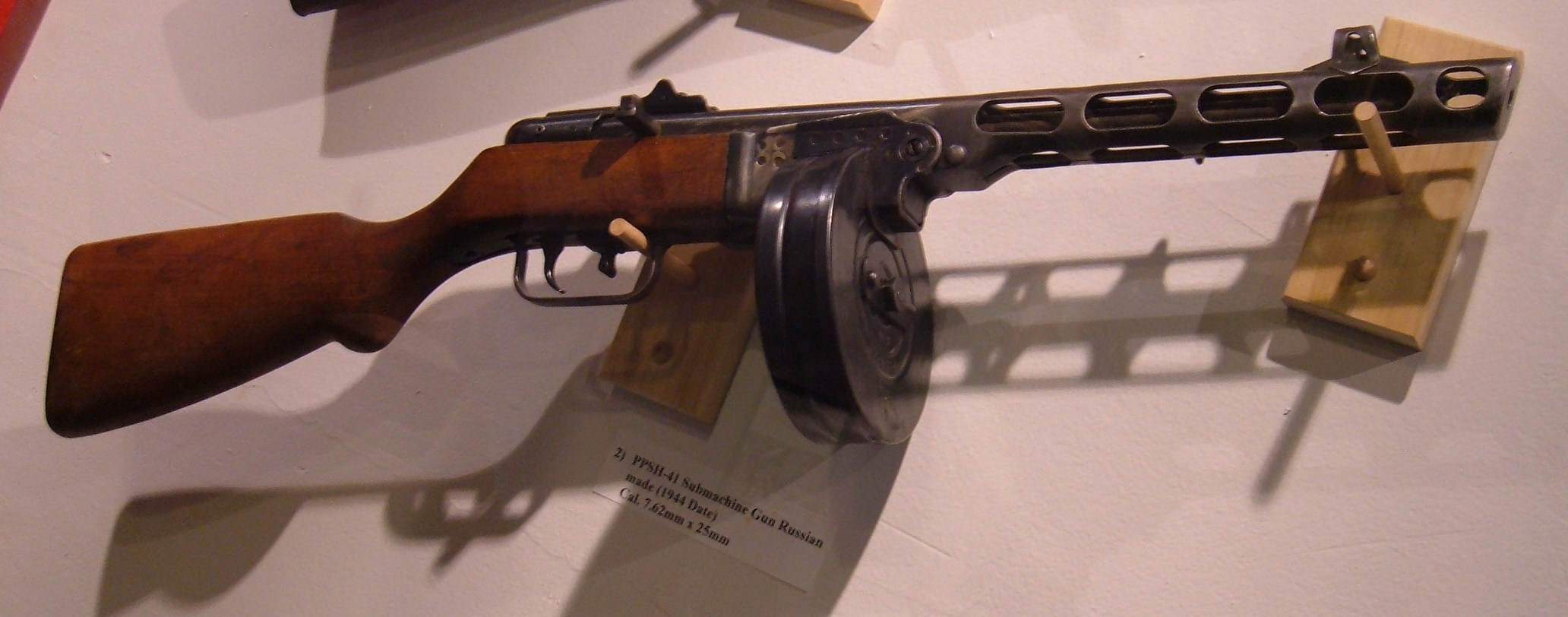
Maschinenpistole MPi 41
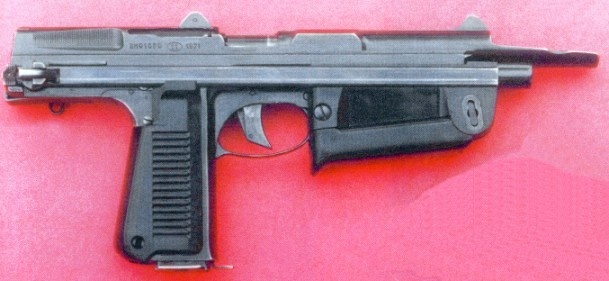
Maschinenpistole PM-63
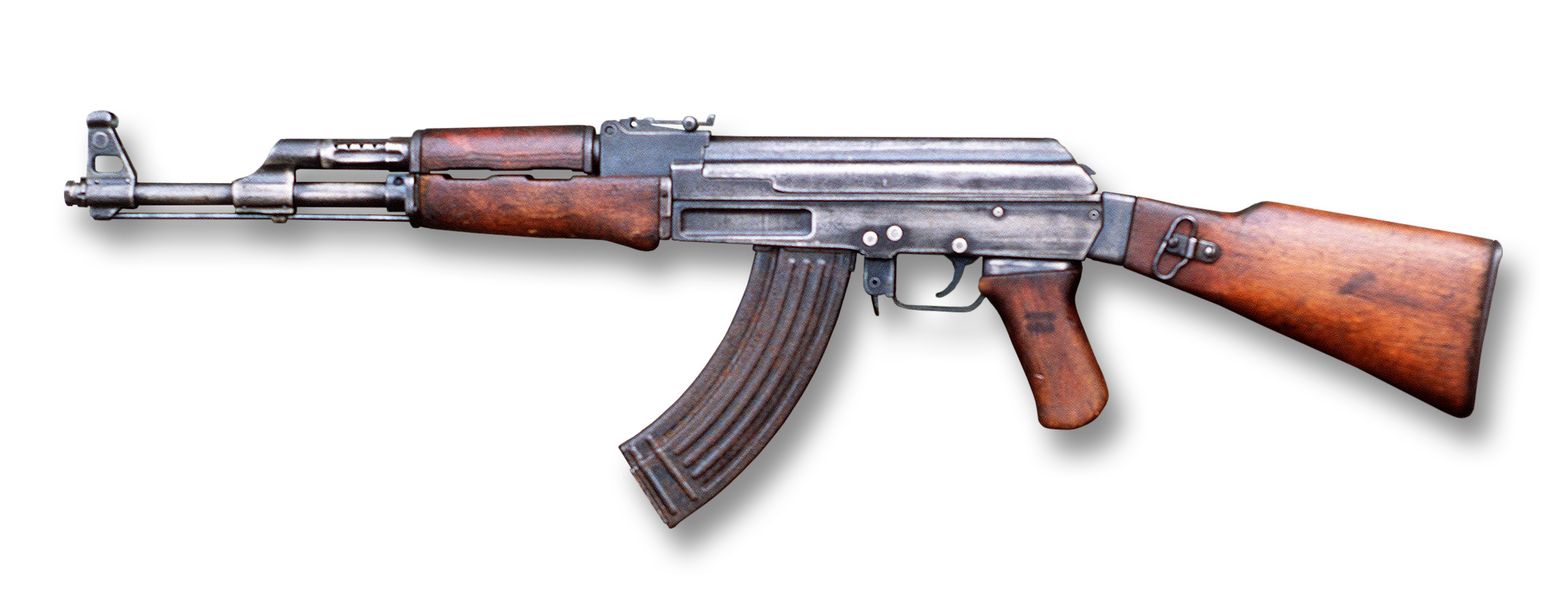
7,62 mm Maschinenpistole K
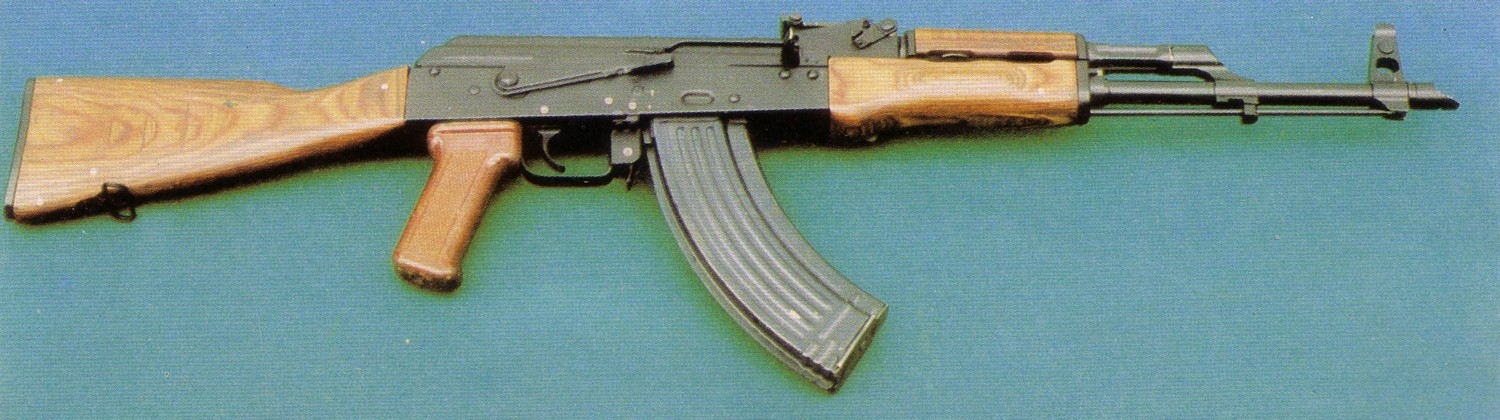
7,62 mm Maschinenpistole KM
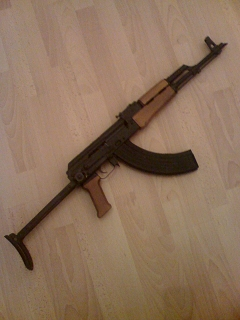
7,62 mm Maschinenpistole KmS
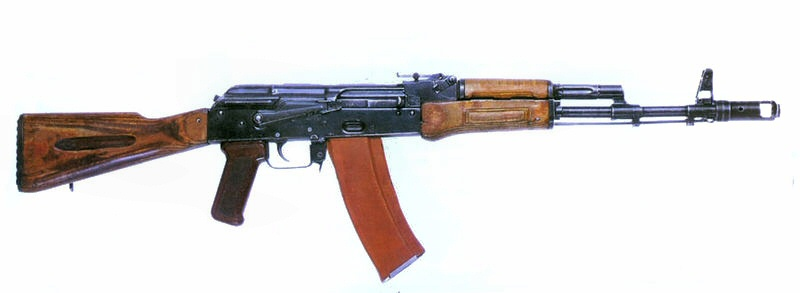
5,45 mm Maschinenpistole AK-74
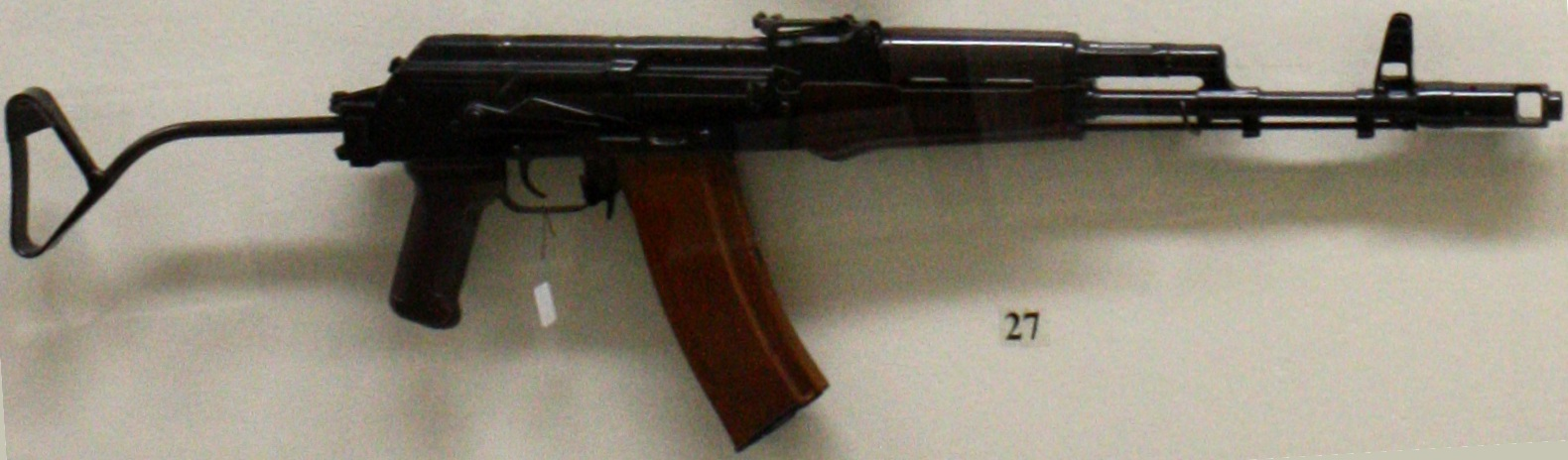
5,45 mm Maschinenpistole AKS-74
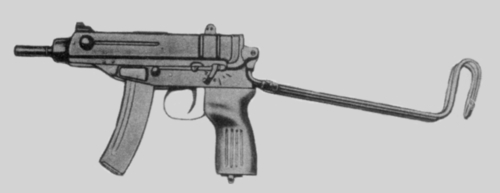
7,65 mm Maschinenpistole 61 „Skorpion“

### Gewehre
| Bezeichnung                               | Einführung | Nutzungsende | Nummer im Nummernverzeichnis des RWD | Bemerkung |
| ----------------------------------------- | ---------- | ------------ | ------------------------------------ | --------- |
| Karabiner 38                              | ?          | ?            | 12 01 00                             |           |
| Karabiner 44                              | ?          | ?            | 12 02 00                             |           |
| Karabiner 98k                             | ?          | ?            | 12 03 00                             |           |
| Scharfschützengewehr 91/30                | ?          | ?            |                                      |           |
| 7,62 mm Karabiner S                       | ?          | 1990         | 12 04 00                             |           |
| 7,62 mm Scharfschützengewehr D (Dragunow) | ?          | 1990         | 12 09 00                             |           |

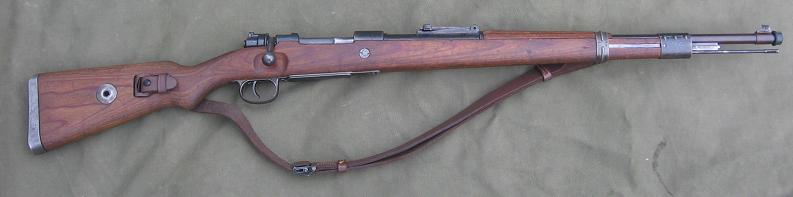
Karabiner 98k
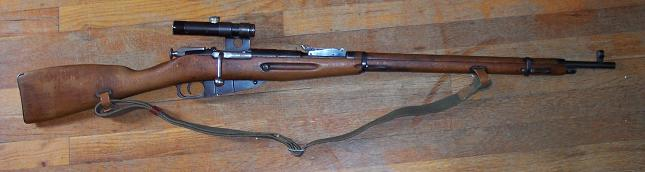
Scharfschützengewehr 91/30
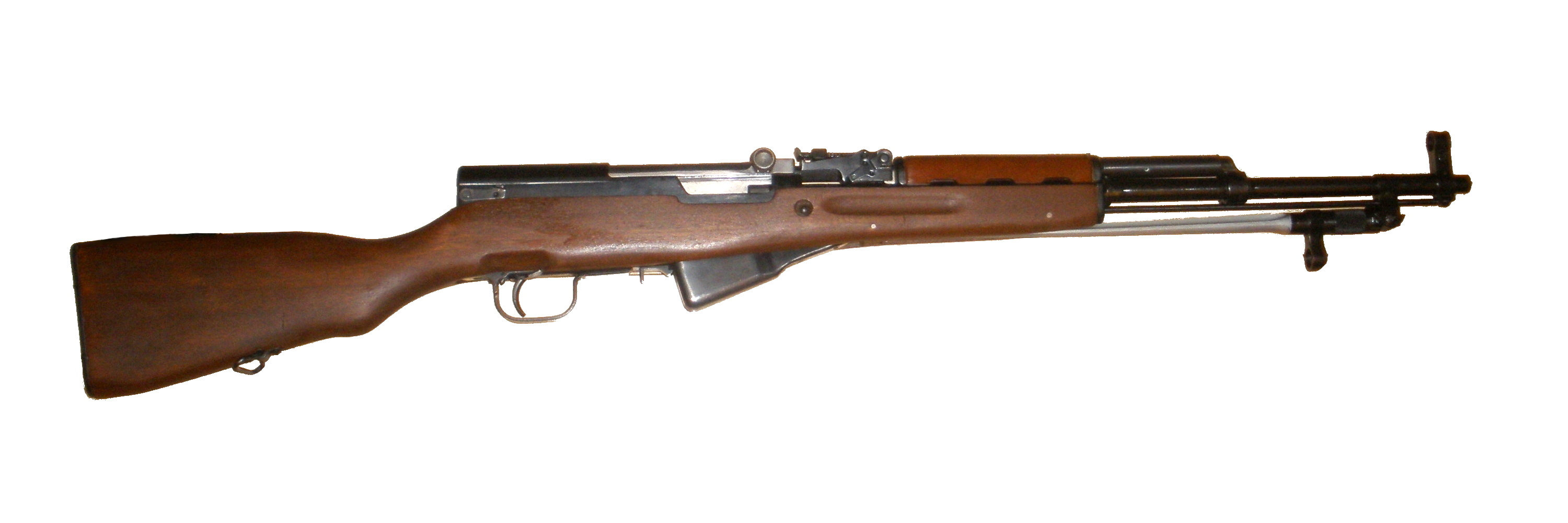
7,62 mm Karabiner S
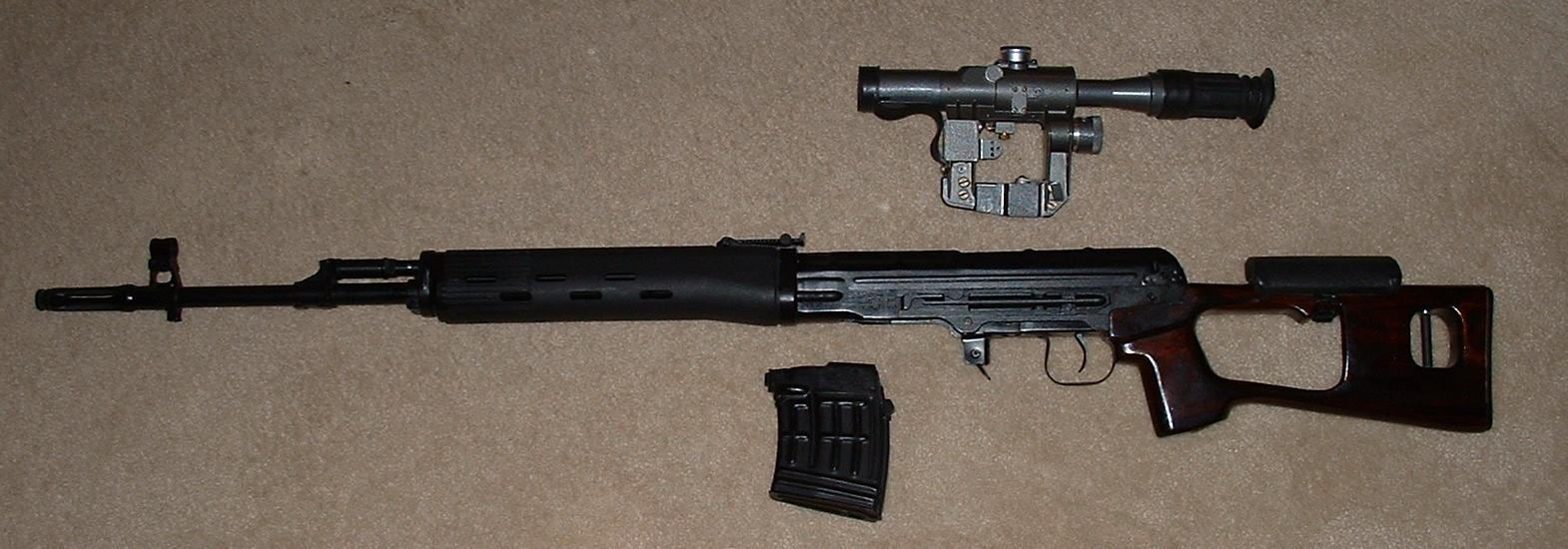
7,62 mm Scharfschützengewehr D

### Maschinengewehre
| Bezeichnung                                                    | Einführung | Nutzungsende | Nummer im Nummernverzeichnis des RWD                                                                                     | Bemerkung                                                                   |
| -------------------------------------------------------------- | ---------- | ------------ | --- | --------------------------------------------------------------------------- |
| leichtes Maschinengewehr DP                                    | ?          | ?            | |                                                                             |
| Kompanie-Maschinengewehr RP46                                  | ?          | ?            | |                                                                             |
| schweres Maschinengewehr 7,62 mm, Modell 1943 (SG 43 Gorjunow) | ?          | ?            | |                                                                             |
| 5,45 mm leichtes Maschinengewehr KN 500                        | 1990       | 1990         | 13 01 00 | DDR-Produktion auf der Basis des RPK74, nicht mehr in die Truppe eingeführt |
| 5,45 mm leichtes Maschinengewehr RPK74 Kalschnikow             | ?          | 1990         | | Modifikation RPK-74N mit Halterung für Nachtsichtgerät NSPU                 |
| 5,45 mm leichtes Maschinengewehr RPKS74 Kalaschnikow           | ?          | 1990         | | Modifikation RPKS-74N mit Halterung für Nachtsichtgerät NSPU                |
| 7,62 mm leichtes Maschinengewehr D                             | ?          | 1990         | 13 02 00 |                                                                             |
| 7,62 mm leichtes Maschinengewehr K                             | ?          | 1990         | 13 06 00 13 07 00 mit Halterung für NSG NSP-2 oder NSP-3 13 10 00 mit abklappbarem Kolben                                |                                                                             |
| 7,62 mm schweres Maschinengewehr K                             | ?          | 1990         | 13 17 00 Maschinengewehr K 13 18 00 Maschinengewehr PKMN-1 13 18 00 Maschinengewehr PKMS-N1 13 21 00 Maschinengewehr PKM | PKMN und PKMS-N1 mit Nachtsichtgerät NSPU                                   |

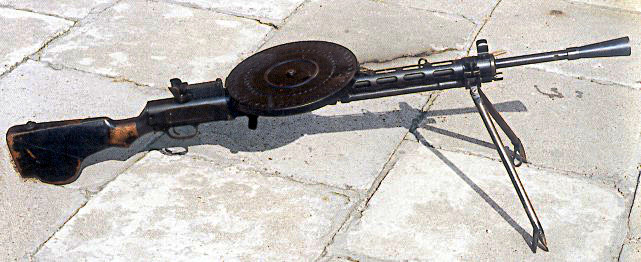
leichtes Maschinengewehr DP
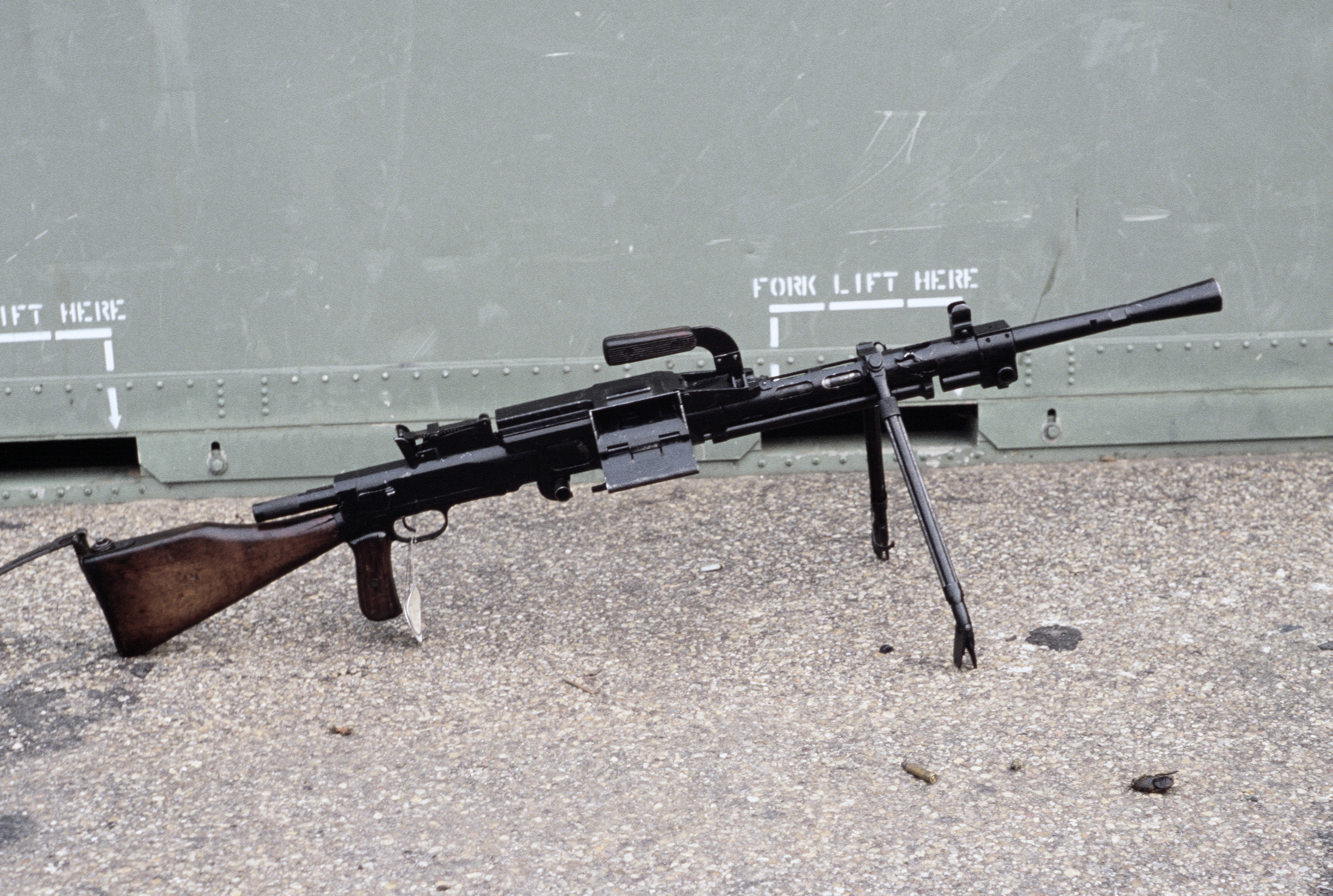
7,62 mm Kompanie-Maschinengewehr RP46
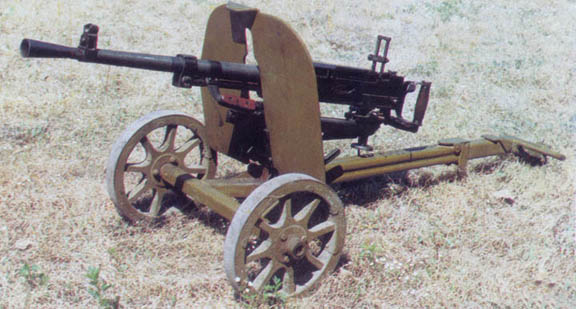
schweres Maschinengewehr 7,62 mm, Modell 1943
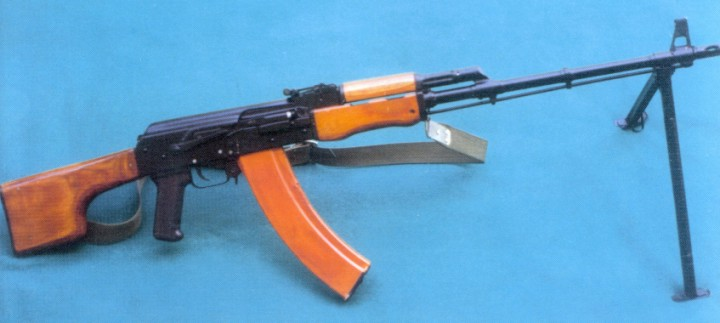
5,45 mm leichtes Maschinengewehr RPK74 Kalschnikow
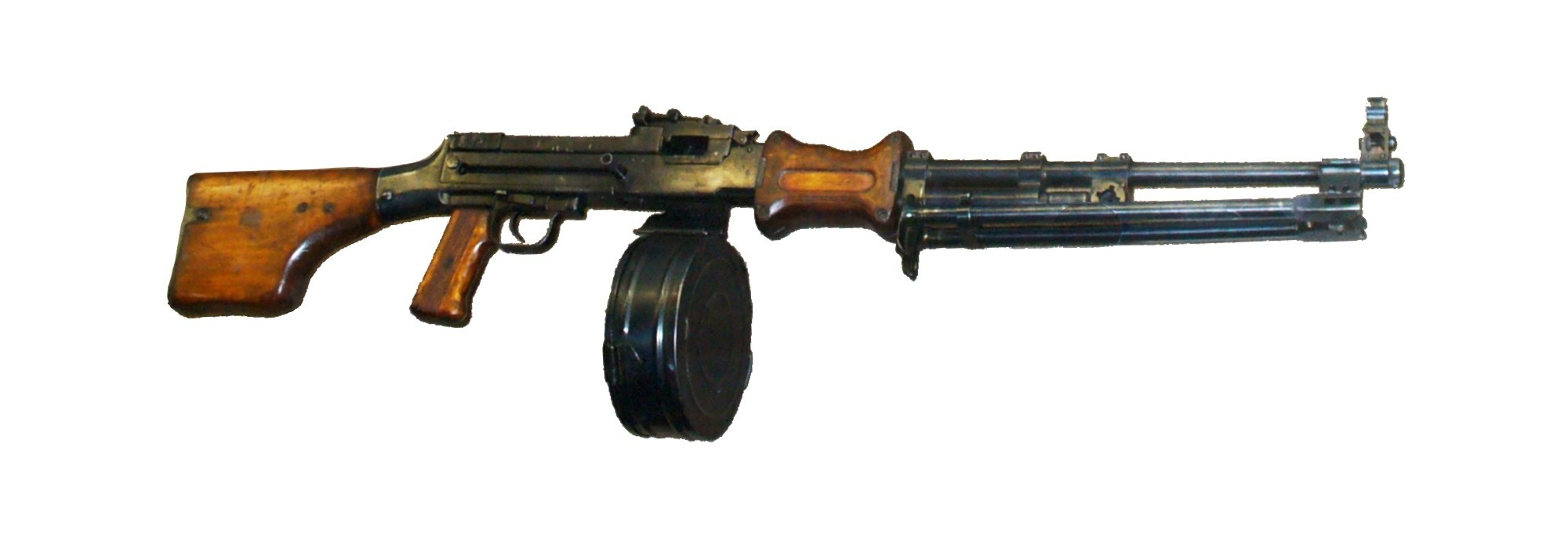
7,62 mm leichtes Maschinengewehr D
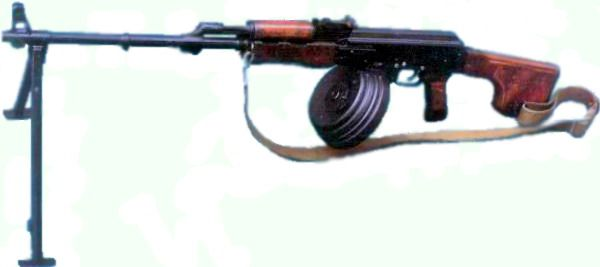
7,62 mm leichtes Maschinengewehr K
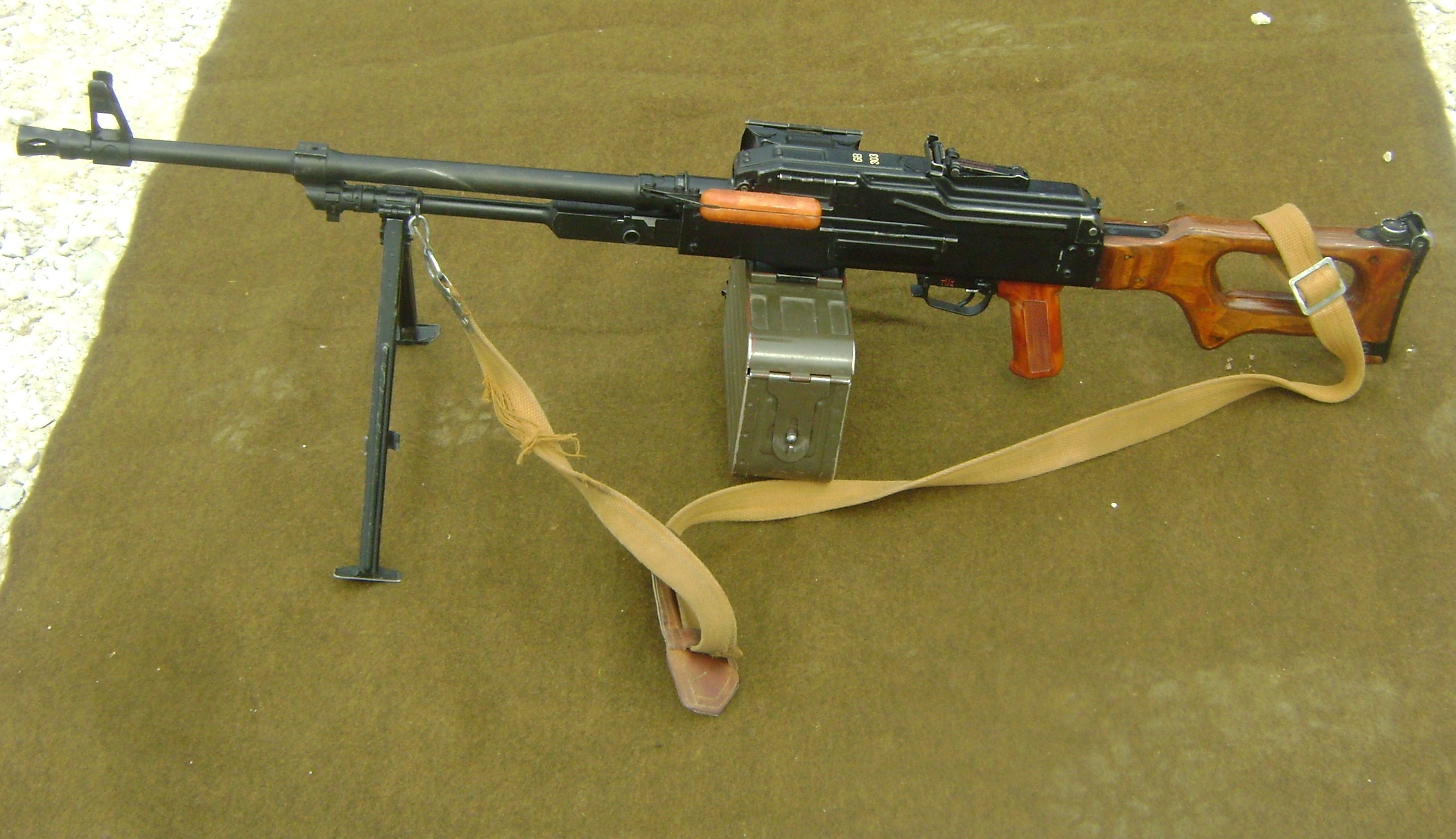
7,62 mm schweres Maschinengewehr K

### Panzerbüchsen
| Bezeichnung                                      | Einführung | Nutzungsende | Nummer im Nummernverzeichnis des RWD | Bemerkung                           |
| ------------------------------------------------ | ---------- | ------------ | ------------------------------------ | ----------------------------------- |
| 40 mm Panzerbüchse RPG-2                         | ?          | ?            |                                      |                                     |
| 40 mm Panzerbüchse RPG-5                         | ?          | ?            |                                      |                                     |
| 40 mm Panzerbüchse RPG-7                         | ?          | 1990         | 14 02 00 RPG-7 14 04 00 RPG-7W       | RPG-7D Variante für Fallschirmjäger |
| 40 mm Panzerbüchse RPG-9                         | ?          | ?            |                                      |                                     |
| Reaktive Panzerabwehrgranate RPG-18 Mucha (6G12) | ?          | 1990         | 60 30 00                             | zählt als Munition                  |

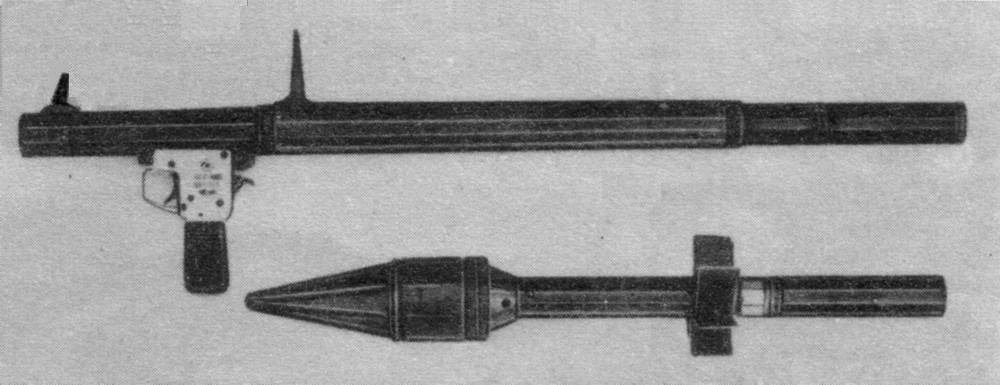
40 mm Panzerbüchse RPG-2
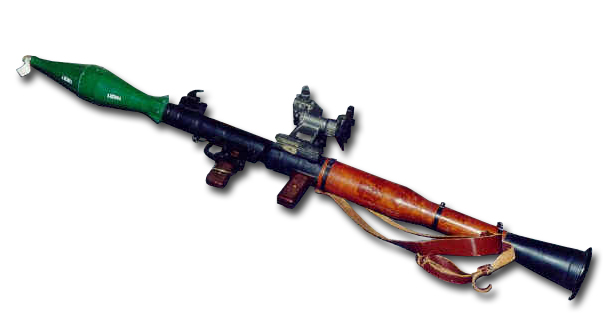
40 mm Panzerbüchse RPG-7
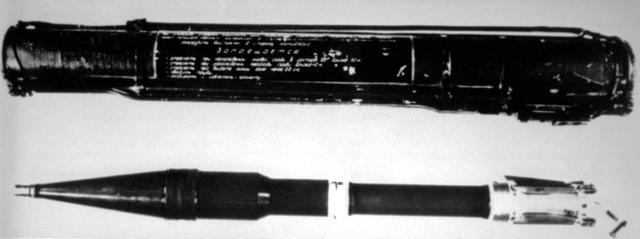
Reaktive Panzerabwehrgranate RPG-18

### Sonstige
| Bezeichnung         | Einführung | Nutzungsende | Nummer im Nummernverzeichnis des RWD | Bemerkung                              |
| ------------------- | ---------- | ------------ | ------------------------------------ | -------------------------------------- |
| Abschussgerät AG-64 | ?          | ?            |                                      | für Fallschirmleuchtgeschoss FLG 5000M |

## Elektroaggregate und Umformer
| Bezeichnung                      | Einführung | Nutzungsende | Nummer im Nummernverzeichnis des RWD | Bemerkung                                |
| -------------------------------- | ---------- | ------------ | ------------------------------------ | ---------------------------------------- |
| Elektroaggregat ALD-10/A         | ?          | ?            |                                      | für RBS-10                               |
| Elektroaggregat APG-15 / APG-15M | ?          | ?            |                                      | für GRS-9/9a                             |
| Elektroaggregat PZS-3            | ?          | ?            |                                      | für Kommandogerät 6/12                   |
| Elektroaggregat SPO-30           | ?          | ?            |                                      | Batterieaggregat der 57-mm-Flak-Batterie |
| Elektroaggregat SPL-30-1         | ?          | ?            |                                      |                                          |
| Elektroaggregat ALB-8MI-UD2      | ?          | ?            |                                      | für AFMS-1                               |

### 50 Hz Elektroaggregate
| Bezeichnung                         | Einführung | Nutzungsende | Nummer im Nummernverzeichnis des RWD | Bemerkung |
| ----------------------------------- | ---------- | ------------ | ------------------------------------ | --------- |
| Elektroaggregat AB-0,5-0/230        | ?          | 1990         |                                      |           |
| Elektroaggregat AB-1-0/230          | ?          | 1990         |                                      |           |
| Elektroaggregat AB-2-0/230          | ?          | 1990         |                                      |           |
| Elektroaggregat AB-4-T/230          | ?          | 1990         |                                      |           |
| Elektroaggregat AB-4-T/230-M1       | ?          | 1990         |                                      |           |
| Elektroaggregat AB-4-0/230/Tsch-425 | ?          | 1990         |                                      |           |
| Elektroaggregat BeET-0,6-2/220 V    | ?          | 1990         |                                      |           |
| Elektroaggregat BeET-1,5-2/220 V    | ?          | 1990         |                                      |           |
| Elektroaggregat BeET-3-2/220 V      | ?          | 1990         |                                      |           |
| Elektroaggregat BeDT-3-2            | ?          | 1990         |                                      |           |
| Elektroaggregat GAB 0,6-1/225       | ?          | 1990         |                                      |           |
| Elektroaggregat GAB 1,6-1/225       | ?          | 1990         |                                      |           |
| Elektroaggregat GAB 3-1/225         | ?          | 1990         |                                      |           |
| Elektroaggregat AB-8-T/230M         | ?          | 1990         |                                      |           |
| Elektroaggregat ÄSD-10WS/230        | ?          | 1990         |                                      |           |
| Elektroaggregat DiDF-16/4-380       | ?          | 1990         |                                      |           |
| Elektroaggregat AD-20-T/230-M2      | ?          | 1990         |                                      |           |
| Elektroaggregat AD-20-T/400-M2      | ?          | 1990         |                                      |           |
| Elektroaggregat DiDF-30/4           | ?          | 1990         |                                      |           |
| Elektroaggregat ASB-300-5/230       | ?          | 1990         |                                      |           |

### 400 Hz Elektroaggregate
| Bezeichnung                                     | Einführung | Nutzungsende | Nummer im Nummernverzeichnis des RWD | Bemerkung |
| ----------------------------------------------- | ---------- | ------------ | ------------------------------------ | --------- |
| Elektroaggregat AB-2-0/230/Tsch-400             | ?          | 1990         |                                      |           |
| Elektroaggregat AB-4-0/115/Tsch-425             | ?          | 1990         | 53 15 00                             |           |
| Elektroaggregat AB-4-0/230                      | ?          | 1990         |                                      |           |
| Elektroaggregat AB-4-0/230/Tsch-400             | ?          | 1990         |                                      |           |
| Elektroaggregat AB-4-0/230/Tsch-425             | ?          | 1990         |                                      |           |
| Elektroaggregat AM-4-T/230/Tsch-400-A4          | ?          | 1990         |                                      |           |
| Elektroaggregat AB-8-0/230-Tsch-400M            | ?          | 1990         |                                      |           |
| Elektroaggregat AB-8-0/230-Tsch-425(M)          | ?          | 1990         |                                      |           |
| Elektroaggregat AB-8-T/230-Tsch-400M            | ?          | 1990         |                                      |           |
| Elektroaggregat AB-8-T/230-Tsch-425(M)          | ?          | 1990         |                                      |           |
| Elektroaggregat 8NO1                            | ?          | 1990         |                                      |           |
| Elektroaggregat ÄSD 2-12                        | ?          | 1990         |                                      |           |
| Elektroaggregat AB-12-T/400                     | ?          | 1990         |                                      |           |
| Elektroaggregat ÄSB-12-WS-400                   | ?          | 1990         |                                      |           |
| Elektroaggregat AB-16-T/230/Tsch-400            | ?          | 1990         |                                      |           |
| Elektroaggregat ÄSB-16-T/230/Tsch-400 / M1 / M2 | ?          | 1990         |                                      |           |
| Elektroaggregat ÄSB-2x16-T/230/Tsch-400-A1RK    | ?          | 1990         |                                      |           |
| Elektroaggregat ÄSD-20WL/230/Tsch-400 / M2      | ?          | 1990         |                                      |           |
| Elektroaggregat ÄSD-20 T/230/Tsch-400           | ?          | 1990         | 53 02 00                             |           |
| Elektroaggregat AD-20-T/230-Tsch/400-M2         | ?          | 1990         |                                      |           |
| Elektroaggregat AD-30-T/230/400                 | ?          | 1990         |                                      |           |
| Elektroaggregat ÄSB-2x30-T/230/Tsch-400-A1RK    | ?          | 1990         |                                      |           |
| Elektroaggregat PÄS-100T/230/Tsch-400           | ?          | 1990         |                                      |           |
| Elektroaggregat 9I111                           | ?          | 1990         |                                      |           |
| Elektroaggregat 1Ä9                             | ?          | 1990         |                                      |           |

### Elektroaggregate für Gleichspannung
| Bezeichnung                  | Einführung | Nutzungsende | Nummer im Nummernverzeichnis des RWD | Bemerkung |
| ---------------------------- | ---------- | ------------ | ------------------------------------ | --------- |
| Elektroaggregat BeGT-3-2/115 | ?          | 1990         | 53 23 00                             |           |
| Elektroaggregat PES-0,75     | ?          | 1990         |                                      |           |
| Elektroaggregat AB-1-P/30    | ?          | 1990         |                                      |           |
| Elektroaggregat APD-8/28-1   | ?          | 1990         |                                      |           |
| Elektroaggregat AD-12-P/30-1 | ?          | 1990         |                                      |           |
| Elektroaggregat AD-12-P/30-2 | ?          | 1990         |                                      |           |

### Umformer
| Bezeichnung                                          | Einführung | Nutzungsende | Nummer im Nummernverzeichnis des RWD | Bemerkung                                                       |
| ---------------------------------------------------- | ---------- | ------------ | ------------------------------------ | --------------------------------------------------------------- |
| Umformer ALA-3,5-MB2/0                               | ?          | 1990         |                                      |                                                                 |
| Umformer WPL-30-T/230                                | ?          | 1990         |                                      |                                                                 |
| Umformer UA-69                                       | ?          | 1990         | 53 45 00                             | ab 1971, externe Stromversorgung der Fla-SFL ZSU-23-4 „Schilka“ |
| Umformer 218S                                        | ?          | 1990         |                                      |                                                                 |
| Umformer PSTsch-15, PSTsch-30, PSTsch-50, PSTsch-100 | ?          | 1990         |                                      |                                                                 |

## Werkstatttechnik
| Bezeichnung                                            | Einführung | Nutzungsende | Nummer im Nummernverzeichnis des RWD     | Bemerkung |
| ------------------------------------------------------ | ---------- | ------------ | ---------------------------------------- | --- |
| Funkmeßwerkstatt FMW-59                                | ?          | ?            |                                          | |
| Funkmesswerkstatt FMW-75                               | ?          | 1990         |                                          | |
| Funkmesswerkstatt KRAS-1R                              | ?          | 1990         | 85 11 00                                 | |
| Funkmesswerkstatt KRAS-1R7                             | ?          | 1990         | 85 23 00                                 | Instandsetzungsarbeiten an Funkmeßgeräten P-40, PRW-9B und PRW-16B                                                     |
| Kontroll- und Wartungsstation KRAS-1R1-M / KRAS-1R1-M1 | ?          | 1990         | 85 12 00 KRAS-1R1-M 85 12 10 KRAS-1R1-M1 | Wartung und Instandsetzung der funkelektronischen Mittel des Fla-Raketensystems 2K11                                   |
| Funkmesswerkstatt KRAS1R13                             | ?          | 1990         | 85 26 00                                 | |
| Funkmesswerkstatt KRAS-1RSch                           | ?          | 1990         | 85 16 00                                 | Wartung und Instandsetzung der funkelektronischen Mittel der Fla-Sfl 23-4                                              |
| Funkmesswerkstatt KRAS-1RSchM                          | ?          | 1990         | 85 22 00                                 | Wartung und Instandsetzung der funkelektronischen Mittel der Fla-Sfl 23-4                                              |
| Funkmesswerkstatt KRAS-PM                              | ?          | 1990         | 85 24 00                                 | |
| Funkmesswerkstatt MRTS                                 | ?          | 1990         | 85 10 00                                 | |
| Kontroll- und Wartungsstation MRTO-P                   | ?          | 1990         | 85 25 00                                 | |
| Kontroll- und Wartungsstation 9W894                    | ?          | 1990         | 85 61 00                                 | Wartung und Instandsetzung der funkelektronischen Mittel des Fla-Raketensystems 9K33                                   |
| Kontroll- und Wartungsstation 9S488                    | ?          | 1990         | 50 05 00                                 | Wartung und Instandsetzung der funkelektronischen Mittel des Fla-Raketensystems 2K12                                   |
| Optikwerkstatt RWD-1                                   | ?          | 1990         | 85 02 00                                 | |
| Mechanische Werkstatt KRAS-1M                          | ?          | 1990         | 85 03 00                                 | |
| Mechanische Werkstatt MRM / MRM-M1                     | ?          | 1990         | 85 04 00 MRM 85 05 00 MRM-M1             | |
| Abteilungswerkstatt RM-1                               | ?          | 1990         | 85 30 00 RM1 85 30 10 RM1-70             | Instandsetzungsarbeiten in der Beweglichen Fla-Raketentechnischen Basis (BRTB) und den Abteilungen der Raketenbrigaden |
| Brigadewerkstatt RM-2                                  | ?          | 1990         | 85 40 00 RM2 85 40 10 RM2-70             | |
| Messtechnische Prüfstelle PKPP                         | ?          | 1990         |                                          | |
| Messtechnisches Prüflabor KRIL-1                       | ?          | 1990         |                                          | |
| Messtechnisches Prüflabor KRIL-2                       | ?          | 1990         |                                          | |
| Messtechnische Prüfstelle MTPO (85 01 00)              | ?          | 1990         |                                          | |
| Kontroll- und Prüflabor MPNA 9W845                     | ?          | 1990         |                                          | |

## Mechanische Feuerleit- und Rechengeräte
| Bezeichnung                                   | Einführung | Nutzungsende | Nummer im Nummernverzeichnis des RWD                                                            | Bemerkung                                       |
| --------------------------------------------- | ---------- | ------------ | ----------------------------------------------------------------------------------------------- | ----------------------------------------------- |
| Transversalmaßstab                            | ?          | 1990         | 05 63 00                                                                                        |                                                 |
| Kommandeursbesteck für Artillerie             | ?          | ?            | nicht vergeben                                                                                  | Ermittlung der Anfangsangaben zum Schießen      |
| Kommandeursbesteck                            | ?          | ?            | 05 61 00                                                                                        | Ermittlung der Anfangsangaben zum Schießen      |
| Rechentafel (Piacryl)                         | ?          | 1990         | 05 36 00                                                                                        |                                                 |
| Rechentafel für Anfangsangaben 57mm-Flak      | ?          | 1990         | 05 37 00                                                                                        |                                                 |
| Rechentafel „B“                               | ?          | 1990         | 05 38 00                                                                                        |                                                 |
| Rechentafel „F“                               | ?          | 1990         | 05 39 00                                                                                        |                                                 |
| Artillerierechenstab S                        | ?          | 1990         | 05 31 00                                                                                        |                                                 |
| Schallmessrechenstab                          | ?          | 1990         | 05 32 00                                                                                        |                                                 |
| Rechenscheibe                                 | ?          | ?            | nicht vergeben                                                                                  |                                                 |
| Kreisrechenscheibe 61                         | ?          | 1990         | 05 34 00                                                                                        |                                                 |
| Kernwaffenrechenscheibe KWE-4                 | ?          | 1990         | 05 35 00                                                                                        |                                                 |
| Tagesverbesserungsrechner TVR-58              | ?          | ?            | nicht vergeben                                                                                  | vollautomatisches mechanisches Rechengerät      |
| Tagesverbesserungsrechner TVR-67              | ?          | ?            | nicht vergeben                                                                                  | vollautomatisches mechanisches Rechengerät      |
| Rechengerät 44                                | ?          | ?            | 05 33 00                                                                                        |                                                 |
| Feuerleitgerät PUO-3                          | ?          | ?            | nicht vergeben                                                                                  |                                                 |
| Feuerleitgerät PUMO-5                         | ?          | ?            | nicht vergeben                                                                                  |                                                 |
| Feuerleitgerät FLG-7                          | ?          | 1990         | 05 01 00                                                                                        |                                                 |
| Feuerleitgerät FLG-9                          | ?          | 1990         | 05 01 00                                                                                        |                                                 |
| Feuerleitgerät PUO-9                          | ?          | 1990         | 05 02 00 PUO-9 für D-44 05 03 00 PUO-9 für M-30 05 04 00 PUO-9 für D-30 05 05 00 PUO-9 für M-46 |                                                 |
| Feuerleitgerät PUO-9M                         | ?          | 1990         | 05 06 00 PUO-9M für 2S1 05 07 00 PUO-9M für 2S3M 05 09 00 PUO-9M für D-20                       |                                                 |
| Feuerleitgerät PUO-9U                         | ?          | 1990         | 05 08 00                                                                                        |                                                 |
| Maschkompass F-52                             | ?          | ?            |                                                                                                 |                                                 |
| Maschkompass F-58                             | ?          | 1990         | 05 11 00                                                                                        |                                                 |
| Maschkompass F-65 mit Fluidkapsel             | ?          | 1990         | 05 12 00                                                                                        |                                                 |
| Maschkompass F-73 mit Fluidkapsel             | ?          | 1990         | 05 13 00                                                                                        |                                                 |
| Streckenzugtafel                              | ?          | ?            | nicht vergeben                                                                                  | grafische Auswertung trigonometrischer Aufgaben |
| Streckenzugtafel                              | ?          | 1990         | 05 67 00                                                                                        | grafische Auswertung trigonometrischer Aufgaben |
| Winkelmesser 35                               | ?          | ?            |                                                                                                 |                                                 |
| Kurvimeter                                    | ?          | 1990         | 05 64 00                                                                                        |                                                 |
| Deckungswinkelmesser                          | ?          | 1990         | 05 21 00                                                                                        |                                                 |
| Kartenwinkelmesser AK-3                       | ?          | 1990         | 05 65 00                                                                                        |                                                 |
| Kartenwinkelmesser AK-4                       | ?          | 1990         |                                                                                                 |                                                 |
| Windauswerteplan W-62                         | ?          | 1990         |                                                                                                 |                                                 |
| Windauswertegerät AMP-53                      | ?          | 1990         | 05 52 00                                                                                        |                                                 |
| Leselupe                                      | ?          | 1990         | 05 62 00                                                                                        |                                                 |
| Sperrfeuerlineal für leichte Flak             | ?          | 1990         | 05 81 00                                                                                        |                                                 |
| Sperrfeuerlineal für mittlere Flak            | ?          | 1990         | 05 82 00                                                                                        |                                                 |
| Sperrfeuerplanschett                          | ?          | 1990         | 05 83 00                                                                                        |                                                 |
| Temperatur- und Luftdichte-Auswertegerät TP66 | ?          | 1990         |                                                                                                 |                                                 |
| Mechanische Rechenmaschine Feliks             | ?          | 1990         | 05 62 00                                                                                        |                                                 |

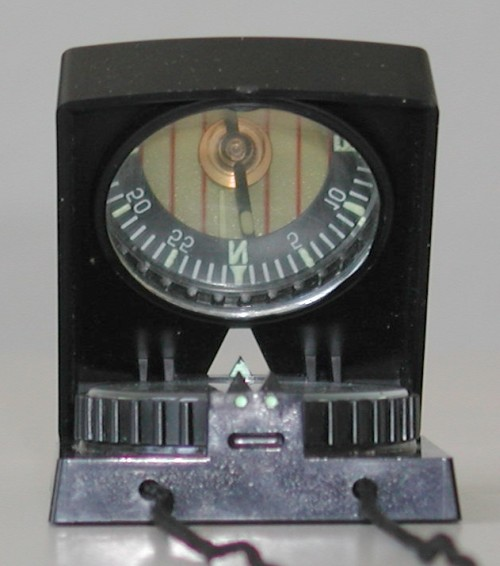
Maschkompass F-73 mit Fluidkapsel
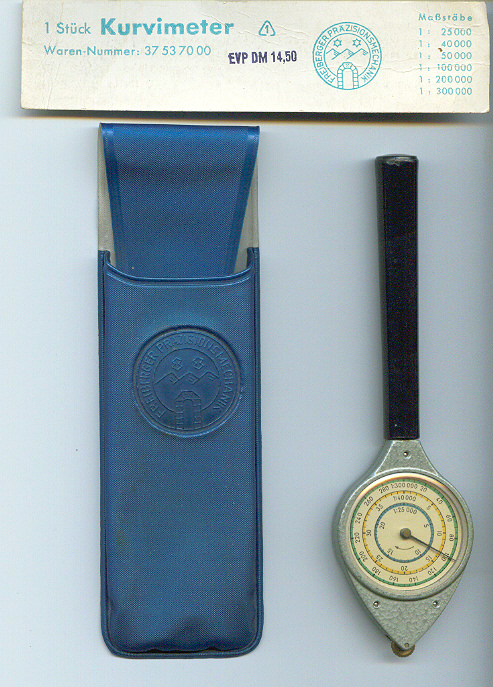
Kurvimeter
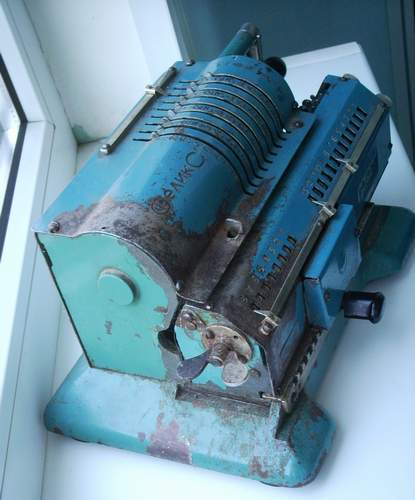
Mechanische Rechenmaschine Feliks

## Fotoausrüstung, Beleuchtungsgeräte
| Bezeichnung                               | Einführung | Nutzungsende | Nummer im Nummernverzeichnis des RWD | Bemerkung |
| ----------------------------------------- | ---------- | ------------ | ------------------------------------ | --- |
| Standard-Beleuchtungssystem               | ?          | 1990         | 07 8x xx 07 9x xx                    | gerätegebundene Beleuchtungssätze für Arbeitsplätze, Arbeits- und Richthilfsmittel                                |
| Luftbild-Fotokomplex APF-2-TM             | ?          | 1990         | 07 08 00                             | |
| Luftbild-Fotokomplex APF-2-TMK            | ?          | 1990         | 07 09 00                             | |
| Akku-Handlampe                            | ?          | 1990         | 07 60 00                             | Waffenkammer-Notbeleuchtung                                                                                       |
| Einheitsbeleuchtungsgerät EB-62a / EB-62b | ?          | 1990         | 07 70 00 – 07 75 00                  | Beleuchtung der Richtaufsätze und Zielfernrohre der Geschütze und der am Geschütz vorhandenen Skalen und Libellen |

## Blanke Waffen
| Bezeichnung    | Einführung | Nutzungsende | Nummer im Nummernverzeichnis des RWD | Bemerkung |
| -------------- | ---------- | ------------ | --- | --------- |
| Dolch          | 1961       | 1990         | 17 01 00 Dolch für Offiziere 17 02 00 Dolch für Offiziere Volksmarine 17 03 00 Dolch für Generale LaSK 17 04 00 Dolch für Admirale 17 05 00 Dolch für Generale LSK/LV 17 07 00 Dolch für Generale Grenztruppen |           |
| Säbel          | ?          | 1990         | 17 06 00 |           |
| Kampfmesser    | ?          | 1990         | 17 08 00 |           |
| Kampfmesser 87 | 1987       | 1990         | 17 10 00 |           |
| Kappmesser     | ?          | 1990         | 17 09 00 |           |

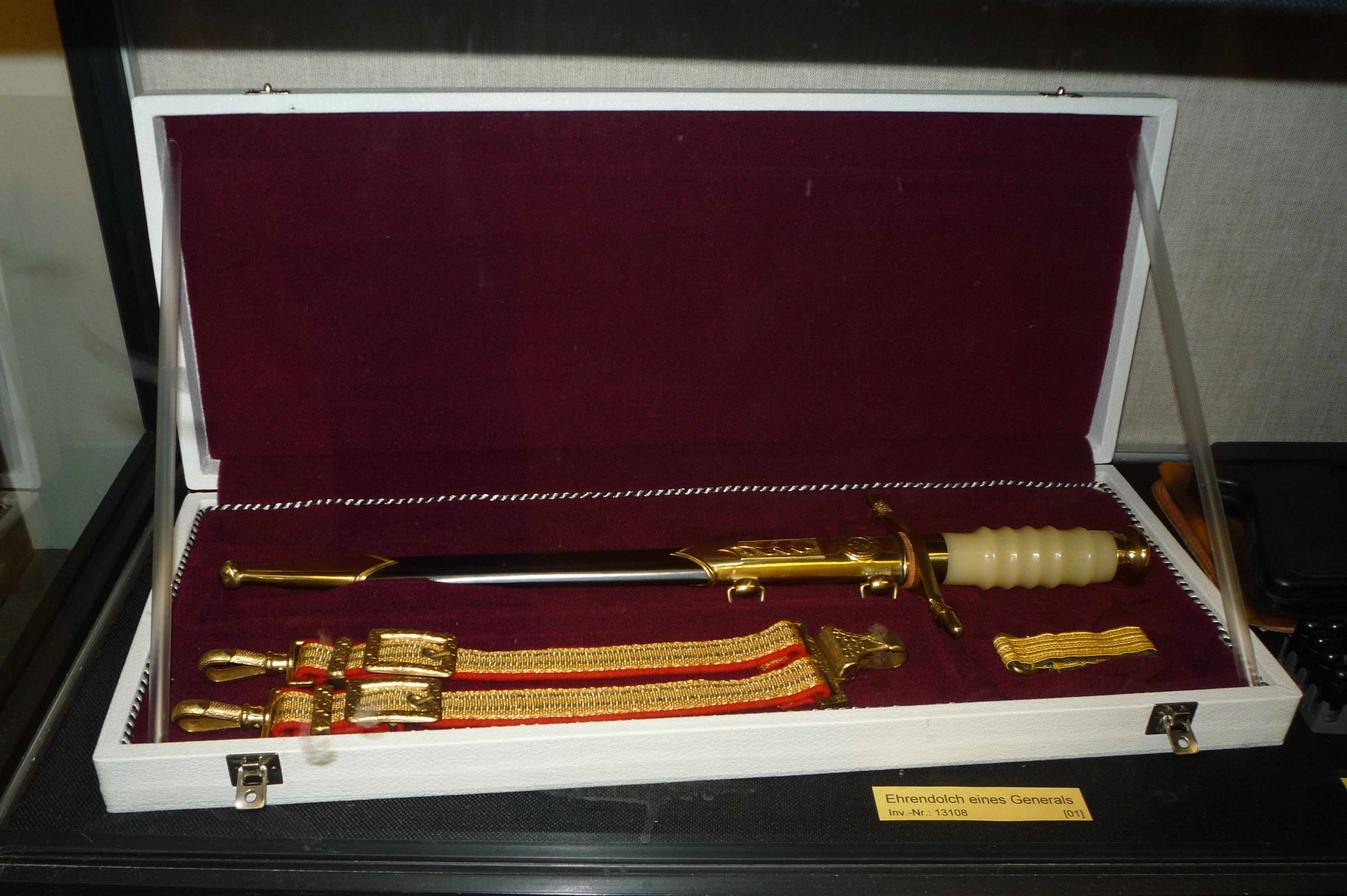
Dolch für Generale LaSK
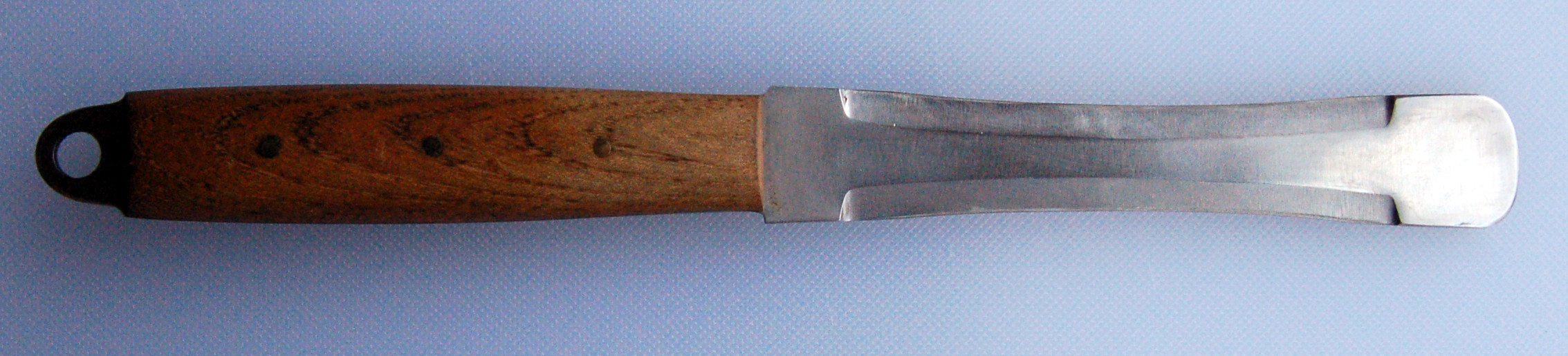
Kappmesser